# Campionato mondiale di Formula 1 2023

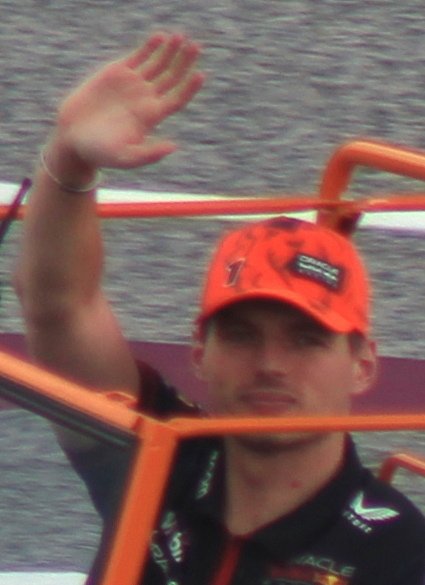
Max Verstappen si aggiudica per la terza volta consecutiva in carriera il titolo piloti.

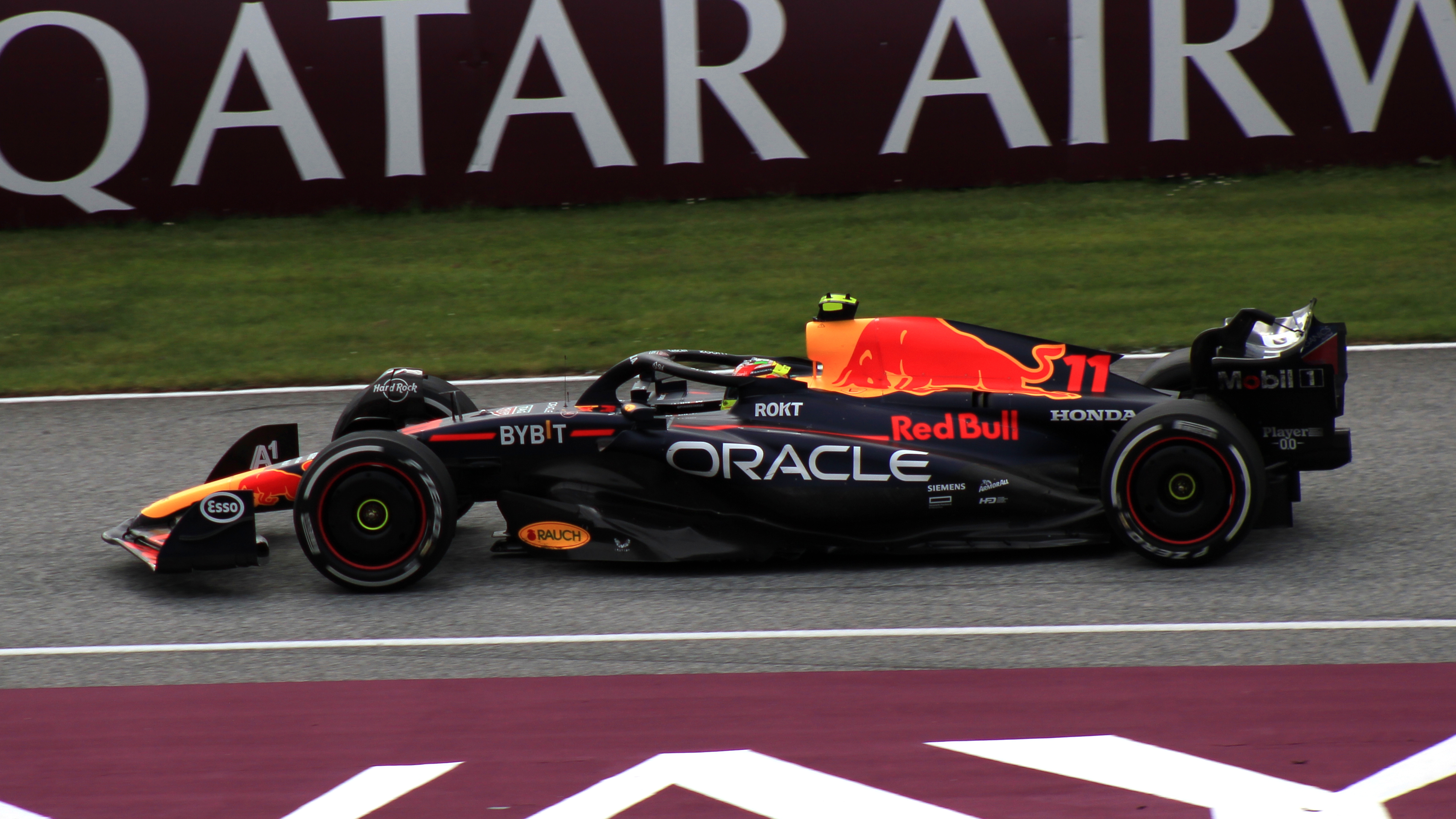
La Red Bull vince il suo sesto titolo costruttori, il secondo di fila.

Il campionato mondiale di Formula 1 2023 organizzato dalla FIA è stato, nella storia della categoria, il 74º ad assegnare il campionato piloti e il 66º ad assegnare il campionato costruttori. È iniziato il 5 marzo e si è concluso il 26 novembre, dopo ventidue gare.
Il pilota campione del mondo in carica, Max Verstappen, si è aggiudicato per la terza volta consecutiva in carriera il campionato piloti al volante della Red Bull. L'olandese eguaglia il numero dei titoli di Jack Brabham, Jackie Stewart, Niki Lauda, Nelson Piquet e Ayrton Senna.
L'olandese diventa uno degli undici piloti nella storia ad aver vinto almeno tre titoli iridati e uno dei cinque piloti nella storia ad aver vinto tre titoli consecutivi, dopo Juan Manuel Fangio, Michael Schumacher, Sebastian Vettel e Lewis Hamilton. Vincendo matematicamente il titolo nella gara Sprint in Qatar, disputatasi al sabato e non la domenica, Verstappen eguaglia il record di Michael Schumacher, che nel 2002 conquistò il titolo con sei Gran Premi d'anticipo. Per la quattordicesima volta nella storia del mondiale un pilota vince il campionato da campione in carica. Inoltre, Verstappen stabilisce il nuovo primato di punti conquistati in una stagione (575), battendo quello precedente di 454 risalente al 2022, nonché con il maggior margine sul secondo (290), battendo quello precedente di Sebastian Vettel (155) risalente al 2013.
La scuderia austriaca Red Bull Racing conquista per la sesta volta nella propria storia il mondiale costruttori, il secondo consecutivo. Il team di Milton Keynes diventa il primo costruttore nella storia della Formula 1 a vincere il titolo con sei gare d'anticipo, battendo il primato precedente detenuto in coabitazione dalla McLaren, nel 1988, e dalla Ferrari, nel 2004, con cinque gare d'anticipo. Inoltre, la Red Bull Racing stabilisce il nuovo primato di punti conquistati in una stagione (860), battendo quello precedente della Mercedes (765) risalente al 2016, nonché con il maggior margine sul secondo (451), battendo quello precedente dello stesso costruttore tedesco (297) dello stesso campionato.

## La prestagione

### Il calendario

In verde sono segnati i paesi che nel 2023 ospitano un Gran Premio di Formula 1, con sedi del circuito segnate con un punto nero. In grigio scuro sono quelli che li hanno ospitati in passato con gli ex circuiti ospitanti contrassegnati con un punto bianco.

La Federazione rende noto il calendario nell'ottobre precedente, snodandosi attraverso ventiquattro Gran Premi.Il campionato inizia col consueto Gran Premio del Bahrein, per concludersi col tradizionale Gran Premio di Abu Dhabi. Il Gran Premio d'Azerbaigian viene posto in aprile, quello dell'Emilia-Romagna a maggio, mentre quello di Spagna a giugno, invertito col Gran Premio di Monaco. Il Gran Premio d'Austria e quello di Gran Bretagna vengono nuovamente invertiti, con lo spostamento nel mese di luglio del Gran Premio del Belgio, nel mese di agosto del Gran Premio d'Olanda, il primo dopo la pausa estiva, e nel mese di settembre del Gran Premio di Singapore e del Gran Premio del Giappone.
Il calendario vede il ritorno del Gran Premio di Cina, non disputatosi nelle ultime tre stagioni a causa delle problematiche dettate dalla pandemia di COVID-19, del Gran Premio del Qatar, collocato in ottobre, non disputatosi nella precedente stagione in quanto il Paese concentratosi nell'ospitare il campionato mondiale di calcio, e del Gran Premio di Las Vegas, collocato nel mese di novembre, per la prima volta dalla stagione 1982, con la gara disputata in notturna e al sabato per la prima volta dal Gran Premio del Sudafrica 1985, e da corrersi su un nuovo tracciato cittadino. Gli Stati Uniti d'America disputano così tre Gran Premi nel proprio territorio per la prima volta dalla stagione 1982.
Nel calendario non figura il Gran Premio di Francia, il quale era tornato nella stagione 2018, mentre il Gran Premio di Russia, sotto contratto per essere incluso nel calendario mondiale, si sarebbe dovuto disputare su un nuovo circuito, l'Igora Drive, un tracciato permanente vicino alla città di San Pietroburgo, spostandosi quindi dall'autodromo di Soči, sede del Gran Premio fin dal suo debutto valido per il campionato mondiale avvenuto durante la stagione 2014. Prima dell'inizio del campionato precedente, il contratto per la disputa del Gran Premio sul nuovo circuito viene terminato a seguito dell'invasione russa dell'Ucraina, concludendo allo stesso tempo il contratto per la disputa del Gran Premio nelle stagioni successive.
Il 2 dicembre 2022 la Federazione annulla il Gran Premio di Cina per il quarto anno consecutivo a causa delle restrizioni per la pandemia di COVID-19, lasciando lo spazio libero in calendario per sostituirlo. Tuttavia, il 17 gennaio 2023 il numero di appuntamenti per il campionato viene ridotto a ventitré, senza che il Gran Premio di Cina venga rimpiazzato, il quale rappresenta comunque un numero record di Gran Premi previsti in una stagione, uno in più rispetto al campionato precedente. Le sedi del Gran Premio d'Arabia Saudita e del Gran Premio del Qatar sarebbero dovute inizialmente essere diverse, ossia Qiddiya e Doha, prima che i Gran Premi fossero mantenuti a Gedda e Lusail anche nel 2023.
Il 17 maggio 2023 la Federazione annulla il Gran Premio dell'Emilia-Romagna a causa dell'ondata eccezionale di maltempo che si abbatte sull'omonima regione. Il numero di appuntamenti per il campionato viene ridotto a ventidue, lo stesso numero record di Gran Premi della stagione precedente.
| Gara | Nome ufficiale del Gran Premio          | Circuito                           | Sede              | Data         | Ora    | Ora   | Ora   | Diretta TV        |
| Gara | Nome ufficiale del Gran Premio          | Circuito                           | Sede              | Data         | Locale | UTC   | ITA   | Diretta TV        |
| ---- | --------------------------------------- | ---------------------------------- | ----------------- | ------------ | ------ | ----- | ----- | ----------------- |
| 1    | Gulf Air Bahrain Grand Prix             | Bahrain International Circuit      | Manama            | 5 marzo      | 18:00  | 15:00 | 16:00 | Sky Sport F1      |
| 2    | STC Saudi Arabian Grand Prix            | Jeddah Corniche Circuit            | Gedda             | 19 marzo     | 20:00  | 17:00 | 18:00 | Sky Sport F1      |
| 3    | Rolex Australian Grand Prix             | Albert Park Circuit                | Melbourne         | 2 aprile     | 15:00  | 5:00  | 7:00  | Sky Sport F1      |
| 4    | Azerbaijan Grand Prix                   | Baku City Circuit                  | Baku              | 30 aprile    | 15:00  | 11:00 | 13:00 | Sky Sport F1      |
| 5    | Crypto.com Miami Grand Prix             | Miami International Autodrome      | Miami             | 7 maggio     | 15:30  | 19:30 | 21:30 | Sky Sport F1      |
| 6    | Grand Prix de Monaco                    | Circuito di Monte Carlo            | Monaco            | 28 maggio    | 15:00  | 13:00 | 15:00 | Sky Sport F1      |
| 7    | AWS Gran Premio de España               | Circuit de Barcelona-Catalunya     | Montmeló          | 4 giugno     | 15:00  | 13:00 | 15:00 | Sky Sport F1, TV8 |
| 8    | Pirelli Grand Prix du Canada            | Circuito Gilles-Villeneuve         | Montréal          | 18 giugno    | 14:00  | 18:00 | 20:00 | Sky Sport F1      |
| 9    | Rolex Großer Preis von Österreich       | Red Bull Ring                      | Spielberg         | 2 luglio     | 15:00  | 13:00 | 15:00 | Sky Sport F1      |
| 10   | Aramco British Grand Prix               | Silverstone Circuit                | Silverstone       | 9 luglio     | 15:00  | 14:00 | 16:00 | Sky Sport F1      |
| 11   | Qatar Airways Hungarian Grand Prix      | Hungaroring                        | Mogyoród          | 23 luglio    | 15:00  | 13:00 | 15:00 | Sky Sport F1, TV8 |
| 12   | MSC Cruises Belgian Grand Prix          | Circuito di Spa-Francorchamps      | Stavelot          | 30 luglio    | 15:00  | 13:00 | 15:00 | Sky Sport F1      |
| 13   | Heineken Dutch Grand Prix               | Circuit Zandvoort                  | Zandvoort         | 27 agosto    | 15:00  | 13:00 | 15:00 | Sky Sport F1      |
| 14   | Pirelli Gran Premio d'Italia            | Autodromo nazionale di Monza       | Monza             | 3 settembre  | 15:00  | 13:00 | 15:00 | Sky Sport F1, TV8 |
| 15   | Singapore Airlines Singapore Grand Prix | Marina Bay Street Circuit          | Singapore         | 17 settembre | 20:00  | 12:00 | 14:00 | Sky Sport F1      |
| 16   | Lenovo Japanese Grand Prix              | Suzuka International Racing Course | Suzuka            | 24 settembre | 14:00  | 5:00  | 7:00  | Sky Sport F1      |
| 17   | Qatar Airways Qatar Grand Prix          | Lusail International Circuit       | Doha              | 8 ottobre    | 20:00  | 17:00 | 19:00 | Sky Sport F1      |
| 18   | Lenovo United States Grand Prix         | Circuit of the Americas            | Austin            | 22 ottobre   | 14:00  | 19:00 | 21:00 | Sky Sport F1      |
| 19   | Gran Premio de la Ciudad de México      | Autodromo Hermanos Rodríguez       | Città del Messico | 29 ottobre   | 14:00  | 20:00 | 21:00 | Sky Sport F1, TV8 |
| 20   | Rolex Grande Prêmio de São Paulo        | Autódromo José Carlos Pace         | San Paolo         | 5 novembre   | 14:00  | 17:00 | 18:00 | Sky Sport F1      |
| 21   | Heineken Silver Las Vegas Grand Prix    | Las Vegas Strip Circuit            | Las Vegas         | 18 novembre  | 22:00  | 6:00  | 7:00  | Sky Sport F1      |
| 22   | Etihad Airways Abu Dhabi Grand Prix     | Yas Marina Circuit                 | Abu Dhabi         | 26 novembre  | 17:00  | 13:00 | 14:00 | Sky Sport F1      |

#### Gran Premi annullati
| Nome ufficiale del Gran Premio                                    | Circuito                       | Sede     |
| ----------------------------------------------------------------- | ------------------------------ | -------- |
| Chinese Grand Prix                                                | Shanghai International Circuit | Shanghai |
| Qatar Airways Gran Premio del Made in Italy e dell'Emilia-Romagna | Autodromo Enzo e Dino Ferrari  | Imola    |

### La presentazione delle vetture
| Costruttore                           | Telaio            | Data presentazione    | Luogo presentazione                       |
| ------------------------------------- | ----------------- | --------------------- | ----------------------------------------- |
| MoneyGram Haas F1 Team                | VF-23             | 31 gennaio (livrea)   | Sito web                                  |
| MoneyGram Haas F1 Team                | VF-23             | 23 febbraio (vettura) | Bahrain International Circuit             |
| Oracle Red Bull Racing                | RB19              | 3 febbraio (livrea)   | New York                                  |
| Oracle Red Bull Racing                | RB19              | 23 febbraio (vettura) | Bahrain International Circuit             |
| Williams Racing                       | FW45              | 6 febbraio (livrea)   | Grove                                     |
| Williams Racing                       | FW45              | 13 febbraio (vettura) | Circuito di Silverstone                   |
| Alfa Romeo F1 Team Stake              | C43               | 7 febbraio            | Zurigo                                    |
| Scuderia AlphaTauri                   | AT04              | 11 febbraio           | New York (livrea)                         |
| Scuderia AlphaTauri                   | AT04              | 11 febbraio           | Sito web (vettura)                        |
| Aston Martin Aramco Cognizant F1 Team | AMR23             | 13 febbraio           | Aston Martin F1 Team Factory, Silverstone |
| McLaren F1 Team                       | MCL60             | 13 febbraio           | McLaren Technology Centre, Woking         |
| Scuderia Ferrari                      | SF-23             | 14 febbraio           | Circuito di Fiorano                       |
| Mercedes-AMG PETRONAS F1 Team         | W14 E Performance | 15 febbraio           | Circuito di Silverstone                   |
| BWT Alpine F1 Team                    | A523              | 16 febbraio           | Londra                                    |

### Test
A differenza della stagione 2022, in cui sono state disputate due sessioni di test della durata di tre giorni l'una, la prima sul circuito di Catalogna e la seconda al Bahrain International Circuit, in questo campionato è prevista una sola sessione di test invernali, sempre spalmata su tre giorni, da svolgersi dal 23 al 25 febbraio sempre al Bahrain International Circuit, già sede della prima tappa stagionale, due settimane prima dell'inizio del campionato.
I team tornano ad avere a disposizione una sola sessione, come accaduto l'ultima volta nei test del 2021, i quali furono ridotti ad un'unica sessione, comunque della durata di tre giorni, a causa delle problematiche legate alla pandemia di COVID-19.
I test pre-stagionali in Bahrein sono sponsorizzati, come nel 2021 e nel 2022, da Aramco.
Alcuni giorni prima della disputa dei test pre-stagionali, la scuderia britannica Aston Martin decide di non schierare il pilota canadese Lance Stroll in quanto quest'ultimo è costretto a saltare i test per colpa di un infortunio durante un allenamento. Al suo posto viene schierato il terzo pilota del team, il brasiliano Felipe Drugovich.

### Accordi e fornitori
La scuderia svizzera Alfa Romeo annuncia che a fine stagione terminerà la sua partnership sia come title sponsor sia come partner tecnico, dopo aver collaborato e contribuito fin dalla stagione 2018 con l'omonima casa automobilistica italiana. Anche il title sponsor polacco Orlen lascia la scuderia elvetica e approda come principal partner di quella italiana AlphaTauri. Per sostituirlo, il team svizzero sigla un accordo con l'azienda canadese Stake, la quale funge da co-title sponsor. La scuderia statunitense Haas sigla un nuovo accordo con MoneyGram, il quale funge da title sponsor.
Dopo un anno di assenza nella categoria la casa nipponica Honda torna ufficialmente nella massima formula, andando ad affiancare il suo nome alla power unit RBPT (Honda RBPT) per consolidare il rapporto di collaborazione iniziato la stagione precedente, dopo l'uscita di Honda come fornitrice di motori.
Rolex torna a sponsorizzare il Gran Premio d'Australia, come avvenuto dal 2013 al 2019, e diviene sponsor del Gran Premio di San Paolo. Qatar Airways sponsorizza per la prima volta il Gran Premio d'Ungheria e il Gran Premio del Qatar, così come AWS il Gran Premio di Spagna, Aramco il Gran Premio di Gran Bretagna, MSC Cruises il Gran Premio del Belgio, e Lenovo il Gran Premio del Giappone e il Gran Premio degli Stati Uniti d'America. Pirelli torna a sponsorizzare il Gran Premio del Canada, come fatto nel 2019, mentre il ritorno del Gran Premio di Las Vegas è sponsorizzato da Heineken Silver.
Il Gran Premio dell'Emilia-Romagna, prima dell'annullamento, sarebbe stato sponsorizzato per la prima volta da Qatar Airways.

## Scuderie e piloti

### Scuderie
La scuderia statunitense Haas, a seguito del nuovo accordo con MoneyGram, cambia denominazione in MoneyGram Haas F1 Team. La scuderia elvetica Alfa Romeo cambia il nome ufficiale del team in seguito all'interruzione dei rapporti con l'azienda polacca Orlen, firmando una nuova partnership con quella canadese Stake. Il team cambia quindi denominazione in Alfa Romeo F1 Team Stake. Il costruttore viene inizialmente iscritto nel Gran Premio d'Arabia Saudita come Alfa Romeo F1 Team Kick. Successivamente viene iscritto come Alfa Romeo F1 Team Stake. Nel Gran Premio d'Australia, nel Gran Premio di Spagna, nel Gran Premio del Belgio e nel Gran Premio del Qatar viene iscritto come Alfa Romeo F1 Team Kick.

### Piloti
Nel corso del 2022 il pilota tedesco Sebastian Vettel annuncia il proprio ritiro dalla massima categoria dopo 16 stagioni e quattro mondiali vinti, tutti con la scuderia austriaca Red Bull Racing. Il suo posto nella scuderia britannica Aston Martin è preso dal due volte campione del mondo spagnolo Fernando Alonso che lascia la scuderia francese Alpine dopo due stagioni. Al posto di Alonso viene inizialmente annunciato il campione 2021 di Formula 2, l'australiano Oscar Piastri. Successivamente, il pilota nega di aver firmato un accordo con il team francese e afferma di non correre per la squadra in questa stagione. La commissione per il riconoscimento dei contratti della Federazione stabilisce che Piastri non ha alcun obbligo contrattuale per correre per l'Alpine.
Il pilota francese Pierre Gasly rescinde anticipatamente di un anno il suo contratto in accordo con il costruttore italiano AlphaTauri per prendere il posto vacante lasciato da Alonso. Gasly viene sostituito dal campione 2020-2021 di Formula E e 2019 di Formula 2, l'olandese Nyck de Vries, che ha già debuttato nella categoria nel corso del Gran Premio d'Italia 2022, quando sostituì il pilota thailandese della scuderia britannica Williams, Alexander Albon, che era stato colpito da un'appendicite. De Vries sceglie il 21 quale numero di gara, utilizzato per l'ultima volta dal messicano Esteban Gutiérrez nel Gran Premio di Abu Dhabi 2016 con la scuderia statunitense Haas.
Il pilota australiano Daniel Ricciardo raggiunge un accordo con la scuderia britannica McLaren per la conclusione anticipata del suo contratto rescindendolo per fine stagione 2022, dopo due annate. L'australiano avrebbe dovuto correre anche in questa stagione. Il suo posto viene preso dal connazionale Piastri, al debutto assoluto nella massima categoria, che sceglie di gareggiare con il numero 81. Ricciardo diviene pilota di riserva della Red Bull Racing, facendo ritorno nel team di Milton Keynes per la prima volta dal 2018.
Il pilota canadese Nicholas Latifi termina la sua presenza alla Williams dopo tre anni. Il suo sedile viene occupato dallo statunitense Logan Sargeant, che grazie al quarto posto ottenuto durante la stagione 2022 di Formula 2, riesce ad ottenere i punti della superlicenza FIA necessari per gareggiare in Formula 1. Sargeant diviene il primo statunitense a correre nella categoria da Alexander Rossi nel 2015 alla guida dell'ex team inglese Marussia. Egli sceglie il 2 quale numero di gara, utilizzato per l'ultima volta dal belga Stoffel Vandoorne nel Gran Premio di Abu Dhabi 2018 alla guida della McLaren.
Il pilota tedesco Mick Schumacher lascia la Haas dopo due stagioni. Al suo posto fa il ritorno nella massima serie il connazionale Nico Hülkenberg, il quale ha corso nella categoria, da pilota titolare a tempo pieno, per l'ultima volta nella stagione 2019 con l'ex scuderia francese Renault. Schumacher diviene il terzo pilota della scuderia tedesca Mercedes e della McLaren.
A partire dal Gran Premio d'Ungheria, il pilota australiano Daniel Ricciardo sostituisce quello titolare olandese, Nyck de Vries, all'AlphaTauri. Ricciardo corse con la scuderia nelle stagioni 2012 e 2013, con all'epoca il costruttore denominato Toro Rosso. Durante la seconda sessione di prove libere del Gran Premio d'Olanda, Ricciardo si frattura il polso a causa di un incidente. Egli viene sostituito dal pilota di riserva della Red Bull Racing e della stessa AlphaTauri, il neozelandese Liam Lawson, al debutto nella categoria, il quale sceglie il numero 40. Lawson è il decimo pilota neozelandese a correre in Formula 1, il primo da Brendon Hartley che gareggiò nel 2017 e nel 2018 con la Toro Rosso. Il 2017 è stata anche l'ultima stagione nella quale un singolo team, sempre la Toro Rosso, schierò durante il campionato quattro diversi piloti in gara. Lawson sostituisce Ricciardo anche nei successivi Gran Premi d'Italia, Singapore, Giappone e Qatar, prima che l'australiano torni disponibile nel Gran Premio degli Stati Uniti.
Il pilota canadese dell'Aston Martin, Lance Stroll, non prende parte alla gara del Gran Premio di Singapore a causa di un incidente in qualifica. Stroll, giudicato idoneo per gareggiare da parte del centro medico, risulta ancora dolorante dopo il forte impatto, mentre la vettura è troppo danneggiata per essere riparata in tempo prima della gara.

### Tabella riassuntiva
I piloti e le scuderie che affrontano la stagione 2023 di Formula 1 sono:
| Scuderia                              | Costruttore                  | Telaio            | Power unit | Gomme | Nº | Piloti           | Sigla | GP           | Terzo pilota / pilota di riserva                                                                         |
| ------------------------------------- | ---------------------------- | ----------------- | ---------- | ----- | -- | ---------------- | ----- | ------------ | --- |
| Oracle Red Bull Racing                | Red Bull Racing-Honda RBPT   | RB19              | Honda RBPT | P     | 1  | Max Verstappen   | VER   | Tutti        | Daniel Ricciardo Liam Lawson Dennis Hauger Zane Maloney Jake Dennis Isack Hadjar                         |
| Oracle Red Bull Racing                | Red Bull Racing-Honda RBPT   | RB19              | Honda RBPT | P     | 11 | Sergio Pérez     | PER   | Tutti        | Daniel Ricciardo Liam Lawson Dennis Hauger Zane Maloney Jake Dennis Isack Hadjar                         |
| Scuderia Ferrari                      | Ferrari                      | SF-23             | Ferrari    | P     | 16 | Charles Leclerc  | LEC   | Tutti        | Antonio Giovinazzi Robert Švarcman Antonio Fuoco Davide Rigon                                            |
| Scuderia Ferrari                      | Ferrari                      | SF-23             | Ferrari    | P     | 55 | Carlos Sainz Jr. | SAI   | Tutti        | Antonio Giovinazzi Robert Švarcman Antonio Fuoco Davide Rigon                                            |
| Mercedes-AMG PETRONAS F1 Team         | Mercedes                     | W14 E Performance | Mercedes   | P     | 63 | George Russell   | RUS   | Tutti        | Mick Schumacher Frederik Vesti                                                                           |
| Mercedes-AMG PETRONAS F1 Team         | Mercedes                     | W14 E Performance | Mercedes   | P     | 44 | Lewis Hamilton   | HAM   | Tutti        | Mick Schumacher Frederik Vesti                                                                           |
| BWT Alpine F1 Team                    | Alpine-Renault               | A523              | Renault    | P     | 31 | Esteban Ocon     | OCO   | Tutti        | Jack Doohan Victor Martins                                                                               |
| BWT Alpine F1 Team                    | Alpine-Renault               | A523              | Renault    | P     | 10 | Pierre Gasly     | GAS   | Tutti        | Jack Doohan Victor Martins                                                                               |
| McLaren F1 Team                       | McLaren-Mercedes             | MCL60             | Mercedes   | P     | 81 | Oscar Piastri    | PIA   | Tutti        | Álex Palou Mick Schumacher Felipe Drugovich Stoffel Vandoorne Will Stevens Oliver Turvey Patricio O'Ward |
| McLaren F1 Team                       | McLaren-Mercedes             | MCL60             | Mercedes   | P     | 4  | Lando Norris     | NOR   | Tutti        | Álex Palou Mick Schumacher Felipe Drugovich Stoffel Vandoorne Will Stevens Oliver Turvey Patricio O'Ward |
| Alfa Romeo F1 Team Stake              | Alfa Romeo-Ferrari           | C43               | Ferrari    | P     | 77 | Valtteri Bottas  | BOT   | Tutti        | Théo Pourchaire                                                                                          |
| Alfa Romeo F1 Team Stake              | Alfa Romeo-Ferrari           | C43               | Ferrari    | P     | 24 | Zhou Guanyu      | ZHO   | Tutti        | Théo Pourchaire                                                                                          |
| Aston Martin Aramco Cognizant F1 Team | Aston Martin Aramco-Mercedes | AMR23             | Mercedes   | P     | 18 | Lance Stroll     | STR   | Tutti        | Felipe Drugovich Stoffel Vandoorne                                                                       |
| Aston Martin Aramco Cognizant F1 Team | Aston Martin Aramco-Mercedes | AMR23             | Mercedes   | P     | 14 | Fernando Alonso  | ALO   | Tutti        | Felipe Drugovich Stoffel Vandoorne                                                                       |
| MoneyGram Haas F1 Team                | Haas-Ferrari                 | VF-23             | Ferrari    | P     | 20 | Kevin Magnussen  | MAG   | Tutti        | Pietro Fittipaldi Oliver Bearman                                                                         |
| MoneyGram Haas F1 Team                | Haas-Ferrari                 | VF-23             | Ferrari    | P     | 27 | Nico Hülkenberg  | HUL   | Tutti        | Pietro Fittipaldi Oliver Bearman                                                                         |
| Scuderia AlphaTauri                   | AlphaTauri-Honda RBPT        | AT04              | Honda RBPT | P     | 21 | Nyck de Vries    | DEV   | 1-10         | Liam Lawson Dennis Hauger Zane Maloney Isack Hadjar                                                      |
| Scuderia AlphaTauri                   | AlphaTauri-Honda RBPT        | AT04              | Honda RBPT | P     | 3  | Daniel Ricciardo | RIC   | 11-12, 18-22 | Liam Lawson Dennis Hauger Zane Maloney Isack Hadjar                                                      |
| Scuderia AlphaTauri                   | AlphaTauri-Honda RBPT        | AT04              | Honda RBPT | P     | 40 | Liam Lawson      | LAW   | 13-17        | Liam Lawson Dennis Hauger Zane Maloney Isack Hadjar                                                      |
| Scuderia AlphaTauri                   | AlphaTauri-Honda RBPT        | AT04              | Honda RBPT | P     | 22 | Yuki Tsunoda     | TSU   | Tutti        | Liam Lawson Dennis Hauger Zane Maloney Isack Hadjar                                                      |
| Williams Racing                       | Williams-Mercedes            | FW45              | Mercedes   | P     | 23 | Alexander Albon  | ALB   | Tutti        | Mick Schumacher Jamie Chadwick Zak O'Sullivan                                                            |
| Williams Racing                       | Williams-Mercedes            | FW45              | Mercedes   | P     | 2  | Logan Sargeant   | SAR   | Tutti        | Mick Schumacher Jamie Chadwick Zak O'Sullivan                                                            |

## Direzione gara
- Direttore di gara:  Niels Wittich.
- Safety car: vetture  Mercedes-AMG GT Black Series,[99]  Aston Martin Vantage[100] - pilota  Bernd Mayländer - copilota  Richard Darker.
- Medical car: vetture  Mercedes-AMG GT 63 S 4MATIC+,[99]  Aston Martin DBX707[100] - piloti  Bruno Correia,  Karl Reindler.

## Modifiche al regolamento

### Regolamento finanziario
Dopo l'introduzione del budget cap nel 2021, quest'anno i team di Formula 1 possono spendere 138,6 milioni di dollari, derogabili a seconda di alcune situazioni o eventi. Il limite di spesa, rispetto all'anno precedente, fissato a 140 milioni, è diminuito. Nella riunione della F1 Commission alla vigilia del Gran Premio d'Azerbaigian, vengono deliberate nuove norme sul tetto di spesa; vengono previste esenzioni per progetti di sostenibilità e iniziative quali donazioni a enti di beneficenza impegnati nella promozione di progetti di sostenibilità ambientale non saranno conteggiati nel tetto di spesa.

### Regolamento tecnico

#### Aerodinamica
A seguito di ingenti quantità di porpoising nel corso del 2022, la Federazione impone un rialzo di 15 millimetri del fondo. Inoltre la rigidità della parte finale del fondo viene aumentata ed è richiesto un sensore aggiuntivo per monitorare il fenomeno del porpoising in modo più efficace.
A partire dal Gran Premio di Singapore, la Federazione impone una nuova direttiva tecnica, la TD018, che impatta sulla flessibilità delle ali e del fondo delle vetture. È la seconda normativa che entra in vigore dopo il cambio regolamentare valevole dalla stagione precedente, seguita dalla direttiva tecnica TD039 introdotta alla vigilia del Gran Premio del Belgio 2022. Secondo l'articolo 3.2.2 del regolamento tecnico, viene sancito che tutti i componenti aerodinamici che influenzano le prestazioni della monoposto devono essere rigidamente fissati e immobili rispetto al loro quadro di riferimento. Tali componenti devono inoltre produrre una superficie uniforme, continua, solida, dura e impermeabile in ogni circostanza. La nuova direttiva definisce anche nuovi vincoli per il progetto delle ali e dei supporti.

#### Scocca
A causa dell'incidente del pilota cinese della scuderia svizzera Alfa Romeo, Zhou Guanyu, al Gran Premio di Gran Bretagna 2022, le vetture da quest'anno sono obbligate a presentare un profilo del roll-bar più arrotondato per evitare che in caso di capottamento, sottoposto a forze eccessive, esso vada incontro a rottura.
La larghezza degli specchietti viene aumentata di 50 millimetri, portandola a 200 millimetri per incrementare la visibilità.

#### Power unit
Viene ridefinita la temperatura minima al di sotto della quale il carburante non può essere trovato, o 10 °C in meno della temperatura ambiente o 10 °C, limite abbassato dai 20 °C degli anni precedenti, sperando di migliorare l'affidabilità delle power unit.
Nella riunione della F1 Commission alla vigilia del Gran Premio d'Azerbaigian, in seguito alla modifica del format dei weekend di gara oggetto della disputa della Sprint, è stato deciso di aumentare da tre a quattro il numero di elementi utilizzabili del motore a combustione interna, del turbocompressore, della MGU-H e della MGU-K. La norma è valida solamente per questa stagione.

#### Peso della vettura
Il peso minimo della vettura era stato inizialmente abbassato a 796 chilogrammi, salvo poi ritornare ai 798 chilogrammi dell'anno precedente.

#### Modifiche ai circuiti
La Federazione appronta alcune modifiche a diversi tracciati, tra cui il Jeddah Corniche Circuit, dove sono stati effettuati cambiamenti significativi per migliorare la visibilità all'ingresso in curva, ove possibile; il circuito di Baku, che insieme a quello del Miami International Autodrome, viene quasi del tutto riasfaltato; il circuito di Zandvoort, dove lo spazio tra le piazzole utilizzate per i pit stop è stato aumentato di 1,5 metri; ed il circuito di Lusail, dove vengono costruiti un nuovo edificio per i box e un'infrastruttura per il paddock.
La FIA ha anche analizzato le zone del Drag Reduction System durante il 2022, introducendo cambiamenti per il 2023 al fine di facilitare i sorpassi o renderli più difficili in alcuni circuiti in cui si riteneva che la zona in cui utilizzare il dispositivo mobile fosse troppo facile o difficile al fine di effettuare un sorpasso. Queste modifiche saranno implementate al Bahrain International Circuit, al Jeddah Corniche Circuit, al circuito Albert Park, al circuito di Baku, al Miami International Autodrome e al circuito di Lusail, comportando l'adeguamento delle zone di rilevamento e attivazione. Anche l'Autodromo Enzo e Dino Ferrari fu inizialmente oggetto di queste modifiche, prima che quest'ultime non furono utilizzate a causa dell'annullamento del Gran Premio dell'Emilia-Romagna. Inoltre al circuito Albert Park verrà ripristinata la quarta zona di attivazione introdotta nel 2022 ma successivamente rimossa per questioni di sicurezza.

#### Limite di velocità con doppie bandiere gialle
A partire dal Gran Premio di Monaco, la FIA introduce un limite di velocità nelle zone in cui sono presenti le doppie bandiere gialle durante l'utilizzo di safety car o virtual safety car. Questo limite è applicato attraverso una modifica al sistema del delta time, ovvero la differenza tra il tempo impiegato dal pilota e quello minimo da rispettare durante safety car e virtual safety car: quando un pilota entra in una zona con doppia bandiera gialla il suo delta time viene azzerato e ricalcolato per quello specifico tratto di pista in riferimento al limite di velocità imposto, quindi i piloti sono obbligati a rallentare per mantenerlo positivo e di conseguenza non superare il limite di velocità. In precedenza il delta time veniva calcolato esclusivamente in riferimento all'intero giro di pista e ciò poteva causare situazioni in cui i piloti acceleravano in una zona con doppia bandiera gialla rimanendo comunque al di sopra del tempo minimo imposto. La misura è stata adottata in seguito alla ricerca e all’esame di precedenti incidenti e alla consultazione con le squadre e i piloti, al fine di far disputare i Gran Premi con un miglior livello di sicurezza.

### Regolamento sportivo

#### Qualifiche
Con l'intenzione di rendere l'uso degli pneumatici più sostenibile in futuro, la Formula 1 testa una riduzione dei set di pneumatici assegnati ad ogni pilota da 13 a 11 in due Gran Premi nel 2023. Questa modalità di allocazione delle gomme è chiamata ATA (Alternative Tyre Allocation). In queste gare, ovvero il Gran Premio d'Ungheria e il Gran Premio d'Italia, le qualifiche, se svolte con clima asciutto, dovranno essere disputate obbligatoriamente con le gomme dure in Q1, le medie in Q2 e le morbide in Q3. Inizialmente, una delle due gare in cui questo formato doveva essere sperimentato era il Gran Premio dell'Emilia-Romagna; in seguito al suo annullamento, fu deciso provare questo sistema nel Gran Premio d'Italia.

#### Sprint
La Federazione, Liberty Media e i team raggiungono un accordo per il numero dei Gran Premi dove utilizzare il format Sprint, sperimentato nel 2021 e confermato nel 2022, entrambi con tre appuntamenti. Da quest'anno invece il numero degli eventi in cui di nuovo è presente la Sprint viene aumentato a sei. I Gran Premi ad ospitare il format della Sprint sono: il Gran Premio di Azerbaigian, Austria, Belgio, Qatar, Stati Uniti d'America e San Paolo. L'indennità per i danni per incidente riportati durante una Sprint viene ora fissata per ogni squadra, con l'importo che raddoppia fino a raggiungere 300 000 dollari da questo campionato.
In ogni Sprint verrà introdotta una novità riguardo l'utilizzo del Drag Reduction System dopo la partenza o dopo la ripartenza in caso di safety car: si potrà utilizzare l'ala posteriore mobile dopo un solo giro e non due come avvenuto fin'ora. Se la sperimentazione andrà a buon fine la novità sarà introdotta a pieno regime anche nelle gare domenicali a partire dal 2024.
Le restrizioni riguardo al parco chiuso durante un weekend nel quale si disputa la Sprint vengono alleggerite dando una maggiore libertà di movimento riguardo ai pezzi danneggiati. Le norme si applicheranno dalla qualifica del venerdì fino alla gara della domenica.
Nella riunione della F1 Commission di aprile, viene adottato un nuovo format per i Gran Premi dove viene effettuata la Sprint, rispetto alle due stagioni precedenti. Esso consiste al primo pomeriggio di venerdì della disputa di un'unica sessione di prove libere, seguita dalle qualifiche che si disputano al tardi pomeriggio, cui stabiliscono la griglia di partenza della gara; al sabato mattina è prevista una nuova sessione di qualifica denominata "Sprint Shootout" che determina la griglia di partenza della Sprint corsa al pomeriggio; la gara è programmata come di consueto la domenica pomeriggio. La nuova qualifica del sabato, introdotta in sostituzione della precedente seconda sessione di libere, prevede lo stesso svolgimento delle tradizionali qualifiche, ma con un tempo ridotto: la SQ1 prevede una durata di 12 minuti, la SQ2 di 10 e la SQ3 di 8. Per ogni fase, i piloti possono montare un solo set di pneumatici e il tipo di mescola consentita è prestabilito: gomme medie in SQ1 e SQ2 e gomme morbide in SQ3.

#### Comunicazioni radio
Le regole riguardanti le restrizioni nelle comunicazioni radio tra piloti e i team vengono allentate.

#### Sistema di punteggio
Il sistema di punteggio in caso di gara terminata per limite di tre ore viene omologato con quello delle altre categorie FIA. Questo per ovviare a ciò che è successo nel Gran Premio del Giappone 2022 quando venne assegnato punteggio pieno nonostante la gara venne terminata dopo 28 giri per via del limite delle tre ore. I Gran Premi terminati con una distanza breve vedono assegnati punti ridotti anche se essi non sono stati conclusi con una sospensione.

#### Ripartenza da fermo dopo una bandiera rossa
A partire dal Gran Premio d'Azerbaigian viene modificata la procedura da seguire nel caso in cui la direzione gara scelga di far effettuare una ripartenza da fermo (Standing Start) per riprendere la gara o la Sprint dopo una sospensione: quando il semaforo all'uscita della pit lane diventa verde, la safety car esce dalla corsia box e dopo 1 secondo spegne le sue luci arancioni; i piloti escono dalla pit lane 30 secondi dopo la vettura di sicurezza e completano il giro di pista per andarsi a schierare sulla griglia di partenza. In precedenza, i piloti uscivano dalla corsia box dietro alla safety car, la quale guidava il gruppo di vetture e ne dettava il passo da tenere fino a quando il direttore di gara non la richiamava ai box; questa procedura continua ad essere applicata quando la direzione gara opta per una ripartenza lanciata (Rolling Start). Questa modifica è stata adottata in seguito a quanto accaduto nel Gran Premio d'Australia, nel quale i piloti si sono lamentati del poco tempo avuto a disposizione per scaldare gli pneumatici prima di schierarsi in griglia, dato che parte del giro di pista era stato percorso dietro alla safety car; questo problema è stato identificato come una delle cause che hanno portato ai numerosi incidenti che si sono verificati alla ripartenza dopo la seconda bandiera rossa.
A partire dal Gran Premio di Miami i piloti devono uscire dalla pit lane 1 minuto dopo della safety car.
Nella riunione della F1 Commission di luglio è stata approvata una modifica al regolamento che introduce formalmente la nuova procedura nelle regole, dato che fino a quel momento questa era stabilita solo dalle note che il direttore di gara invia alle squadre prima di ogni gran premio. Il regolamento prevede adesso la possibilità per il direttore di gara di scegliere tra due procedure nel caso di ripartenza da fermo: far rimanere la safety car nella pit lane, oppure far percorrere alla safety car il giro di pista e poi accostarsi per lasciare passare la vetture e farle schierare sulla griglia di partenza.

### Direzione gara
Nel precedente campionato la Federazione nominò inizialmente due nuovi direttori di gara, il tedesco Niels Wittich e il portoghese Eduardo Freitas, i quali si alternarono nel ruolo di direttore di gara fino al Gran Premio del Giappone; successivamente, prima del Gran Premio degli Stati Uniti d'America, la Federazione abbandonò l'idea di ruotare i direttori di gara, definendo Wittich come unico direttore di gara per le ultime quattro prove del 2022. Wittich viene confermato come unico direttore di gara a partire da questa stagione.

### Gomme
In questa stagione la Pirelli introduce un nuovo tipo di pneumatico tra le vecchie C1 e C2: la vecchia mescola C1 prende il nome di C0, mentre la nuova mescola prende il posto della vecchia C1. A partire dal Gran Premio di Monaco viene anche introdotta una nuova mescola da bagnato cospicuo, a seguito delle lamentele dei piloti e dei team, rendendola più performante; essa doveva essere inizialmente disponibile a partire dal Gran Premio dell'Emilia-Romagna, prima del suo annullamento. A partire dal Gran Premio di Gran Bretagna, la Pirelli introduce nuovi pneumatici: la nuova specifica contiene materiali già sviluppati per il 2024 e che li rendono più resistenti senza influire sugli altri parametri tecnici.
| Nome mescola              | Colore | Colore | Battistrada | Condizioni               | Aderenza | Durata | Compound    |
| ------------------------- | ------ | ------ | ----------- | ------------------------ | -------- | ------ | ----------- |
| Morbide (Soft)            | Rosso  |        | Liscio      | Da asciutto              | Alta     | Bassa  | C5-C4-C3-C2 |
| Medie (Medium)            | Giallo |        | Liscio      | Da asciutto              | Media    | Media  | C4-C3-C2-C1 |
| Dure (Hard)               | Bianco |        | Liscio      | Da asciutto              | Bassa    | Alta   | C3-C2-C1-C0 |
| Intermedie (Intermediate) | Verde  |        | Scanalato   | Da bagnato lieve o medio | N.D.     | N.D.   | N.D.        |
| Da bagnato (Wet)          | Blu    |        | Scanalato   | Da bagnato cospicuo      | N.D.     | N.D.   | N.D.        |

## Riassunto della stagione

### Gran Premio del Bahrein
Verstappen parte dalla pole position e mantiene il comando della gara, al via. Parte peggio Sergio Pérez, che viene passato da Leclerc e attaccato, senza successo, anche da Carlos Sainz Jr.. Alle spalle del ferrarista si pongono le due Mercedes e Alonso. La classifica, nelle prime posizioni, rimane invariata fino al tredicesimo giro: Lewis Hamilton va ai box per il cambio gomme, mentre Russell è superato da Alonso. Nel giro successivo si fermano le due Ferrari e lo stesso Russell. Tutti questi piloti optano per le gomme hard. Verstappen, che si ferma poco dopo, rimane sulle soft, mentre Alonso passa, anch'egli, alle coperture più dure.
Si trova a condurre Pérez, con undici secondi di margine su Verstappen; seguono Lance Stroll, Leclerc, Sainz Jr. e Hamilton. Il messicano conduce fino al diciottesimo giro, quando anche lui decide di cambiare le gomme, e mantenere la scelta delle morbide. Verstappen torna al comando, davanti a Leclerc. Stroll, nel frattempo, era andato al cambio gomme, e lo stesso aveva fatto Pérez. Il pilota della Red Bull Racing sfrutta le gomme più performanti, e passa Leclerc, per la seconda posizione, nel corso del ventiseiesimo giro. Pochi giri dopo Hamilton si ferma per la seconda sosta, per montare ancora gomme dure. Nei giri successivi tutti i piloti di vertice effettuano la seconda sosta. In questo caso Pérez si ferma però prima di Verstappen: entrambe le Red Bull Racing passano alle coperture hard.
Tra il trentasettesimo e trentottesimo giro c'è un lungo duello tra Lewis Hamilton e Alonso, per la quinta posizione; prevale, alla fine, lo spagnolo, col pilota della Mercedes che però rimane vicino. Al quarantunesimo giro si ritira Charles Leclerc, per un problema al motore. La direzione di gara decide per il regime di virtual safety car. La rimonta di Fernando Alonso prosegue al quarantaseiesimo giro, quando il pilota dell'Aston Martin ha la meglio sul connazionale Sainz Jr.. Il ferrarista dovrà, nei giri finali di gara, guardarsi dal ritorno anche di Hamilton, che però non trova lo spunto per il sorpasso. Al penultimo giro Zhou Guanyu coglie il giro veloce.
Max Verstappen vince il trentaseiesimo Gran Premio in carriera, bissando il successo del Gran Premio di Abu Dhabi 2022, ultima gara della stagione precedente. Il pilota olandese della Red Bull Racing, al novantatreesimo successo nel mondiale, non aveva mai vinto sul circuito di Manama, riuscendoci alla nona apparizione, e non aveva mai trionfato nella gara d'apertura del campionato. Per la scuderia austriaca, che bissa la vittoria dell'ultima gara ad Abu Dhabi nel 2022, è il terzo successo nel Gran Premio del Bahrein, il primo dopo dieci anni dall'edizione del 2013 con Sebastian Vettel con propulsori Renault, e con all'epoca la gara disputata di giorno, nonché la prima vittoria dell'era turbo-ibrida iniziata nella stagione 2014, dopo il doppio ritiro nell'edizione precedente della gara, con entrambi i piloti classificati per aver coperto il 90% della distanza di gara. Il team di Milton Keynes aveva vinto solo una volta la gara d'apertura durante la stagione 2011 col Gran Premio d'Australia con Vettel, e non aveva mai realizzato una doppietta nella prima gara grazie alla seconda posizione di Pérez. Dopo la prima fila occupata in qualifica con Verstappen e Pérez, la Red Bull Racing termina nelle stesse posizioni in gara per la prima volta dal Gran Premio di Abu Dhabi 2013. Alonso, terzo, segna il secondo podio per l'Aston Martin nel cinquantesimo Gran Premio per il costruttore. Per lo spagnolo, al novantanovesimo podio in carriera, è solamente il secondo nei suoi ultimi centoventidue Gran Premi, il primo dalla prima edizione del Gran Premio del Qatar con l'Alpine. Alonso, con un'età di quarantuno anni e duecentodiciannove giorni nella data di questo appuntamento, è dietro solo a Michael Schumacher tra i piloti più anziani della categoria a salire sul podio negli ultimi trentasette anni, quando il tedesco quarantatreenne ottenne il terzo posto nel Gran Premio d'Europa 2012. Sainz Jr. termina quarto come nell'ultima gara del campionato precedente, mentre Hamilton, quinto, eguaglia la peggior prestazione nel Gran Premio del Bahrein dopo quella dell'edizione 2013. Con Russell settimo le due Mercedes terminano a cinquantuno e cinquantasei secondi, rispettivamente, dal vincitore Verstappen. Stroll è sesto, lo stesso miglior risultato dell'anno precedente, ottenuto nel Gran Premio di Singapore 2022. Il canadese termina nelle prime sei posizioni nonostante non abbia preso parte ai test pre-stagionali a causa di un infortunio. Bottas, ottavo, ottiene punti in Bahrein per la decima volta consecutiva. Gasly, nono, ottiene punti dopo essere partito ultimo per la seconda volta in carriera, dopo la decima posizione ottenuta nel Gran Premio del Messico 2018. Grazie al decimo posto di Alexander Albon la Williams ottiene punti in Bahrein per la prima volta dall'edizione del 2017 quando Felipe Massa terminò sesto. Norris termina diciassettesimo dopo aver effettuato sei pit stop, non ottenendo punti per la seconda edizione consecutiva della gara. Il punto addizionale del giro più veloce non viene assegnato per la prima volta dal Gran Premio del Giappone 2022, per la settima volta complessiva dopo essere stato reintrodotto nella stagione 2019, in quanto ottenuto da Zhou per la seconda volta in carriera, sedicesimo all'arrivo, fuori dalle prime dieci posizioni, come nello stesso Gran Premio del Giappone 2022. Il pilota vincitore della gara di apertura è stato il secondo classificato del campionato ogni stagione dal 2017. Ocon eguaglia il numero record di penalità ricevute in gara di Pastor Maldonado nel Gran Premio d'Ungheria 2015 con tre.

### Gran Premio d'Arabia Saudita
Fernando Alonso scatta subito al via, prendendo la testa della gara, davanti a Pérez. Seguono George Russell, Carlos Sainz Jr., Lance Stroll, Esteban Ocon e Lewis Hamilton. Già nel corso del primo giro Stroll passa Sainz Jr.. Alonso viene penalizzato di cinque secondi, per essersi posizionato in maniera scorretta sulla piazzola di partenza e, al terzo giro, cede la vetta della gara a Pérez. Lo spagnolo, però, non perde contatto dal leader della gara. Nelle retrovie Leclerc passa Pierre Gasly e Hamilton e, al nono giro, è settimo. Rinviene anche Verstappen, che si porta, al dodicesimo giro, alle spalle del monegasco. Nel giro successivo Ocon cede la posizione prima a Leclerc, poi a Verstappen. Stroll si ferma, per montare gomme hard, al quattordicesimo giro. Si fermano poi Gasly, Sainz Jr., Leclerc e Ocon. La gara di Stroll s'interrompe, per un guasto tecnico, al diciottesimo giro. Il pilota canadese ferma la monoposto presso uno dei varchi che consentono l'entrata in pista delle vetture di soccorso: per ragioni di sicurezza la direzione di gara invia in pista la safety car.
Approfittano della vettura di sicurezza molti piloti per il loro cambio gomme: Alonso sconta, nella sosta, la sua penalità. La classifica vede, alla ripresa delle ostilità, Pérez al comando, davanti ad Alonso, Russell, Verstappen, Sainz Jr. e Hamilton. Hamilton passa presto Sainz Jr., mentre Verstappen salta Russell al ventitreesimo giro e Alonso al venticinquesimo. Pérez, sempre al comando, riesce a mantenere un margine di sicurezza nei confronti del suo compagno di team, duellando, nel mentre, a colpi di giri veloci. Le due Red Bull Racing sembrano mostrare qualche problema, con Verstappen che si lamenta per il retrotreno e Pérez che non ha buona sensibilità sul pedale del freno. Ciò non impedisce ai due di comandare la gara fino alla bandiera a scacchi, con il campione del mondo che coglie, all'ultimo passaggio, il giro veloce. Negli ultimi giri la Mercedes chiede a Russell, quarto, di ridurre il distacco da Alonso a meno di cinque secondi, stante che il pilota dell'Aston Martin è sotto indagine per le modalità con cui ha scontato la penalità. Un meccanico, infatti, aveva sollevato la vettura, per il cambio gomme, durante la sosta, e questo poteva essere considerato come un intervento non ammesso, visto il divieto di agire sulla vettura durante la penalità. Alonso, giunto terzo, viene inizialmente penalizzato di dieci secondi, cosa che gli fa perdere il podio. Successivamente la FIA modifica la sua decisione, restituendo la posizione allo spagnolo.
Sergio Pérez vince il quinto Gran Premio in carriera, il primo trionfo dal Gran Premio di Singapore 2022. Il messicano è il terzo vincitore diverso in altrettante edizioni del Gran Premio d'Arabia Saudita. Per la prima volta Pérez vince un Gran Premio con Verstappen che chiude in seconda posizione. Per la Red Bull Racing è la novantaquattresima vittoria nel mondiale, la seconda consecutiva in questo Gran Premio dopo quella dell'edizione precedente del 2022 con Verstappen. Per il costruttore di Milton Keynes è il secondo successo nel Gran Premio d'Arabia Saudita, nonché la ventiquattresima doppietta nella propria storia nella categoria, la seconda consecutiva dopo quella ottenuta nella precedente gara nel Gran Premio del Bahrein. Il team austriaco aveva ottenuto due doppiette consecutive solamente una volta in precedenza, durante la stagione 2009 nel Gran Premio di Gran Bretagna e nel Gran Premio di Germania. Per Verstappen, secondo, è il settantanovesimo podio in carriera, a una lunghezza dai podi totali ottenuti da Ayrton Senna. L'olandese, al ventunesimo arrivo consecutivo, nonché la striscia attiva più lunga in griglia, mantiene il comando della classifica piloti grazie al punto addizionale conquistato facendo registrare il giro più veloce. Per Alonso, terzo, è il centesimo podio in carriera, e diventa il sesto pilota nella storia della Formula 1 ad ottenere la tripla cifra, dietro a Hamilton, Michael Schumacher, Sebastian Vettel, Alain Prost e Kimi Räikkönen. Lo spagnolo ha condotto il primo giro di una gara per la prima volta dal Gran Premio di Germania 2012 con la Ferrari. Alonso ottiene il secondo podio consecutivo dopo quello in Bahrein per la prima volta dal Gran Premio di Singapore 2013. Hamilton termina quinto in entrambe le due gare corse in questa stagione, mentre alla Ferrari Sainz Jr., sesto all'arrivo, continua a condurre su Leclerc, settimo alla bandiera a scacchi, nella classifica piloti. Il monegasco ottiene i primi punti in stagione. Per Ocon l'ottava posizione è il peggior risultato per l'Alpine sul circuito di Gedda in tre apparizioni. Gasly, nono, termina nella stessa posizione da cui è partito, dopo aver terminato in nona posizione nella gara precedente Bahrein. Magnussen, decimo, ottiene i primi punti in stagione per la Haas, mentre Tsunoda, undicesimo, e De Vries, quattordicesimo, terminano nelle stesse posizioni del Bahrein. Con Piastri quindicesimo e il compagno di squadra Norris diciassettesimo, come in Bahrein, la McLaren è l'ultima classificata nel mondiale costruttori dopo due gare. Alonso ha preso parte al trecentosessantesimo Gran Premio in Formula 1, estendendo il record del maggior numero di Gran Premi corsi nella categoria sul finlandese Kimi Räikkönen, autore della disputa di trecentocinquantadue Gran Premi. I meccanici della Ferrari stabiliscono il primato stagionale di tempo per una sosta ai box durante un pit stop di Leclerc, con 2"10. Il precedente record apparteneva proprio alla scuderia di Maranello per una sosta ai box sempre di Leclerc con 2"22 nel precedente Gran Premio del Bahrein.

### Gran Premio d'Australia
In partenza Verstappen deve cedere la prima posizione sia a Russell che a Hamilton. Alla curva 3 c'è un contatto tra Lance Stroll e Charles Leclerc. Il monegasco finisce nella ghiaia e non può ripartire. La direzione di gara decide per la safety car. Alcuni piloti, tra cui Sergio Pérez, decidono per una prima sosta. Alla ripartenza, alle spalle dei primi tre, molto vicini, ci sono Sainz Jr., Alonso, Alexander Albon e Stroll. All'ottavo giro Albon esce di pista e colpisce pesantemente le barriere. La sua Williams ritorna in pista, venendo sfiorata dalle vetture che sopraggiungono. Questa volta la direzione di gara, dopo aver inizialmente deciso per la safety car, opta per interrompere la gara con la bandiera rossa, per la necessità di ripulire la pista. Questa scelta penalizza i piloti che si erano già fermati, per il cambio gomme in regime di vettura di sicurezza, come Russell e Sainz Jr..
La ripartenza è data da fermo, con Lewis Hamilton in pole position, davanti a Verstappen, Alonso, Gasly, Russell e Stroll. Alla ripartenza Hamilton mantiene la testa della corsa, mentre nelle retrovie Ocon va a contatto con Nyck de Vries, pur senza gravi conseguenze per entrambi. Verstappen, in due giri, riesce a passare Hamilton, che nella fase precedente, sfruttando la scia e il DRS su Russell, riusciva a tenere a bada il campione del mondo. Al tredicesimo giro Russell supera Gasly, mentre Sainz Jr., in un paio di giri, ha la meglio sia su Nico Hülkenberg che su Stroll, ponendosi alle spalle di Gasly. La gara di George Russell termina al diciottesimo giro, quando il motore della sua Mercedes va a fuoco. La monoposto viene parcheggiata nella zona d'uscita dei box: in questa occasione si opta per la virtual safety car.
Sainz Jr. recupera ancora una posizione, quando al venticinquesimo passaggio prende la quarta posizione a Gasly. Davanti, Verstappen mantiene un buon margine su Hamilton che deve vedersi da Alonso, non troppo distante. Nelle retrovie Pérez ricostruisce la sua gara. Tra il quarantatreesimo e il quarantaquattresimo giro il messicano passa Lando Norris e Hülkenberg, salendo settimo. Pochi giri dopo Norris prende l'ottava piazza al tedesco della Haas. Al cinquantaquattresimo giro Kevin Magnussen finisce contro il muretto alla curva 2, perdendo la gomma posteriore destra. La direzione gara impone la safety car ma, poco dopo, per rimuovere la vettura e i detriti viene, per la seconda volta, esposta la bandiera rossa, che interrompe il Gran Premio.
La competizione viene fatta riprendere ancora da fermo, per completare i due giri che restano al termine della gara. Verstappen resiste a Hamilton, mentre Carlos Sainz Jr. urta Alonso, che va in testacoda. Ciò porta Gasly e Pérez a finire nella via di fuga, per evitare il contatto con la vettura di Alonso. Gasly rientra in pista, ma viene a contatto con il suo compagno di team Esteban Ocon, finendo entrambi contro il muro. Nelle retrovie Sargeant urta il retrotreno dell'AlphaTauri di De Vries, con i due che terminano nella ghiaia; alla curva 3 Stroll va lungo finendo anch'egli nella via di fuga e venendo sorpassato dall'intero gruppo. Per la terza volta la gara è interrotta con bandiera rossa. Viene, così, imposta una terza ripartenza, questa volta lanciata, per completare l'unico giro che manca. L'ordine di ripartenza dettato dalla direzione gara tuttavia prevede il ripristino delle posizioni del cinquantaseiesimo giro, escludendo però le vetture ritirate durante gli incidenti della seconda ripartenza, tra cui le due Alpine. La gara riparte con le macchine che escono dalla pit lane dietro la safety car e completano l'ultimo giro tagliando il traguardo. Il Gran Premio termina quindi con Max Verstappen vincitore, davanti a Hamilton e Alonso. Sainz Jr., quarto all'arrivo, penalizzato di cinque secondi per il contatto col connazionale dell'Aston Martin, finisce fuori dalla zona dei punti.
Max Verstappen vince il trentasettesimo Gran Premio in carriera, la seconda vittoria stagionale dopo quella ottenuta nella gara inaugurale del campionato, il Gran Premio del Bahrein. Il campione del mondo, all'ottantesimo podio in carriera, lo stesso numero di quelli ottenuti da Ayrton Senna, non aveva mai trionfato sul circuito di Albert Park fin dal suo debutto nella categoria nella stagione 2015. Per la Red Bull Racing, al centocinquantesimo Gran Premio della propria storia, è la novantacinquesima vittoria nel mondiale, il terzo successo consecutivo in stagione, la seconda vittoria nel Gran Premio d'Australia dopo quella ottenuta da Sebastian Vettel nell'edizione del 2011 con propulsori Renault, nonché il primo successo sul circuito di Melbourne nell'era turbo-ibrida iniziata nella stagione 2014. La scuderia di Milton Keynes vince le prime tre gare dell'anno per la prima volta nella propria storia. Hamilton, secondo, non aveva completato un giro nelle prime quattro posizioni nelle due gare precedenti. Per la diciassettesima stagione, il britannico conduce almeno un giro di un Gran Premio, segnando un nuovo record. Hamilton debuttò con la Mercedes dieci stagioni fa, nel Gran Premio d'Australia 2013 dove si classificò quinto. Alonso, terzo, ottiene tre podi consecutivi per la prima volta dalla stagione 2013. Con Stroll in quarta posizione, l'Aston Martin presenta due vetture nelle prime quattro posizioni per la prima volta nella storia del marchio. Con Norris sesto e Piastri ottavo la McLaren ottiene i primi punti in stagione. Piastri conquista i primi punti in carriera in Formula 1 nel Gran Premio di casa. La Haas ottiene il miglior risultato con il settimo posto di Hülkenberg dal Gran Premio d'Austria 2022. Il tedesco ha terminato settimo in cinque delle sue ultime sei apparizioni nel Gran Premio d'Australia. Zhou, nono, prende punti per la prima volta dal Gran Premio d'Italia 2022, mentre Tsunoda, decimo, ottiene punti dopo aver concluso undicesimo nelle prime due gare dell'anno. Sainz Jr. taglia il traguardo in quarta posizione, ma è classificato dodicesimo dopo aver ricevuto una penalità di cinque secondi sul tempo di gara per aver causato una collisione con Alonso, mentre il compagno di scuderia Leclerc è ritirato nel corso del primo giro per la quinta volta in carriera. Russell è ritirato in quel che è stato il primo ritiro meccanico come pilota Mercedes e solamente il suo secondo ritiro per la squadra. Prima dell'incidente, Albon si trovava in sesta posizione, avendo completato un giro nelle prime sei posizioni per tutto il corso del campionato precedente. Verstappen e Hamilton hanno terminato una gara in prima e seconda posizione, in entrambi gli ordini, per trentaquattro volte, più di qualsiasi altra coppia di piloti nella storia del mondiale. È stato il primo Gran Premio nella storia della Formula 1 caratterizzato da tre esposizioni della bandiera rossa in gara a seguito di vari incidenti, nonché il primo della stagione a essere interrotto. L'ultimo Gran Premio oggetto di una bandiera rossa fu quello del Giappone nel 2022. Il giro più veloce della gara di 1'20"235 realizzato da Pérez, il decimo della sua carriera, rappresenta il rilievo cronometrico più rapido in gara sul circuito di Albert Park. Il precedente record di 1'20"260 fu appannaggio di Leclerc, stabilito l'anno precedente, dopo l'introduzione della nuova configurazione del tracciato. È stato il nono Gran Premio della storia della categoria con il distacco più basso tra il primo classificato, Verstappen, e il secondo, Hamilton, con 0"179, per la prima volta dal Gran Premio del Canada 2022, quando il vincitore Verstappen e il secondo classificato Sainz Jr. furono separati da 0"993. Solamente dodici piloti hanno visto la bandiera a scacchi, il numero più basso dal Gran Premio di Singapore 2022. Degli otto piloti ritirati, cinque sono classificati avendo coperto il 90% della distanza di gara. L'ultima corsa a terminare dietro la safety car fu il Gran Premio d'Italia 2022; questa gara è però la prima a terminare con la safety car in pista per effettuare una ripartenza lanciata e non durante una neutralizzazione. L'ultima volta che tre campioni del mondo finirono a podio in una gara fu nel Gran Premio d'Ungheria 2018 con Hamilton primo, Vettel secondo e Kimi Räikkönen terzo. Il trio sul podio composto da Verstappen, Hamilton e Alonso, la prima volta dall'edizione inaugurale del Gran Premio del Qatar, vanta complessivamente undici titoli mondiali.

### Gran Premio d'Azerbaigian
Charles Leclerc mantiene il comando, davanti a Verstappen e Pérez. Seguono Sainz Jr., Hamilton e le due Aston Martin. Leclerc riesce a resistere due giri a Verstappen che, grazie all'uso del DRS, può passare al comando alla fine del lungo rettifilo dei box. Il ferrarista non può resistere nemmeno all'altro pilota della Red Bull Racing, Pérez, che passa il monegasco nello stesso punto, anche se con meno facilità, al sesto giro. Alonso mette sotto pressione Hamilton che, già al decimo giro, opta per la prima sosta, passando alle gomme hard. Il giro successivo si ferma anche Max Verstappen, che segue la stessa strategia. Poco dopo Nyck de Vries colpisce con la gomma anteriore sinistra il muretto della curva 5 e per i danni riportati non può proseguire e ferma la vettura nella via di fuga. La direzione di gara immette in pista la vettura di sicurezza. Ne approfittano molti piloti per il cambio gomme. Questo fa retrocedere Verstappen in terza posizione, alle spalle di Pérez e Leclerc. Alle spalle del campione del mondo ci sono Sainz Jr., Alonso, Russell e Stroll.
Alla ripartenza Verstappen passa subito Leclerc, mentre Carlos Sainz Jr. si fa sorprendere da Alonso. Nei giri seguenti alla ripresa della gara nella sua valenza agonistica Lewis Hamilton, che era sceso in decima posizione, passa Hülkenberg, Ocon e Russell. Al diciannovesimo giro il britannico sfrutta un errore di Stroll, per passare sesto. Dopo venti giri Sergio Pérez ha un secondo e tre decimi di margine su Verstappen, nove secondi su Leclerc e 11"8 su Alonso. Successivamente Leclerc non tiene il ritmo delle Red Bull Racing, facendosi avvicinare da Alonso. Anche Hamilton è capace di ridurre visibilmente il ritardo da Sainz Jr.. Nei giri finali sia Leclerc che Alonso aumentano il loro ritmo, strappandosi a vicenda il giro veloce, che poi viene nuovamente conteso dalla coppia della Red Bull Racing. Dopo aver cambiato le gomme al penultimo giro, alla fine, è George Russell a conquistare il miglior giro della gara. Nel penultimo giro va ai box anche Esteban Ocon, che non aveva ancora cambiato gli pneumatici; al rientro ai box il pilota della Alpine si trova davanti un gruppo del personale della Federazione, pronti a preparare le recinzioni per la cerimonia del podio, spostandosi verso la zona del muretto. La bassa velocità delle vettura permette al pilota di evitare alcuni membri.
Sergio Pérez vince il sesto Gran Premio in carriera, vincendo due volte nello stesso weekend dopo il successo nella Sprint, la seconda vittoria in stagione dopo quella ottenuta nel Gran Premio d'Arabia Saudita, diventando il primo pilota a vincere due volte sul circuito di Baku in sei edizioni del Gran Premio d'Azerbaigian, dopo il trionfo nell'edizione del 2021. Per la Red Bull Racing è la quarta vittoria consecutiva in stagione, la novantaseiesima della propria storia, nonché la venticinquesima doppietta grazie al secondo posto di Verstappen, la terza della stagione e la prima dal Gran Premio d'Arabia Saudita, bissando il successo nel Gran Premio dopo quello dell'edizione precedente con l'olandese. Per il costruttore di Milton Keynes è il quarto successo complessivo nel Gran Premio di Azerbaigian, il terzo consecutivo, rafforzando il record del maggior numero di successi a Baku. Per Verstappen è l'ottantunesimo podio, il quale sorpassa il numero totale di podi di Ayrton Senna nel giorno che precede l'anniversario della morte del brasiliano avvenuta nel Gran Premio di San Marino 1994. Per il campione del mondo è solamente il secondo podio a Baku dopo la vittoria nel 2022. Leclerc, terzo, al venticinquesimo podio in carriera, segna il primo podio per la Ferrari in stagione. Il monegasco ottiene 22 punti totali in questo weekend, dopo averne ottenuti solamente sei dopo le prime tre gare dell'anno. Alonso, quarto, termina nelle prime quattro posizioni in ogni gara del campionato fin qui disputata, mancando l'accesso al podio per la quarta gara consecutiva per 0"807. Lo spagnolo termina nei primi cinque per la prima volta sul circuito azero. L'Aston Martin è sempre riuscita a terminare nelle prime sei posizioni nel Gran Premio d'Azerbaigian con almeno una vettura. Dopo aver terminato in quinta posizione, Sainz Jr. è il pilota più alto classificato nel mondiale piloti, al quinto posto generale, senza aver terminato a podio in stagione. Lo spagnolo eguaglia la miglior prestazione a Baku, il quinto posto con la Renault nell'edizione del 2018. Il sesto posto di Hamilton è il peggior risultato in stagione. La Mercedes taglia il traguardo a oltre 45 secondi dal vincitore Pérez, come accaduto nel Gran Premio del Bahrein, gara inaugurale. Stroll è settimo, non avendo conquistato punti in stagione solamente per una volta, nel Gran Premio d'Arabia Saudita. Russell termina ottavo e conquista il giro veloce nell'ultimo giro, il sesto della sua carriera. Il britannico ottiene gli stessi punti di quelli ottenuti nella Sprint con il quarto posto. La McLaren conquista punti per la seconda gara di fila con il nono posto di Norris, posizione ottenuta dal britannico anche nell'edizione precedente. Tsunoda termina decimo, con i suoi ultimi cinque risultati appannaggio di tre undicesimi posti e di due decimi posti. Con Gasly quattordicesimo e Ocon quindicesimo, l'Alpine non ottiene punti per due gare consecutive, dopo non aver ottenuto punti solamente in tre Gran Premi nel campionato precedente. Le ultime cinque vittorie del trionfatore Pérez, su sei in totale in carriera, sono arrivate su circuiti cittadini. Per il messicano è il quinto podio a Baku, mantenendo il record del maggior numero di podi, più di qualsiasi altro pilota. Pérez chiude davanti a Verstappen nelle ultime due doppiette del costruttore, cosa mai avvenuta in precedenza, accorciando il distacco in classifica piloti a sei punti. I due piloti della Red Bull Racing condividono lo stesso numero di successi in stagione con due Gran Premi a testa. Pérez ottiene 33 dei 34 punti possibili conquistabili visto la disputa della Sprint, dopo la vittoria e gli otto punti presi in questa sessione e i 25 della gara, mancando il punto addizionale del giro veloce ottenuto da Russell. La Red Bull Racing ottiene una doppietta nel weekend dell'ottantesimo compleanno del dirigente sportivo Helmut Marko. Per la prima volta la Red Bull Racing conquista due doppiette consecutive sullo stesso tracciato dall'edizione 2010 e 2011 del Gran Premio del Brasile. Per l'ottava volta consecutiva, Leclerc non vince una corsa dopo aver ottenuto la pole position, la striscia più lunga dalle dieci di fila di Nelson Piquet dal 1984 al 1987. Il pilota della Ferrari diventa solamente il quinto pilota differente a salire sul podio dopo le prime quattro gare, dietro a Pérez, Verstappen, Alonso e Hamilton. Il ritiro di Zhou è stato il primo per l'Alfa Romeo in stagione, mentre De Vries è ritirato per la prima volta in carriera. Il giro veloce del Gran Premio è stato ottenuto per le duecentesima volta da una vettura motorizzata Mercedes.

### Gran Premio di Miami
Sergio Pérez parte correttamente e mantiene il comando. Alle sue spalle si pone Fernando Alonso, che precede il connazionale Sainz Jr.. Nel corso del primo giro Magnussen cede ben tre posizioni, a Pierre Gasly, Russell e, infine, a Leclerc. Nel terzo giro il danese recupera su Leclerc; il monegasco si riprende la posizione ma, giunto sul traguardo, subisce il doppio sorpasso del pilota della Haas e di Max Verstappen, che così si piazza in sesta posizione. La rimonta del campione del mondo continua al nono giro, quando supera George Russell, sulla cui vettura si presentano delle vibrazioni. Nel giro successivo il pilota della Red Bull Racing ha la meglio anche su Gasly. Il francese viene attaccato anche da Russell, perdendo così un ulteriore posto.
Dopo undici giri Sergio Pérez ha 1"8 secondi di margine su Alonso, 2"8 su Sainz Jr. e 4"8 su Verstappen. Più indietro s'infiamma la lotta tra Magnussen e Leclerc, col monegasco che avrà la meglio solo con la sosta del pilota danese. Verstappen supera Sainz Jr., in staccata, al quattordicesimo passaggio. Il campione del mondo scala in seconda posizione, al quindicesimo giro, dopo un ennesimo sorpasso, questa volta ai danni di Fernando Alonso. Al diciottesimo giro si fermano, per la sosta, anche Russell e Leclerc. Il giro successivo si ferma Sainz Jr., che era molto vicino ad Alonso. Al ventunesimo giro si ferma anche Pérez. Il messicano opta, come i suoi avversari, per le gomme hard, nel tentativo di chiudere il Gran Premio senza altre soste. Tra il ventesimo e ventunesimo giro Sainz Jr. recupera due posizioni, passando Lewis Hamilton e Hülkenberg. Verstappen crea subito un certo margine sugli inseguitori, lasciando Alonso a quasi quattro secondi, e Pérez a 18.
Al venticinquesimo giro Alonso effettua la sua sosta, rientrando in pista alle spalle di Sainz Jr.. Il pilota della Ferrari è però penalizzato di cinque secondi, per eccesso di velocità al momento dell'entrata ai box, per il suo pit stop. Dopo 26 giri Verstappen conduce con 16 secondi di margine su Pérez, che precede Esteban Ocon, Sainz Jr., Alonso e Hamilton. Alonso passa Sainz Jr. e, poco dopo, anche Ocon. Il francese viene superato anche da Sainz Jr., al trentesimo giro. Due giri dopo Russell supera Hamilton, e sale sesto. La rimonta del britannico prosegue passando Ocon e Sainz Jr.. A centro gruppo si ripropone la sfida tra Charles Leclerc e Magnussen, col ferrarista che prende la decima posizione, al trentanovesimo giro. Un giro dopo c'è la sosta per Ocon. Poco prima si era fermato anche Hamilton. Verstappen, che non ha effettuato la sosta, inanella giri veloci, fino a quando, al quarantaseiesimo giro, si ferma, per montare gomme medie. L'olandese rientra in pista, seppur di poco, alle spalle di Pérez. Verstappen attacca presto il compagno di scuderia, che riesce a difendersi, per un paio di giri, prima di dover cedere la testa della corsa. Al cinquantatreesimo giro Leclerc prende la sesta posizione a Gasly, ma deve cederla, poco dopo, a Lewis Hamilton.
Max Verstappen vince il trentottesimo Gran Premio in carriera, la terza vittoria stagionale e la prima da quella ottenuta nel Gran Premio d'Australia. L'olandese bissa il successo ottenuto nell'edizione inaugurale del Gran Premio di Miami. Per la Red Bull Racing è la quinta vittoria consecutiva in stagione su altrettante gare, la novantasettesima della propria storia, nonché la ventiseiesima doppietta grazie al secondo posto di Pérez, la quarta della stagione e la seconda consecutiva dopo quella del precedente Gran Premio d'Azerbaigian. La scuderia di Milton Keynes è vittoriosa nella seconda edizione consecutiva del Gran Premio dopo aver vinto quella inaugurale proprio con Verstappen. Per Pérez il secondo posto, che rappresenta il trentesimo podio in carriera, è stato il miglior risultato in assoluto nel suo continente natale, l'America del Nord. Il messicano termina nei primi due posti in quattro delle cinque gare del campionato fin qui disputate. Alonso termina terzo in quel che è stato il suo quarto podio della stagione in cinque gare disputate. Lo spagnolo ottiene più podi in questa stagione di quelli conquistati nelle precedenti sette stagioni messe insieme. Per Alonso è il primo podio in un Gran Premio corso negli Stati Uniti d'America dalla terza posizione ottenuta nel Gran Premio degli Stati Uniti d'America 2012 con la Ferrari. Russell è quarto e eguaglia il miglior risultato stagionale del Gran Premio d'Arabia Saudita. Il suo compagno di scuderia Hamilton è sesto, come nell'edizione inaugurale della gara, e come nel precedente Gran Premio d'Azerbaigian, dopo aver guadagnato sette posizioni dalla sua posizione di partenza. Leclerc termina settimo, la stessa posizione da cui è partito, e lo stesso piazzamento del Gran Premio d'Arabia Saudita. Gasly, ottavo, ottiene punti in un Gran Premio disputato negli Stati Uniti d'America per la prima volta in carriera. Il francese eguaglia il miglior risultato stagionale dell'Alpine in campionato, l'ottavo posto appannaggio di Ocon nel Gran Premio d'Arabia Saudita. Magnussen è decimo per la seconda volta in stagione dopo l'arrivo in questa posizione nel Gran Premio d'Arabia Saudita. La Haas ottiene punti in tre delle cinque gare fin qui corse. Tsunoda, undicesimo, termina in questa posizione per la quarta volta nelle ultime sei gare disputate. Nelle altre due corse, il giapponese ha concluso in decima piazza. Il pilota locale Sargeant è ultimo classificato. Sainz Jr. è il pilota più alto classificato nel mondiale piloti, al quinto posto generale, senza aver terminato a podio in stagione. Fin dall'inizio del campionato precedente, Verstappen ha vinto da otto posizioni differenti in griglia di partenza. L'olandese, che eguaglia le trentotto vittorie di Sebastian Vettel con la Red Bull Racing, è solamente il quinto pilota nella storia della categoria ad aver vinto un Gran Premio partendo dalla nona posizione, per la prima volta dalla vittoria di Niki Lauda nel Gran Premio di Francia 1984. Per Verstappen è stato il ventiquattresimo Gran Premio consecutivo terminato a punti, eguagliando il tedesco Michael Schumacher al quarto posto di sempre per la più lunga serie ininterrotta di gare a punti, striscia iniziata nel Gran Premio dell'Emilia-Romagna 2022, la più lunga di qualsiasi altro pilota partecipante al campionato, dietro solo a Hamilton, autore di due strisce consecutive rispettivamente di 48 e 33 gare, e al finlandese Kimi Räikkönen con 27. Il leader della classifica piloti vince per la quarta volta consecutiva un Gran Premio disputato negli Stati Uniti d'America. Verstappen ha trionfato nelle ultime due edizioni del Gran Premio degli Stati Uniti d'America e in quella inaugurale del Gran Premio di Miami. La Red Bull Racing ottiene una doppietta nel giorno del cinquantaseiesimo compleanno del direttore sportivo Jonathan Wheatley. La scuderia austriaca, con la quarta doppietta stagionale, si trova a una lunghezza dal record delle cinque doppiette registrate in un'intera stagione, ottenute nel corso del 2022. Alonso ha effettuato la trecentosessantesima partenza in un Gran Premio di Formula 1, estendendo il record del maggior numero di avvii in una gara della categoria su Räikkönen, autore di trecentoquarantanove partenze. Per la quattordicesima volta nella storia della massima categoria, di cui le ultime dieci gare a partire dal 2015, non si sono verificati ritiri, occorrenza verificatasi per l'ultima volta nel Gran Premio d'Ungheria 2022 in cui Bottas fu l'unico pilota a non tagliare il traguardo per un problema al motore, ma fu comunque classificato per aver coperto il 90% della distanza di gara. Oltre agli zero ritiri, il Gran Premio non è stato oggetto dell'uso di bandiere gialle o della safety car. Il giro più veloce della gara di 1'29"708 realizzato da Verstappen rappresenta il rilievo cronometrico più rapido in gara del Miami International Autodrome. Il precedente record di 1'31"361 fu appannaggio sempre del campione del mondo, stabilito l'anno precedente.

### Gran Premio di Monaco
Il poleman Max Verstappen mantiene il comando della gara al via. Alle sue spalle restano Alonso, Ocon, Sainz Jr. e Hamilton. Nelle retrovie, al Mirabeau alto, Lance Stroll termina contro le barriere, dopo un contatto con Kevin Magnussen, ma il canadese può continuare la gara. L'olandese conduce con comodità davanti allo spagnolo. Dopo dieci giri il margine è di quasi tre secondi. Ocon è a dodici secondi dal primo posto, mentre Sainz Jr. non sembra avere lo spunto per passare il francese. All'undicesimo giro il pilota della Ferrari tenta un attacco, subito fuori il tunnel, ma sbaglia la frenata, tampona l'Alpine, e danneggia l'ala anteriore.
La classifica resta invariata per molti giri. Attorno al sedicesimo giro Logan Sargeant va in crisi con le gomme, e cede diverse posizioni. Nel frattempo Nico Hülkenberg ne approfitta per superare Zhou, proprio quando il cinese ha un'indecisione del sorpasso sullo statunitense. Al trentaduesimo giro si ferma per la sosta Lewis Hamilton, che monta gomma dura. Si fermano, in sequenza, Esteban Ocon e Sainz Jr., ma lo spagnolo non riesce a passare il suo diretto avversario. Verstappen comanda con 7"3 su Alonso e oltre 26 su Leclerc. Il monegasco attende il quarantacinquesimo giro per il suo pit stop; dopo due giri si ferma anche Pierre Gasly. Dopo queste soste, alle spalle di Verstappen e Alonso, c'è Russell, che precede Ocon, Sainz Jr. e Hamilton. Quando mancano circa venticinque giri al termine, sul tracciato inizia a piovere. Non tutti i piloti optano per le gomme da bagnato intermedio. Alonso, quando effettua la sua sosta, monta ancora gomme da asciutto, a mescola media. L'intensità delle precipitazioni è più elevata nella zona del tornante, tanto che diversi piloti commettono degli errori, come Carlos Sainz Jr..
Con la pioggia che aumenta di intensità i piloti sono costretti a montare gomme da bagnato. Tra questi anche Alonso, che comunque rimane alle spalle di Verstappen. Il pilota della Red Bull Racing ha 22 secondi di vantaggio sull'asturiano, quasi 26 su Ocon, e oltre 36 su Hamilton. George Russell, al sessantunesimo giro, va lungo alla Mirabeau alto: rientrando in pista colpisce il sopraggiungente Sergio Pérez, doppiato. Il pilota britannico viene penalizzato di cinque secondi. Russell chiederà poi di poter superare Hamilton, suo compagno di scuderia, davanti a lui, per scavare un solco di cinque secondi su Leclerc. Le due Mercedes rimangono, comunque, nelle loro posizioni. Yuki Tsunoda va in crisi con i freni, e viene passato dalle due McLaren, molto veloci su pista umida. Il nipponico cede molte posizioni, ma termina la gara. Negli ultimi giri la gara si svolge senza pioggia, ma nessun pilota decide di passare, di nuovo, alle gomme slick.
Verstappen vince la gara davanti ad Alonso e Ocon. Il campione del mondo conquista il trentanovesimo Gran Premio in carriera, la quarta vittoria in stagione e la seconda consecutiva dopo quella ottenuta nel precedente Gran Premio di Miami. Per Verstappen è il secondo successo nel Gran Premio di Monaco dopo la vittoria nell'edizione del 2021. Il leader del campionato segna un nuovo record per la Red Bull Racing diventando il pilota con il maggior numero di vittorie con il costruttore, sorpassando il tedesco Sebastian Vettel con trentotto vittorie. Per la scuderia austriaca è la sesta vittoria consecutiva in stagione su altrettante gare, la novantottesima della propria storia, nonché la settima sul circuito di Monaco, di cui le ultime tre consecutive, come dall'edizione del 2010 a quella del 2012. Con la vittoria di Verstappen la Red Bull Racing è imbattuta nel Principato in questo decennio. Alonso, secondo, ed a quarantuno anni, è il pilota più anziano a terminare a podio a Monaco dal secondo posto dell'australiano Jack Brabham nell'edizione del 1970. La seconda posizione è stata per Alonso il miglior risultato dalla stessa posizione ottenuta nel Gran Premio d'Ungheria 2014 con la Ferrari. Per l'asturiano è il quinto podio nel Gran Premio di Monaco, il primo da quello ottenuto nell'edizione del 2012 sempre con la Ferrari, dove terminò terzo, oltre a essere il quinto podio su sei gare in stagione. Al cinquantesimo Gran Premio sotto questa denominazione, la terza posizione dell'Alpine con Ocon ha rappresentato per il pilota francese il terzo podio in carriera dopo quello nel Gran Premio di Sakhir 2020 e nel Gran Premio d'Ungheria 2021, dove vinse la prima gara in carriera. Per l'Alpine è stato il primo podio a Monaco dalla terza posizione del polacco Robert Kubica nel 2010 con la squadra denominata Renault e il primo podio dalla terza posizione di Alonso nella prima edizione del Gran Premio del Qatar nel 2021. La quarta posizione di Hamilton è il miglior risultato per il britannico in questo decennio a Monaco. Il pilota della Mercedes ha terminato più in alto solo in una gara in questa stagione, la seconda posizione del Gran Premio d'Australia. Per la prima volta in campionato, Russell, quinto, termina nei primi cinque per due gare consecutive, e ricopre la stessa posizione da dove ha terminato la gara del 2022. Leclerc, sesto, termina solamente per la seconda volta in stagione nei primi sei, dopo il terzo posto nel Gran Premio d'Azerbaigian. La settima posizione di Gasly è il miglior risultato da quando corre per l'Alpine dall'inizio della stagione. Sainz Jr. conclude ottavo e ottiene punti in tutti gli otto Gran Premi corsi a Monaco in carriera. Per lo spagnolo è stato il peggior risultato sul circuito di Monte Carlo dal decimo posto con la Renault nell'edizione del 2018. Grazie al nono posto, Norris ottiene punti a Monaco per il terzo anno di fila, mentre il compagno di squadra Piastri, decimo, finisce a punti per la seconda volta in carriera. De Vries termina dodicesimo il quel che è stato il miglior risultato della stagione, e si è staccato dall'ultimo posto in classifica piloti, ora occupato da Sargeant. Il vincitore Verstappen non ha ancora terminato una gara in stagione al di fuori delle prime due posizioni. L'olandese ha condotto il duemillesimo giro in carriera, diventando il settimo pilota nella storia della categoria a raggiungere questo traguardo. Verstappen ha condotto interamente un Gran Premio per l'ottava volta. La Red Bull Racing sorpassa la Lotus per il quinto posto nella classifica di tutti i tempi dei giri condotti al comando, segnando 5 672 giri contro i 5 623 del team inglese. Hamilton, autore del giro più rapido, ottiene almeno un giro più veloce in stagione per il sedicesimo campionato consecutivo. Ocon è il primo pilota francese a salire sul podio nel Gran Premio di Monaco dalla vittoria di Olivier Panis nell'edizione del 1996. L'ordine di arrivo dei primi tre classificati è lo stesso del via della gara. Leclerc, Gasly e De Vries terminano nelle stesse posizioni da dove sono partiti. La Ferrari ha solamente ottenuto un podio nelle ultime sei gare, il terzo posto di Leclerc nel Gran Premio d'Azerbaigian. Dopo sei gare, Alonso ha più punti in classifica di quelli ottenuti in un'intera stagione da quando ha lasciato la Ferrari nel 2014. La Haas, al centocinquantesimo Gran Premio, non ottiene punti per la terza volta in stagione, mentre la McLaren ottiene punti con entrambe le monoposto solamente per la seconda volta in campionato. La safety car non è intervenuta per la terza volta nelle ultime undici edizioni, dopo il 2018 e 2021.

### Gran Premio di Spagna
Allo spegnimento dei semafori Verstappen resiste all'attacco di Carlos Sainz Jr.; più dietro c'è un contatto tra Hamilton e Lando Norris, col pilota della McLaren che è costretto ad andare subito ai box, per cambiare il musetto della monoposto. Il primo giro si conclude con Stroll, Hamilton, Ocon e Alonso, alle spalle del duo di testa.
Al settimo giro Russell supera Alonso e, all'ottavo passaggio, Lewis Hamilton ha la meglio su Stroll. Tre giri dopo Russell continua la sua rimonta, recuperando ancora una posizione, superando Ocon. Intorno al decimo giro ha inizio la girandola delle soste tra i piloti nelle retrovie, che montano tutti la gomma hard. Al quattordicesimo passaggio si ferma, per la sua prima sosta, Ocon, seguito, due giri dopo, da Sainz Jr., che opta per la gomma media, e Stroll. Hamilton scala secondo, staccato però di oltre sette secondi dal leader di gara. Al diciassettesimo giro è il turno di Leclerc, che monta gomma soft come Alonso, che però attende altre tre tornate. I quattro piloti del gruppo di testa, ossia le Red Bull Racing e le Mercedes non hanno ancora effettuato il pit stop: alle spalle di Hamilton c'è il compagno di scuderia Russell, che precede Sergio Pérez, Sainz Jr., Stroll e Ocon. Il duo della scuderia tedesca attende il venticinquesimo e ventiseiesimo giro per la sosta, ne consegue che Pérez e Sainz Jr. si trovano alle spalle del finora incontrastato leader Verstappen. L'olandese attende il ventisettesimo giro per effettuare il pit stop e montare gomma hard, seguito poco dopo dal suo compagno di scuderia, che scende in nona posizione. Hamilton recupera rapidamente su Sainz Jr., e, al ventottesimo passaggio, si riporta in seconda posizione.
Al trentunesimo giro Pérez strappa l'ottava piazza a Fernando Alonso. Tre giri dopo passa anche Yuki Tsunoda. Ancora un giro e il messicano supera sia Ocon che Stroll, riportandosi in quinta posizione, alle spalle di Russell. Alla trentacinquesima tornata Sainz Jr. deve cedere la terza posizione a Russell, che sorpassa il pilota di casa alla staccata di curva 1. Al quarantaduesimo giro entrambi i piloti ferraristi si fermano, per il nuovo cambio gomme, montando pneumatici a mescola dura: Sainz Jr. rientra sesto, mentre Leclerc quattordicesimo.
A tre quarti di gara Verstappen conduce con oltre 16 secondi di margine su Hamilton, 35 su Pérez, quasi 49 su Russell. Quest'ultimo effettua il cambio gomme; poco dopo anche Alonso si ferma per un nuovo cambio degli pneumatici, e rientra in gara decimo, ma recupera presto la settima posizione, portandosi alle spalle di Lance Stroll. Pochi giri dopo deve fermarsi anche Pérez. Il messicano ora si trova alle spalle di Sainz Jr., ma non ha grandi problemi a riprendere la quarta piazza. A Verstappen viene esposta la bandiera bianconera, per non aver rispettato i limiti del tracciato più volte. Questo però non frena il campione del mondo che coglie anche il giro veloce di gara dopo aver effettuato la seconda sosta e montato le gomme soft. Tsunoda viene penalizzato di cinque secondi, per una manovra difensiva, giudicata troppo pericolosa, su Zhou Guanyu.
Max Verstappen vince la sua quarantesima gara valida per il mondiale di Formula 1, sette anni dopo il primo successo, arrivato sempre nel Gran Premio di Spagna e sempre con la Red Bull Racing, alla prima gara con il costruttore austriaco, all'epoca il pilota più giovane della storia della Formula 1 a trionfare in un Gran Premio. Il campione del mondo vince il quinto Gran Premio in stagione, la terza gara consecutiva, nonché il terzo successo nel Gran Premio di Spagna, bissando il trionfo dell'edizione precedente del 2022. Per la Red Bull Racing è la settima vittoria consecutiva in stagione su altrettante gare, la novantanovesima della propria storia e la quinta complessiva sul circuito di Catalogna, confermandosi vittoriosa per il secondo anno di fila dopo la vittoria proprio di Verstappen nel 2022. Hamilton, secondo, ottiene l'undicesimo podio a Barcellona, a una lunghezza dal record di Michael Schumacher. Gli ultimi sette podi conquistati dal britannico hanno valso la seconda posizione. L'ultimo successo avvenne nel Gran Premio d'Arabia Saudita 2021. Hamilton ottiene il duecentosettantacinquesimo piazzamento a punti in carriera nella sua trecentodiciassettesima gara. Con Russell terzo, al primo podio in stagione, la Mercedes presenta due vetture a podio per la prima volta in campionato. Quarto all'arrivo, Pérez è distante cinquantatré punti dal leader Verstappen, l'equivalente di più di due gare vinte e con l'ottenimento del punto addizionale del giro più veloce in entrambi casi. Sainz Jr., quinto, è il pilota più alto in classifica piloti, al sesto posto, senza ancora aver ottenuto un podio in stagione. Lo spagnolo mantiene il record di punti conquistati in tutti i nove Gran Premi di casa disputati, nonostante non sia finito a podio in nessuno di esso. Stroll, sesto, precede il compagno di squadra Alonso in gara per la prima volta in campionato e termina una striscia di gare senza ottenere punti. Con la settima posizione, il nativo di Oviedo termina per la prima volta in stagione fuori dai primi quattro posti. Per Alonso è stato il miglior risultato nel Gran Premio di casa dal sesto posto con la Ferrari ottenuto nell'edizione del 2014. Ocon, ottavo, ottiene punti per la terza gara di fila, mentre Zhou, nono, pareggia il miglior risultato stagionale ottenuto nel Gran Premio d'Australia. Gasly termina decimo, nella stessa posizione da cui è partito, dopo aver ricevuto due penalità con l'arretramento di tre posizioni in griglia di partenza al termine delle qualifiche. L'Alpine va a punti con entrambi i piloti per la terza gara consecutiva. Leclerc, undicesimo, non ottiene punti in tre delle prime sette gare dell'anno. Verstappen si porta a una lunghezza dalle vittorie totali nella categoria di Ayrton Senna, segnando un hat trick di vittorie dopo i trionfi nei Gran Premi di Miami e Monaco. Per il leader della classifica piloti è stato il terzo Grand Chelem (pole position, giro veloce e vittoria del Gran Premio conducendo tutti i giri in testa), dopo il Gran Premio dell'Emilia-Romagna 2022, e il sesto hat trick (pole position, giro veloce e vittoria), dopo il Gran Premio d'Olanda 2022, in carriera in Formula 1. È stato anche il nono Gran Premio per Verstappen condotto dal primo all'ultimo giro. L'olandese vede la bandiera a scacchi per la ventiseiesima gara consecutiva, la striscia più lunga con la Red Bull Racing, sorpassando di una lunghezza Daniel Ricciardo, con la sequenza segnata tra il 2015 e il 2016. Verstappen segna anche ventisei Gran Premi consecutivi a punti, striscia iniziata nel Gran Premio dell'Emilia-Romagna 2022, al quarto posto di sempre nella storia del mondiale per la striscia del maggior numero di gare arrivate a punti. Egli si piazza anche al sesto posto di sempre per il maggior numero di giri condotti in testa, superando Nigel Mansell con 2 089. Con Hamilton secondo, Verstappen e il britannico terminano primo e secondo in una gara per la trentancinquesima volta, con Hamilton vincitore venti volte e Verstappen quindici. Il campione del mondo, che ha terminato tutte le gare del campionato al primo o secondo posto, condivide con Hamilton il podio per la cinquantacinquesima volta, a una lunghezza dal record nella storia della categoria dei podi condivisi dal britannico e da Sebastian Vettel. Oltre alla novantanovesima vittoria, per la Red Bull Racing è stata anche la centesima nella storia del team considerando i giorni come Stewart Grand Prix, grazie alla vittoria di Johnny Herbert nel Gran Premio d'Europa 1999. Entrambe le vetture della scuderia austriaca hanno condotto ogni giro degli ultimi tre Gran Premi. L'ultimo team a riuscirci fu la Mercedes nella stagione 2020 durante i Gran Premi della Toscana, di Russia e dell'Eifel. Con il doppio podio conquistato, la Mercedes supera l'Aston Martin per il secondo posto in classifica costruttori. Per la quindicesima volta nella storia della massima categoria, di cui le ultime undici gare a partire dal 2015, non si sono verificati ritiri, occorrenza verificatasi per l'ultima volta nel Gran Premio di Miami. Per la seconda volta nelle ultime tre gare, non ci sono stati né ritiri, né bandiere gialle e né safety car. Inoltre, è la terza gara consecutiva in cui non si è fatto uso né della vettura di sicurezza, né della virtual safety car. I meccanici della Red Bull Racing stabiliscono il primato stagionale di tempo per una sosta ai box durante un pit stop di Pérez, con 2"07. Il precedente record apparteneva alla Ferrari per una sosta ai box di Leclerc con 2"10 nel Gran Premio d'Arabia Saudita. Il giro più veloce della gara di 1'16"330 appannaggio di Verstappen rappresenta il rilievo cronometrico più rapido in gara sul circuito di Catalogna, con la nuova configurazione. È anche il secondo tempo più rapido fra tutte le sei configurazioni utilizzate fin dal debutto del circuito nel calendario del campionato mondiale, nella stagione 1991, dietro all'1'15"641 stabilito da Giancarlo Fisichella su Renault nella configurazione usata durante l'edizione del 2005. Nelle sessioni ufficiali durante il weekend di gara il tempo più veloce è sempre stato appannaggio di Verstappen, tranne che per la Q1, in cui il più rapido è risultato Hamilton. Il campione del mondo è risultato il più veloce nelle tre sessioni di prove libere, in Q2 e in Q3, cui è valsa la pole position, oltre a vincere la gara conducendola per tutti i suoi giri e segnando il giro più veloce.

### Gran Premio del Canada
Allo spegnimento dei semafori, Verstappen mantiene il comando della gara, mentre Lewis Hamilton prende la posizione ad Alonso. Seguono Russell, Ocon e Hülkenberg. Nelle retrovie, tutto il primo giro vede una lotta serrata tra Pérez e Sainz Jr. per l'undicesimo posto, che si risolve a favore dello spagnolo; Magnussen, disturbato dai duellanti, va lungo all'ultima curva, tagliando la chicane. Nei primi giri Alonso mette pressione a Hamilton, senza riuscire a passarlo. Logan Sargeant, all'ottavo giro, è costretto al ritiro. Viene, perciò, disposto il regime di virtual safety car per pochi secondi.
Hülkenberg, sesto, è il primo di un gruppo molto compatto di vetture alle sue spalle: dietro al tedesco vi sono le due McLaren e la Ferrari di Leclerc. Al decimo giro Oscar Piastri riesce a superare il portacolori della Haas; nel frattempo, il leader Verstappen gode di un vantaggio di più di tre secondi su Hamilton, il quale si deve difendere da Alonso e dal sopraggiungente Russell: la triade alle spalle di Verstappen è racchiusa in solo 1"5. Tra l'undicesimo e il dodicesimo passaggio si fermano, per la sosta, Gasly, Hülkenberg, Stroll e De Vries.
Al dodicesimo giro George Russell perde il controllo della sua vettura, finendo contro le barriere, e danneggiando la gomma posteriore destra. Procedendo lentamente sulla pista, per raggiungere i box, costringe la direzione di gara a inviare in pista la safety car. Ne approfitta Verstappen per effettuare la sua sosta. Si fermano anche Hamilton e Alonso, con il pilota dell'Aston Martin che si lamenta per il modo con cui il britannico gli taglia la strada, dopo il cambio gomme. Non si fermano le due Ferrari, che così scalano in quarta e quinta posizione. Russell riesce a raggiungere i box, e proseguire la gara. Alla ripartenza la classifica vede sempre al comando Verstappen, seguito da Hamilton, Alonso, Leclerc, Sainz Jr., Pérez e Magnussen. Ocon passa Magnussen, per l'ottava posizione. Nei giri successivi il tedesco sarà sopravanzato anche da Piastri e e da Albon, scendendo in dodicesima casella. Nel corso del ventiduesimo giro Alonso riesce a superare Hamilton, per la seconda piazza.
Al trentaseiesimo passaggio vi è un attacco di Nyck de Vries su Kevin Magnussen: entrambi terminano nella stessa via di fuga, finendo così negli ultimi posti della classifica. Due giri dopo si fermano ai box sia Sergio Pérez che Piastri: il primo passa alle gomme medie, il secondo alle hard. Il giro seguente si ferma anche Sainz Jr., che decide di proseguire la gara con pneumatici a mescola dura. Ancora un giro ed è il turno di Charles Leclerc: anche il monegasco prosegue su gomme dure. Nel frattempo Pérez ha passato Alexander Albon, per il sesto posto. Il messicano è alle spalle del duo della Ferrari. Al quarantunesimo passaggio Hamilton effettua il suo secondo pit stop, montando gomma media, per cercare l'undercut su Alonso, che, però, attua la contromossa, montando le gomme hard. Poco dopo si ferma anche Verstappen, che mantiene comodamente la testa della gara. Al quarantacinquesimo giro il campione del mondo ha oltre quattro secondi di margine su Alonso, oltre nove su Hamilton e oltre dodici su Leclerc.
Hamilton guadagna su Alonso, portandosi a 1"4 dall'asturiano, che, però, si difende dal britannico alzando il ritmo. Al cinquantacinquesimo giro si ritira Russell, che era risalito fino all'ottava posizione. Lando Norris sorpassa Bottas, per la nona posizione, al sessantatreesimo giro, e attacca Ocon. Il pilota della McLaren segnala come l'ala posteriore del francese sia traballante e pericolosa. Nel frattempo, un tenace Albon difende, a sua volta, la settima piazza dallo stesso Ocon, sfruttando l'ottima velocità di punta della sua Williams. Al penultimo giro la Red Bull richiama Pérez ai box per montare gomme soft e cercare il giro veloce: il messicano vi riesce, all'ultimo giro. Bottas viene passato da Lance Stroll, per il decimo posto, proprio sulla linea d'arrivo.
Max Verstappen vince il quarantunesimo Gran Premio in carriera, eguagliando il numero delle vittorie nella storia della categoria di Ayrton Senna, al quinto posto di sempre per il maggior numero di vittorie nella storia del mondiale. Il campione del mondo vince il sesto Gran Premio in stagione, la quarta gara consecutiva, nonché il secondo successo nel Gran Premio del Canada, bissando il trionfo dell'edizione precedente del 2022. Per la Red Bull Racing è l'ottava vittoria consecutiva in stagione su altrettante gare, la centesima della propria storia e la quarta complessiva sul circuito di Montréal, confermandosi vittoriosa per il secondo anno di fila dopo la vittoria proprio di Verstappen nel 2022. Alonso, secondo, ha conquistato il sesto podio nelle prime otto gare della stagione, ovvero il doppio di quanto ottenuto nelle precedenti sette stagioni messe insieme. Lo spagnolo, in precedenza, ha avuto più ritiri sul circuito canadese, otto, che su qualsiasi altro tracciato. Hamilton è classifica terzo sul circuito di Montréal, al secondo podio consecutivo in campionato. Il tracciato è diventato l'ottavo circuito su cui il britannico ha registrato dieci podi in carriera. Leclerc, quarto, è terminato solo due volte meglio di questa posizione in stagione, la seconda piazza conquistata nella Sprint e la terza in gara nel Gran Premio d'Azerbaigian, mentre Sainz Jr., quinto, conclude in questa posizione per la quarta volta nelle ultime cinque gare. Il pilota della Ferrari guadagna la quinta posizione in classifica piloti. Per Pérez la sesta posizione è stato il miglior risultato nel Gran Premio del Canada dall'edizione del 2017. La settima posizione di Albon è il miglior risultato per la Williams dal secondo posto di Russell nel Gran Premio del Belgio 2021, dove fu assegnato metà punteggio. Per il costruttore britannico è il miglior risultato in una gara dove sono assegnati pieni punti dal settimo posto di Nicholas Latifi nel Gran Premio d'Ungheria 2021, ora al nono posto in classifica costruttori. Ocon è classificato ottavo, ottenendo punti in tutte le quattro apparizioni a Montréal. Stroll, nono, conquista punti nella gara di casa quattro volte su cinque. Il pilota locale è arrivato nono per tre volte. Con la decima posizione, Bottas ha ottenuto punti nei suoi ultimi otto Gran Premi del Canada consecutivi, classificandosi nei primi dieci per la prima volta dal Gran Premio del Bahrein. Grazie alla vittoria di Verstappen, la Red Bull Racing conquista le cento vittorie in Formula 1. È solo il quinto costruttore a raggiungere la tripla cifra, e solo il secondo negli ultimi ventisei anni, dopo la Mercedes. Per il direttore tecnico della squadra, Adrian Newey, è il duecentesimo trionfo, quasi il 20% delle vittorie delle vetture costruite dall'ingegnere britannico in 1 087 Gran Premi totali disputati dalla categoria. Il costruttore ha vinto otto gare consecutive dall'inizio del campionato, eguagliando il miglior inizio di stagione della Mercedes nel 2019, a tre lunghezze dal record della McLaren di undici vittorie di fila dall'inizio del mondiale 1988. Per la scuderia di Milton Keynes è la nona vittoria consecutiva con il trionfo nell'ultima gara del campionato precedente, eguagliando lo stesso numero di vittorie consecutive con Vettel nella seconda metà della stagione 2013. Per Verstappen è stato il decimo Gran Premio in carriera condotto dal primo all'ultimo giro. L'olandese è il primo pilota a condurre dal primo all'ultimo giro tre Gran Premi di fila per la prima volta da Sebastian Vettel nel 2012. Il pilota in testa alla classifica piloti ha condotto ogni giro di un Gran Premio dalle ore 16:45 locali di quello di Miami, totalizzando 224 giri al comando, al quinto posto di sempre per il maggior numero di tornate condotte in testa ad una gara. Il campione del mondo, che ha terminato tutte le gare del campionato al primo o secondo posto, condivide con Hamilton il podio per la cinquantaseiesima volta, eguagliando il record nella storia della categoria dei podi condivisi dal britannico e da Sebastian Vettel. Verstappen segna anche ventisette Gran Premi consecutivi a punti, striscia iniziata nel Gran Premio dell'Emilia-Romagna 2022, nonché quella più lunga fra tutti i piloti del campionato, eguagliando Kimi Räikkönen al terzo posto di sempre nella storia del mondiale per la striscia del maggior numero di gare arrivate a punti. Il podio è appannaggio degli stessi primi tre piloti più rapidi in qualifica, oltre a figurare tre campioni del mondo di tre scuderie diverse. Verstappen, Alonso e Hamilton condividono il podio solamente per la terza volta dopo il Gran Premio del Qatar 2021 e il Gran Premio d'Australia. Per Russell è il secondo ritiro in campionato dopo quello nel Gran Premio d'Australia, ora sesto in classifica piloti. L'Alfa Romeo, sotto questa denominazione, ha corso il duecentesimo Gran Premio nella categoria, mentre Yuki Tsunoda ha disputato la cinquantesima partenza in un Gran Premio in carriera. La scuderia svizzera si trova adesso settima nel mondiale costruttori. La McLaren non ottiene punti per la seconda gara consecutiva, mentre la Haas per la terza. L'AlphaTauri è adesso ultima in classifica costruttori, dopo non aver conquistato punti negli ultimi quattro Gran Premi. È stato il secondo Gran Premio della stagione con il minor distacco tra il primo e il secondo classificato di una scuderia diversa dalla Red Bull Racing, dopo il Gran Premio d'Australia, terminato in regime di safety car. La gara ha rappresentato il cinquantesimo anniversario dell'introduzione della vettura di sicurezza nella massima categoria, il cui debutto avvenne nell'edizione del 1973.

### Gran Premio d'Austria
In partenza Verstappen non si fa sorprendere dalle due Ferrari, che mantengono le prime due posizioni. A centro gruppo c'è un contatto tra Esteban Ocon e Yuki Tsunoda, che perde una parte della sua ala anteriore. I detriti lasciati dalla monoposto del giapponese convincono la direzione di gara a inviare in pista la vettura di sicurezza, che vi rimane per tre giri. Alla ripartenza Verstappen non ha problemi a mantenere il comando della classifica. Alle sue spalle Carlos Sainz Jr. sembra più veloce di Leclerc, ma la sua scuderia lo fa restare alle spalle del compagno. Dietro alle due vetture di Maranello ci sono Hamilton, Norris e Alonso. All'ottavo giro Stroll passa Nico Hülkenberg, già in crisi con le gomme. Il tedesco passa ai box, per il cambio delle gomme, al dodicesimo giro. La gara del pilota della Haas s'interrompe poco dopo, a causa di una perdita di potenza al motore. In questa occasione viene deciso per il regime di virtual safety car. Ne approfittano, per il cambio gomme, Hamilton, Norris, Gasly, Alexander Albon e Russell. Le due Ferrari, per pochi istanti, passano davanti alla linea dei box, prima che la direzione di gara imponga il regime di vettura di sicurezza virtuale, non potendo fermarsi che nel giro successivo. Entrambi i cambi gomme non sono velocissimi. Le due vetture rimontano gomme medie.
Quando la gara riprende il suo normale corso, alle spalle di Verstappen c'è ancora Leclerc, seguito da Sergio Pérez, Hamilton, Sainz Jr. e Norris. Al diciannovesimo giro lo spagnolo della Ferrari passa Hamilton che, nel frattempo, è penalizzato di cinque secondi, per l'eccessivo numero di volte in cui il pilota britannico ha superato i limiti del tracciato. Sono moltissimi i tempi cancellati per questo motivo, dalla direzione di gara. Il giro dopo l'iberico ha la meglio anche su Pérez, riportandosi in terza posizione. Verstappen attende il venticinquesimo giro per effettuare la sua sosta. Il pilota della Red Bull Racing riparte terzo, interrompendo così la lunga striscia di giri consecutivi in vetta a un Gran Premio, che durava dal Gran Premio di Miami. Il giro successivo l'olandese passa Carlos Sainz Jr.. Poco dopo Norris passa Hamilton, per la quarta posizione. Pérez, nel frattempo, è andato ai box, per la sosta, ed è sceso in decima posizione. Il messicano, con diversi sorpassi, anche sfruttando i cambi gomme degli avversari, si riporterà in quarta posizione.
Al trentacinquesimo giro Max Verstappen si riprende il comando della gara, passando Leclerc. Al quarantaduesimo giro c'è la sosta per Norris, seguito, dopo un giro, da Hamilton, che sconta la sua penalità. Si fermano, in successione, anche Alonso e Sainz Jr.. Anche il ferrarista deve scontare una penalità, sempre per aver passato, in troppe occasioni, i limiti del tracciato. Il ferrarista rientra in gara alle spalle di Lando Norris, che però supera subito. Verstappen comanda con margine la gara, davanti a Leclerc, Pérez, Sainz Jr., Norris e Alonso. Charles Leclerc si ferma, per la seconda volta, al quarantottesimo giro. Il monegasco scende in terza posizione, ma recupera la piazza d'onore, quando, dopo tre giri, si ferma ancora anche Pérez. Un giro prima del messicano si era fermato anche Verstappen, che però mantiene la prima posizione.
Dopo cinquantadue giri Verstappen ha un vantaggio di oltre 14 secondi su Leclerc, 22 su Sainz Jr., 23 su Norris e 26 e mezzo su Pérez. Quest'ultimo si avvicina a Norris, per superarlo al cinquantaseiesimo giro. In seguito il pilota della Red Bull Racing ingaggia un lungo duello con Sainz Jr.. Il ferrarista, per difendersi, giunto al detection point della seconda curva, si lascia sfilare da Pérez, al fine di poter utilizzare il DRS sul rettilineo successivo, potendosi così difendere dall'avversario, più veloce. Questa strategia viene ripetuta per alcuni giri, fino a quando Pérez riesce lui a prendere il DRS e passare Sainz Jr., alla curva 4. Al penultimo giro, Verstappen, avendo il margine su Leclerc, decide di passare ai box per montare gomme soft e tentare di conquistare il giro veloce. La mossa gli riesce, all'ultimo giro.
Il campione del mondo vince il quarantaduesimo Gran Premio in carriera, la settima gara in stagione, la quinta consecutiva, nonché il quarto successo nel Gran Premio d'Austria, bissando il successo ottenuto nella Sprint. Per la Red Bull Racing è la nona vittoria consecutiva in stagione su altrettante gare, la centunesima della propria storia e la quarta complessiva sul circuito del Red Bull Ring, per la prima volta dalla gara del 2021, sempre con Verstappen. Per Leclerc, che ottiene il quarto podio sul circuito del Red Bull Ring, più di qualsiasi altra pista, la seconda posizione è il miglior risultato in stagione. Con la terza posizione di Pérez, entrambe le Red Bull Racing terminano a podio sul circuito di casa per la prima volta in un Gran Premio, dopo la prima e la terza posizione conquistate durante la Sprint. Per il messicano è il primo podio sul circuito austriaco in dodici apparizioni. La McLaren ottiene il miglior risultato in campionato grazie al quarto posto di Norris. Il britannico ha terminato nelle prime cinque posizioni in cinque delle ultime sei partecipazioni sul circuito del Red Bull Ring. La quinta posizione di Alonso è il miglior risultato su questa pista dalla gara del 2014 con la Ferrari. L'ottavo posto di Hamilton è per il britannico il peggior risultato di sempre sul circuito austriaco in una gara portata a termine. Grazie al decimo posto di Gasly, l'Alpine ottiene punti per la quinta gara di fila. Il costruttore francese ha ottenuto punti anche col settimo posto appannaggio di Ocon nella Sprint. Stroll, nono, termina cinque posizioni indietro rispetto al risultato della gara rapida. Per Max Verstappen è il settimo hat trick (pole position, giro veloce e vittoria), dopo il Gran Premio di Spagna, in carriera in Formula 1, eguagliando Alberto Ascari e Ayrton Senna. Verstappen, che ha terminato tutte le gare del campionato al primo o secondo posto, diventa il pilota col maggior numero di successi nel Gran Premio d'Austria, con quattro affermazioni, e quello col maggior numero di vittore sul circuito del Red Bull Ring, con cinque, più di quante ne abbia ottenute su qualsiasi altra pista in carriera. È stato anche l'ottavo podio per l'olandese sul circuito austriaco, al miglior primato su qualsiasi pista del mondiale, dopo la precedente condivisione con lo stesso numero di podi sul circuito di Catalogna. Verstappen ha condotto i primi ventiquattro giri della gara, la quale striscia consecutiva di tornate condotte in testa a un Gran Premio si è terminata a 248, al terzo posto nella classifica di tutti i tempi, dietro Senna e Ascari. La quarantaduesima vittoria di Verstappen testimonia che egli ha ottenuto esattamente la metà di tutte le vittorie in carriera negli ultimi quattordici mesi, a partire dal Gran Premio dell'Emilia-Romagna 2022. Grazie al successo, Verstappen ha vinto tante gare negli ultimi quattordici mesi, ventuno, di quante ne ha vinte Kimi Räikkönen in diciannove stagioni. La Red Bull Racing vince nove gare consecutive dall'inizio del campionato, a due lunghezze dal record della McLaren di undici vittorie di fila dall'inizio del mondiale 1988. La scuderia di Milton Keynes, che ottiene il novantesimo giro veloce, stabilisce il proprio record di vittorie consecutive, dieci, con il trionfo nell'ultima gara del campionato precedente. Per il costruttore austriaco è la seconda striscia più lunga di vittorie consecutive nella storia del mondiale. Essa ottiene il podio con entrambe le vetture per la prima volta dal Gran Premio di Miami. Nelle sessioni ufficiali durante il weekend di gara il tempo più veloce è sempre stato appannaggio di Verstappen, tranne che per la SQ1 e per il giro veloce della Sprint, in cui i più rapidi sono risultati, rispettivamente, Sainz Jr. e Hülkenberg. L'olandese è risultato il più veloce nella sessione di prove libere, in Q1, Q2 e in Q3, cui è valsa la pole position, in SQ2 e in SQ3, tempo valevole per la pole position della Sprint, oltre a vincere la gara rapida conducendola per tutti i suoi giri e vincendo il Gran Premio con il giro veloce. Leclerc è il primo pilota diverso dall'olandese a condurre una gara, per la prima volta da Pérez nel Gran Premio di Miami. Con il secondo posto del monegasco, la Ferrari ottiene l'ottocentesimo podio nella categoria. Alonso non termina a podio solamente per la terza volta in stagione. L'Alfa Romeo non ottiene punti dopo due gare consecutive. Ocon stabilisce il record del maggior numero di penalizzazioni ricevute in una gara con cinque, quattro appannaggio del superamento dei limiti del tracciato, e una per aver lasciato la piazzola, al termine di un pit stop, in condizioni non sicure, col sopraggiungente Sargeant. Il weekend di gara ha visto il numero record di ben centocinquantuno tempi invalidati dai commissari sportivi ai piloti per non aver rispettato i limiti della pista. Hülkenberg, l'unico ritirato del Gran Premio, termina una striscia di ventidue gare al traguardo, dopo aver preso punti nella Sprint. Verstappen ha un vantaggio in classifica piloti, sul compagno di squadra Pérez, di 81 punti, più di quelli ottenibili vincendo tre Gran Premi.

### Gran Premio di Gran Bretagna
Al via Lando Norris sorprende Verstappen, e s'installa al comando; anche l'altra McLaren, quella di Piastri, cerca di attaccare il campione del mondo, ma senza esito. Alle spalle del terzetto di testa si pone Leclerc, seguito da Russell, Sainz Jr., Alonso e Hamilton. Il britannico rimane al comando per cinque giri, prima di essere superato dal pilota della Red Bull Racing. Più dietro Russell mette pressione a Leclerc, mentre Hamilton sfida Alonso. Questa lotta si decide al settimo giro, quando la Mercedes passa l'Aston Martin. Per qualche giro Norris sembra poter seguire da vicino Verstappen ma, in seguito, il margine diventa più ampio.
Al diciannovesimo giro Charles Leclerc passa ai box, per montare gomme hard; il monegasco, partito con gomme a mescola media, si è fermato molto prima del suo avversario diretto, Russell, che corre con pneumatici a mescola morbida. Il britannico attenderà il ventinovesimo giro per fermarsi, e passare alle coperture medie. Rientra in gara alle spalle del monegasco. Un paio di giri prima si era fermato anche Carlos Sainz Jr.. Al trentesimo giro si ferma Oscar Piastri, mentre, due giri dopo, George Russell supera Leclerc.
La classifica vede sempre in vetta Verstappen, che precede Norris, Hamilton, Alonso, Piastri, Albon e Russell. Poco dopo Kevin Magnussen è costretto ad abbandonare in pista la sua Haas, per un guasto al motore: la direzione di gara prima decide per il regime di virtual safety car, poi invia in pista la vettura di sicurezza. C'è la necessità, oltre di evacuare la monoposto, anche di ripulire il tracciato dal liquido perso dal motore della vettura del danese. Verstappen, Hamilton e Alonso ne approfittano per passare alle gomme soft. Al termine del periodo alle spalle della safety car la gara è sempre comandata da Max Verstappen, davanti a Norris, Hamilton, Piastri, Russell, Alonso, Sainz Jr., Pérez e Albon. Per qualche giro Hamilton attacca il connazionale, su gomme hard, che riesce, però, a difendere la sua seconda posizione. Più dietro Sainz Jr. viene passato da Sergio Pérez, al quarantatreesimo giro. In seguito lo spagnolo cede anche ad Alexander Albon e a Leclerc. Sainz Jr. viene superato anche da Pierre Gasly, ma è comunque capace di ripassare il pilota francese. In seguito il pilota dell'Alpine è costretto all'abbandono. Al quarantaseiesimo passaggio Pérez passa Alonso, per la sesta posizione.
Max Verstappen vince il quarantatreesimo Gran Premio in carriera, l'ottava gara in stagione, la sesta consecutiva, nonché il primo successo nel Gran Premio di Gran Bretagna, nel ventiseiesimo Gran Premio differente, il secondo sul circuito di Silverstone dopo il trionfo nel Gran Premio del 70º Anniversario della stagione 2020. Per la Red Bull Racing è la decima vittoria consecutiva in stagione su altrettante gare, la centoduesima della propria storia e la quarta complessiva nel Gran Premio britannico, per la prima volta dall'edizione del 2012 con Mark Webber, spinta da propulsori Renault. La seconda posizione di Norris, al primo podio in stagione, rappresenta il primo per la McLaren sul circuito di Silverstone dalla seconda posizione ottenuta da Hamilton nell'edizione del 2010. Per Norris e il costruttore inglese è il primo podio da quello ottenuto nel Gran Premio dell'Emilia-Romagna 2022. La seconda posizione di Norris è il suo primo podio in assoluto in un Gran Premio di Gran Bretagna. Il britannico eguaglia il miglior risultato in carriera ottenuto nel Gran Premio d'Italia 2021. Hamilton, terzo, e al quarto podio del campionato, ottiene il quattordicesimo podio sul circuito di Silverstone, estendendo il record di tutti i tempi che già detiene per un singolo circuito. Piastri ottiene il quarto posto, senza aver terminato più in alto dell'ottavo posto in nessuna gara precedente in stagione, nel miglior risultato in carriera durante solamente il decimo Gran Premio nella massima categoria. Russell, quinto, ottiene punti nel Gran Premio di casa per la prima volta in carriera, mentre Pérez termina sesto dopo essere partito quindicesimo. Alonso, settimo, ottiene punti per la decima gara di fila, mentre l'ottava posizione di Albon rappresenta il miglior risultato per la Williams nella gara di casa da quella dell'edizione del 2015, nel quale Felipe Massa terminò quarto e Valtteri Bottas quinto. La scuderia di Grove balza al settimo posto in classifica costruttori. Leclerc termina nono ed è la prima volta che il monegasco termina fuori le prime quattro posizioni a Silverstone nelle ultime sei partecipazioni. Il compagno di scuderia Sainz Jr. chiude decimo; lo spagnolo non ha ottenuto punti solamente una volta in stagione, la dodicesima posizione del Gran Premio d'Australia, arrivata a causa di una penalità, senza aver ancora terminato a podio in campionato. Sargeant conquista l'undicesima posizione, al suo miglior risultato in carriera. Bottas termina dodicesimo dopo essere partito ultimo. Per Max Verstappen, che ha terminato tutte le gare del campionato al primo o secondo posto, è l'ottavo hat trick (pole position, giro veloce e vittoria), dopo il precedente Gran Premio d'Austria, in carriera in Formula 1, eguagliando Alain Prost e Sebastian Vettel, al quinto posto nella classifica di tutti i tempi. L'olandese eguaglia il record di Michael Schumacher di sei vittorie consecutive ottenute dal tedesco dal Gran Premio d'Italia 2000 al Gran Premio della Malesia 2001, e diventa solamente il quinto pilota differente nella storia della categoria ad aver vinto sei gare di fila, dopo Alberto Ascari, Schumacher, vittorioso per due volte di sei gare consecutive, Sebastian Vettel e Nico Rosberg. Per il leader della classifica piloti è stata la ventinovesima gara consecutiva portata al traguardo, la striscia più lunga per un pilota della Red Bull Racing, eguagliando Daniel Ricciardo con la striscia messa a segno dal Gran Premio d'Italia 2015 al Gran Premio di Abu Dhabi 2016. Il campione del mondo segna undici podi consecutivi, a parimerito con Vettel, autore per due volte della conquista di undici podi di fila, per la quarta striscia più lunga nella storia del mondiale. Verstappen condivide con Hamilton il podio per la cinquantasettesima volta, stabilendo il record nella storia della categoria del maggior numero dei podi condivisi da due stessi piloti. La Red Bull Racing vince dieci gare consecutive dall'inizio del campionato ed eguaglia la striscia record della McLaren di undici vittorie di fila della stagione 1988, considerando il trionfo per il costruttore austriaco nell'ultima gara del campionato precedente. Nelle sessioni ufficiali durante il weekend di gara il tempo più veloce è sempre stato appannaggio di Verstappen, tranne che per la terza sessione di prove libere e per la Q1, in cui i più rapidi sono risultati, rispettivamente, Leclerc e Norris. L'olandese è risultato il più veloce nelle prime due sessioni di prove libere, in Q2 e in Q3, cui è valsa la pole position, oltre a vincere il Gran Premio segnando il giro veloce. La McLaren è il sesto costruttore differente a terminare sul podio, più di metà griglia delle squadre partecipanti al campionato. Norris è nominato il pilota del giorno per la seconda gara consecutiva con la percentuale di voti più alta, 45%, da quella ottenuta da Alonso nel Gran Premio del Bahrein, gara inaugurale, con il 53%. La McLaren, che termina il Gran Premio in seconda e quarta posizione, non aveva completato un singolo giro nelle prime cinque posizioni in questa stagione fino al precedente Gran Premio d'Austria; essa supera l'Alpine per il quinto posto nella classifica costruttori. La scuderia francese termina una striscia di cinque gare consecutive con almeno una vettura a punti. La scuderia di Woking ottiene più punti in questo appuntamento, 30, che nel resto complessivo della stagione, con 29. Due piloti britannici terminato a podio nel Gran Premio di casa per la prima volta dall'edizione del 1999 in cui David Coulthard vinse la gara preceduto da Eddie Irvine. Verstappen ha un vantaggio di 99 punti sul compagno di scuderia Pérez, il quale distacco sarebbe sufficiente per guidare da solo il campionato costruttori.

### Gran Premio d'Ungheria
Il poleman Hamilton parte male, si lascia passare sia da Max Verstappen, che dal duo della McLaren. Nelle retrovie Zhou Guanyu parte anch'esso male, tampona Daniel Ricciardo, alla prima frenata; il pilota dell'AlphaTauri, a sua volta, colpisce Pierre Gasly, che termina contro la vettura di Esteban Ocon. Le due Alpine sono costrette subito al ritiro. La direzione di gara commina cinque secondi di penalità al pilota cinese. La classifica resta invariata fino all'ottavo giro, quando Sergio Pérez prende, ad Alonso, la settima posizione, alle spalle delle due Ferrari. Al sedicesimo giro Sainz Jr., partito con le gomme morbide, si ferma ai box, per passare alle dure. Il giro dopo Hamilton monta lo stesso tipo di coperture. Ancora un giro e si fermano anche Norris e Charles Leclerc. Il pit stop del ferrarista è lento, a causa del malfunzionamento della pistola che inserisce il dado della gomma posteriore sinistra. Piastri effettua la sua prima sosta al diciannovesimo giro, e rientra in pista alle spalle di Norris che, fino al cambio gomme, era alle spalle dell'australiano.
Le due Red Bull Racing si ritrovano nelle prime due posizioni, anche se Verstappen gode di un margine di 21 secondi su Pérez. Leclerc, ora decimo, prende la posizione a Stroll. Alonso si ferma per il cambio gomme al ventunesimo passaggio. Pérez attende il venticinquesimo giro: il messicano rientra in gara settimo, dietro a Sainz Jr., ma davanti a Leclerc. La classifica vede ora, alle spalle di Verstappen, che ha cambiato le gomme al venticinquesimo giro, Norris, Piastri e Lewis Hamilton. Dietro all'ex campione del mondo è risalito Russell, che ancora non ha cambiato le gomme. Sainz Jr. sembra poter passare il pilota della Mercedes, ma proprio quando tenta il sorpasso, sopraggiunge Pérez che passa lo spagnolo. Poco dopo il pilota della Red Bull Racing passa anche Russell che, subito dopo, va ai box. Al trentesimo giro Verstappen guida con oltre sei secondi su Lando Norris, oltre 11 su Piastri, 21 su Hamilton e 26"3 sul compagno di team Pérez. Quest'ultimo è capace di avvicinarsi a Hamilton, che però si difende. Piastri e Pérez vanno alla seconda sosta, al quarantatreesimo giro, seguiti, nel giro successivo, da Leclerc. Tocca, in seguito, anche a Norris. Questo fa scalare, nella piazza d'onore, Hamilton, staccato di 33 secondi dal leader di gara. Al quarantottesimo giro Pérez prende la quarta posizione di Oscar Piastri.
Hamilton effettua la seconda sosta ai box al cinquantesimo giro, e decide di chiudere la gara con gomme medie. Rientra in pista quinto, dietro a Piastri. La direzione di gara commina, intanto, cinque secondi penalità a Leclerc, per aver superato il limite di velocità in pit lane, prima di effettuare la seconda sosta. Verstappen si ferma, ancora, solo al cinquantaduesimo giro: il giro dopo ottiene il giro veloce in gara, con 1'20"504. Il tempo, a fine gara, sarà di oltre un secondo più rapido del miglior tempo fatto segnare da tutti gli altri piloti. Il pilota olandese comanda su Norris, Pérez, Piastri, Hamilton e la coppia della Ferrari. Dopo la seconda sosta c'è il cambio di posizione fra i due piloti della scuderia italiana, con Leclerc davanti a Sainz Jr.. Al cinquantottesimo giro Hamilton raggiunge e supera Piastri, per il quarto posto. Le McLaren, competitive a inizio Gran Premio, a serbatoio scarico, non riescono a tenere il passo della concorrenza. Nella parte finale di gara anche Pérez sembra avvicinarsi a Norris, secondo, ma dovrà, invece, guardarsi dal ritorno di Hamilton, che però non potrà impensierire il messicano, nemmeno nell'ultimo passaggio. George Russell, al sessantacinquesimo giro, ha la meglio su Sainz Jr., per il settimo posto. Il britannico si avvicina a Leclerc, che non riesce a ridurre il margine che lo separa da Piastri; a causa della penalizzazione inflitta al monegasco, Russell, per prendergli la posizione, non ha bisogno di superarlo. Verstappen vince la gara, davanti a Norris e al compagno di scuderia Pérez, con 33 secondi di vantaggio sul britannico.
Il campione del mondo vince il quarantaquattresimo Gran Premio in carriera, la nona gara in stagione, la settima consecutiva, nonché il secondo successo nel Gran Premio d'Ungheria, bissando il trionfo dell'edizione precedente del 2022. Per la Red Bull Racing è l'undicesima vittoria consecutiva in stagione su altrettante gare, la centotreesima della propria storia e la quarta complessiva nel Gran Premio ungherese, la seconda consecutiva dopo il successo proprio con Verstappen un anno prima. Norris, che termina secondo per la seconda gara di fila, ottiene due podi consecutivi per la prima volta in carriera. Il britannico non aveva mai terminato sul circuito dell'Hungaroring nelle prime sei posizioni. Pérez, terzo, ottiene il primo podio sul circuito ungherese, mentre Hamilton, quarto, termina nelle prime quattro posizioni per la sesta volta nelle ultime nove gare. Il pilota britannico della Mercedes manca il podio sul circuito dell'Hungaroring per la prima volta dall'edizione 2017 della gara. Piastri termina nei primi cinque per la seconda gara consecutiva. Secondo nelle fasi iniziali della gara, il pilota australiano ha corso un Gran Premio nella posizione più alta di sempre. Russell termina sesto, terminando dodici posizioni avanti rispetto a dove è partito, la sua miglior prestazione in carriera in termini di posizioni guadagnate. Leclerc termina settimo, una posizione indietro rispetto a quella ottenuta nell'edizione precedente, mentre Alonso nono, in quel che è stato il peggior risultato per il pilota spagnolo sul circuito magiaro per la prima volta dal risultato del 2009. Stroll, decimo, termina a punti per la quarta volta nelle ultime cinque gare. Per Max Verstappen, che ha concluso ogni Gran Premio della stagione in prima o seconda posizione, è stata la settima vittoria consecutiva, e diventa il quinto pilota nella storia della categoria a vincere sette gare di fila, dopo Alberto Ascari, Michael Schumacher, Sebastian Vettel e Nico Rosberg. L'olandese è al secondo posto generale nel gruppo di piloti per il maggior numero di gare consecutive vinte, e a due lunghezze dal record di nove gare vinte di fila di Vettel nella stagione 2013. Il leader della classifica piloti ha condotto un Gran Premio per tutti i suoi giri per l'undicesima volta in carriera, eguagliando Jackie Stewart e Schumacher. Per Verstappen è stata la trentesima gara consecutiva portata al traguardo, la striscia più lunga per un pilota della Red Bull Racing, battendo il precedente record di Ricciardo, nonché l'ottenimento del dodicesimo podio consecutivo, per la quarta striscia più lunga nella storia del mondiale, dietro a Schumacher, Hamilton e Alonso. Verstappen conquista la ventiquattresima vittoria dall'inizio del campionato precedente, a parimerito con i successi totali in Formula 1 di Juan Manuel Fangio, e a una lunghezza da quelli di Jim Clark e Niki Lauda. La Red Bull Racing, al duecentocinquantesimo podio, vince undici gare consecutive dall'inizio del campionato, eguagliando la striscia della McLaren di undici vittorie di fila della stagione 1988, e segna un nuovo record battendo il costruttore britannico, dopo trentacinque anni, con dodici vittorie consecutive, considerando il trionfo nel Gran Premio di Abu Dhabi 2022, ultima gara del campionato precedente. La McLaren, al primo podio sul circuito dell'Hungaroring dalla vittoria di Hamilton nell'edizione del 2012, segna due podi di fila per la prima volta dalla stagione 2012, quando Hamilton e Jenson Button vinsero, rispettivamente, il Gran Premio degli Stati Uniti d'America e il Gran Premio del Brasile. Pérez estende il margine su Alonso in classifica piloti a 32 punti. La Red Bull Racing non ha mai chiuso la classifica piloti presentando due piloti nelle prime due posizioni. Il vincitore della gara conclude con un margine di 33"731 sul secondo classificato, il distacco più ampio da quello stabilito da Hamilton nel Gran Premio di Russia 2021. Leclerc e Sainz Jr. terminano rispettivamente settimi e ottavi, dopo aver concluso, rispettivamente, nono e decimo nel precedente Gran Premio di Gran Bretagna 2023. Entrambe le Alpine sono ritirate dopo due giri e nessuno dei due piloti raggiunge la bandiera a scacchi per la seconda gara consecutiva. Gasly fu comunque classificato a Silverstone per aver completato il 90% della distanza di gara. Ricciardo, al ritorno da pilota titolare in un Gran Premio, termina nella stessa posizione da cui è partito, la tredicesima, la stessa piazza di partenza dell'ultima gara a cui ha preso parte, con la McLaren, nel Gran Premio di Abu Dhabi 2022. I meccanici della Red Bull Racing stabiliscono il primato stagionale di tempo per una sosta ai box durante un pit stop di Pérez, con 1"98. Il precedente record apparteneva sempre alla scuderia austriaca per una sosta ai box sempre di Pérez con 2"07 nel Gran Premio di Spagna. Anche la McLaren batte il tempo stabilito in Spagna, con 2"01 per una sosta ai box di Piastri.

### Gran Premio del Belgio
Allo spegnimento dei semafori Leclerc resiste a Pérez mentre, alla prima curva, c'è un contatto tra Carlos Sainz Jr. e Oscar Piastri. L'australiano colpisce, danneggiandola, la vettura dello spagnolo; anche la vettura di Piastri è danneggiata, tanto che sarà costretto ad abbandonare la gara dopo neanche un giro completato. I danni sulla Ferrari sono così importanti da penalizzare, per il resto del Gran Premio, Sainz Jr.. Sul rettilineo del Kemmel Pérez prende la prima posizione a Leclerc; alle loro spalle si pongono Hamilton e Verstappen. Il campione del mondo, già al sesto giro, prende la terza posizione al britannico, con un sorpasso a Les Combes. Dopo tre giri l'olandese ha la meglio anche su Leclerc, portandosi in seconda posizione.
I primi pit stop sono anticipati, rispetto alle previsioni. Tra i piloti di vertice il primo a fermarsi è Fernando Alonso, che monta gomme medie. Due giri dopo è il turno per Hamilton, che cerca l'undercut su Leclerc. Il monegasco si ferma al quattordicesimo giro, così come Sergio Pérez. Verstappen attende il giro successivo: la classifica rimane invariata, con Pérez davanti a Verstappen, Leclerc, Hamilton e Alonso. Alle spalle del pilota dell'Aston Martin risale George Russell che non ha ancora effettuato la sosta, e che, al diciassettesimo giro, ha superato Stroll, anche lui ancora con le gomme della partenza. Il canadese sarà, pochi giri dopo, passato sia da Gasly che da Tsuonda. Sempre al diciassettesimo giro c'è il cambio di leader: Verstappen prende la scia di Pérez sul Kemmel, e lo supera. Nel frattempo la pioggia, non intensa, fa la sua comparsa sul tracciato: nessun pilota decide di provare con le gomme da bagnato, nemmeno intermedie.
Dopo ventiquattro tornate Verstappen gode di un vantaggio di oltre cinque secondi su Pérez, quasi 13 su Leclerc, 15 su Hamilton e 28 su Alonso. Al venticinquesimo giro Sainz Jr., penalizzato dai danni subiti per il contatto al via, opta per il ritiro. Lando Norris, ultimo al diciottesimo giro, sfruttando le soste degli altri piloti, recupera diverse posizioni, portandosi in zona punti, già al ventiquattresimo giro; dopo altre soste, e un sorpasso su Lance Stroll, il britannico è settimo, alle spalle del connazionale Russell. Inizia la seconda tornata di soste, anche per i piloti al comando. Al ventottesimo passaggio effettua il suo secondo pit stop Hamilton, che monta le gomme soft. La scelta è copiata da Charles Leclerc. Al rientro in pista il monegasco non viene attaccato da Hamilton, che prima deve passare Alonso, a La Source. Pérez si ferma al trentesimo giro, una tornata prima di Verstappen. La graduatoria rimane inalterata. Al trentanovesimo giro Esteban Ocon prende la nona posizione a Tsunoda. Due giri dopo il francese passa anche Stroll. Al penultimo giro Hamilton, che gode di un buon margine su Alonso, va ai box, monta gomme medie, e strappa il giro veloce a Verstappen. L'olandese vince la gara, davanti al compagno di team Pérez. Al terzo posto chiude Leclerc.
Il campione del mondo vince il quarantacinquesimo Gran Premio in carriera, la decima gara in stagione, l'ottava consecutiva, nonché il terzo successo consecutivo nel Gran Premio del Belgio, eguagliando le vittorie in questo appuntamento di Juan Manuel Fangio, Damon Hill e Sebastian Vettel, e bissando il trionfo nella Sprint. Per la Red Bull Racing, alla ventisettesima doppietta, la seconda consecutiva nel Gran Premio del Belgio, e la prima da quella ottenuta nel Gran Premio di Miami, è la dodicesima vittoria consecutiva in stagione su altrettante gare, la centoquattresima della propria storia e la sesta complessiva nel Gran Premio belga, nonché gli ultimi tre successi consecutivi. Per Pérez, al trentatreesimo podio, e superando il totale in carriera di Ricciardo, la seconda posizione è il miglior risultato in stagione dal Gran Premio di Miami. Leclerc, terzo, ottiene il terzo podio dell'anno, mentre Hamilton, quarto, ottiene punti in tutte le gare fin qui disputate. Il britannico, con il punto addizionale nel sessantatreesimo giro più veloce in carriera, si trova a una lunghezza nella lotta per il terzo posto in classifica piloti dietro ad Alonso, il quale termina quinto nella gara belga per la seconda edizione consecutiva, al trecentosettantesimo Gran Premio nella categoria. Russell conclude sesto per il secondo Gran Premio di fila. Norris e Stroll eguagliano il loro miglior risultato nel Gran Premio del Belgio, quello dell'edizione del 2020, con rispettivamente la settima e nona posizione. Stroll non ha concluso nelle prime otto posizioni nelle ultime cinque gare. Con l'ottava posizione e a punti per la prima volta dal Gran Premio del Canada, Ocon ottiene punti sul circuito di Spa-Francorchamps nelle sue ultime sei consecutive apparizioni. Tsunoda, decimo per la terza volta in campionato, ottiene punti per la prima volta dal Gran Premio d'Azerbaigian. Il giapponese ha ottenuto tutti i punti in stagione dell'AlphaTauri, terminando davanti al compagno di scuderia Ricciardo, alla seconda gara con il costruttore di Faenza. Gasly termina undicesimo, ma ha ottenuto più punti, sei, grazie al terzo posto della Sprint, di quelli ottenuti da Ocon, quattro, con l'ottava posizione. Per Max Verstappen, che ha concluso ogni Gran Premio della stagione in prima o seconda posizione, è stata l'ottava vittoria consecutiva, diventando il primo pilota nella storia della categoria a vincere otto appuntamenti consecutivi, al secondo posto generale nella storia del mondiale tra i piloti artefici del maggior numero di vittorie di fila. L'olandese è a una lunghezza dal record di nove gare vinte di fila di Vettel nella stagione 2013. Per Verstappen è stato il tredicesimo podio consecutivo, per la quarta striscia più lunga nella storia del mondiale, dietro a Michael Schumacher, Hamilton e Alonso. Il campione del mondo vince partendo dalla sesta posizione, eguagliando il record di vittorie in carriera di Alonso da nove diverse posizioni in griglia di partenza. La Red Bull Racing vince dodici gare consecutive dall'inizio del campionato, battendo il primato della McLaren di undici vittorie di fila dell'inizio del campionato della stagione 1988, ed estende il proprio record con tredici vittorie consecutive, considerando il trionfo nel Gran Premio di Abu Dhabi 2022, ultima gara del campionato precedente. Il costruttore austriaco sigla cinque doppiette stagionali, eguagliando il record del 2022 del maggior numero di doppiette messe a segno in una singola stagione. Verstappen trionfa con un margine di 22"305 sul secondo classificato Pérez, mentre nell'edizione precedente, partendo quattordicesimo, vinse con un distacco di 17"841, sempre sul compagno di scuderia. Pérez termina a quattro secondi e mezzo da Verstappen rispetto a quando è arrivato secondo dietro al suo compagno di squadra lo scorso anno. Con 314 punti ottenuti, Verstappen ha già superato il totale dei punti conquistati da Vettel nel 2010 (256 punti) e nel 2012 (281 punti), stagioni in cui il tedesco si laureò, rispettivamente, campione del mondo per la prima e terza volta. Al successivo Gran Premio d'Olanda Verstappen parteciperà alla gara di casa senza non aver vinto una gara o la Sprint da quattro mesi, con l'ultimo successo, diverso dal pilota olandese, appannaggio del compagno di squadra Pérez nel Gran Premio d'Azerbaigian. Leclerc non riesce a trionfare nelle ultime nove gare in carriera in cui è partito dalla prima posizione, mentre il compagno di squadra Sainz Jr. è ritirato nel Gran Premio del Belgio per la quarta volta, e la prima in stagione. Nell'edizione del 2020 non prese il via. Per Piastri è il primo ritiro da quello del Gran Premio del Bahrein, gara inaugurale del campionato, che rappresentò il debutto per il pilota australiano nella massima categoria. L'Alfa Romeo non ottiene punti da quattro gare. È stato il terzo Gran Premio del Belgio più veloce della storia, con l'attuale configurazione della pista e la distanza di gara prevista, dopo l'edizione del 2007 e quella del 2021, quest'ultima contrassegnata da un solo giro compiuto a causa di avverse condizioni meteorologiche, il quale rappresentò il Gran Premio più corto della storia della Formula 1. Tutti i piloti arrivati al traguardo sono classificati a pieni giri, senza che nessuno sia stato doppiato.

### Gran Premio d'Olanda
Verstappen, partito in pole position, tiene la testa, resistendo a Norris, mentre Fernando Alonso, sfruttando la parte interna della curva 3, prende la posizione a Russell e Albon. Già nel corso del primo giro inizia a piovere, e molti piloti decidono subito di passare alla gomme da bagnato intermedio. Tra questi Leclerc, danneggiato da un contatto al primo giro con Piastri. Ai box, per il ritardo nella decisione di cambiare le gomme, non ancora pronte, il ferrarista perde diversi secondi. Nel giro seguente quasi tutti i piloti che non hanno montato le gomme da bagnato, al termine del primo giro, passano ai box. In testa si ritrova Sergio Pérez, seguito da Russell, Zhou Guanyu, Gasly e Verstappen. Al quarto giro anche Russell, Norris e Hamilton decidono di passare alle gomme da pioggia. Pérez allunga su Zhou, passato da Verstappen al settimo giro; il campione del mondo, nel giro precedente, aveva superato Gasly. Nel frattempo Alonso prende la quinta posizione a Leclerc. Il monegasco, con una monoposto danneggiata, fa passare Carlos Sainz Jr..
Al decimo giro Gasly supera Zhou. La pista è rapida ad asciugarsi, tanto che i piloti iniziano a fermarsi ai box, per passare alle gomme slick. Al dodicesimo giro si fermano Verstappen, Gasly e Leclerc, al quale viene anche cambiato il musetto. Pérez, leader della gara, viene fermato solo nel giro successivo: questa scelta della Red Bull Racing favorisce il ritorno al comando per Verstappen. Alle spalle del campione del mondo c'è Pérez, seguito da Alonso, Gasly, Sainz Jr., Zhou e Magnussen. Poco dopo Logan Sargeant perde la sua vettura alla curva 8. La direzione di gara, per recuperare la monoposto, invia in pista la safety car. Nel frattempo Gasly è penalizzato di cinque secondi, per eccesso di velocità in pit lane. Alla ripartenza della gara nella valenza agonistica Verstappen mantiene la vetta. Al ventitreesimo giro Albon prende a Magnussen la settima posizione. Il danese verrà, in seguito, superato anche da Esteban Ocon e Tsunoda. Continuano le difficoltà per Leclerc, che cede, di giro in giro, diverse posizioni, allontanandosi dalla zona dei punti.
Al venticinquesimo giro Albon passa anche Zhou; il cinese dell'Alfa Romeo verrà poi passato anche da Ocon e Tsunoda. Dopo 40 giri Max Verstappen conduce con sei secondi di vantaggio su Pérez, 11 su Alonso, 13"6 su Gasly e 17"3 su Sainz Jr.. Nel giro successivo si ritira Leclerc per i danni riportati al fondo della vettura dopo il contatto al via con Piastri. Il compagno di squadra Sainz Jr. si ferma ai box il giro dopo, per montare gomme a mescola morbida. Nei giri successivi si fermano tutti i piloti nelle prime posizioni. Verstappen si ferma solo al cinquantesimo giro, e resta primo. Alonso, che subisce un rallentamento ai box durante il cambio gomme, viene passato da Sainz Jr., che aveva preso già la posizione a Gasly, che ha scontato, ai box, i cinque secondi di penalità. Il pilota dell'Aston Martin impiega un paio di giri per recuperare la terza posizione. Al sessantesimo giro Sainz Jr. deve cedere anche a Pierre Gasly.
La previsione di pioggia forte si realizza attorno al sessantesimo giro; Pérez e Sainz Jr. vanno subito ai box, per montare le intermedie, assieme a Gasly e Hamilton. Il giro dopo fanno la stessa scelta anche Verstappen e Alonso. Pérez esce alla prima curva, per la forte pioggia, e viene passato da Alonso, ma rientra in pista. Nel giro seguente esce, nello stesso punto, Zhou. La direzione di gara decide per interrompere la gara con bandiera rossa, proprio mentre Pérez è ai box, per montare gomme da bagnato estremo. La classifica è quella del giro precedente all'interruzione, in cui Pérez è ancora davanti a Gasly. La gara riprende dopo circa tre quarti d'ora: ai piloti che sono stati fermati prima di completare il giro ne viene imposto uno supplementare, prima di riprendere la safety car. Alla ripartenza Verstappen resta primo, ma viene tallonato da Alonso, che distanzia Pérez, terzo. Il messicano è penalizzato di cinque secondi, per eccesso di velocità ai box. Hamilton pressa Sainz Jr., ma senza riuscire a passarlo. Verstappen vince davanti ad Alonso e Pérez. Quest'ultimo, vista la penalizzazione, retrocede al quarto posto. A podio va Pierre Gasly.
Il campione del mondo vince il quarantaseiesimo Gran Premio in carriera, l'undicesima gara in stagione, la nona consecutiva, nonché il terzo successo consecutivo nel Gran Premio di casa in tutti quelli fin qui disputati fin da quando la corsa è tornata in calendario nella stagione 2021, eguagliando le vittorie in questo appuntamento di Jackie Stewart e Niki Lauda. Per la Red Bull Racing è la tredicesima vittoria consecutiva in stagione su altrettante gare, la centocinquesima della propria storia e la terza complessiva in tutti i Gran Premi d'Olanda fin qui corsi, eguagliando i successi della McLaren. Alonso, secondo, ottiene il settimo podio in stagione, il primo da quello del Gran Premio del Canada, ed estende il margine su Hamilton per la lotta del terzo posto in classifica piloti a dodici punti, dopo che i due ne erano separati da uno solo dopo il precedente Gran Premio del Belgio. Gasly, terzo, e senza aver conquistato punti nei tre precedenti appuntamenti olandesi, termina a podio in gara per la prima volta dal Gran Premio d'Azerbaigian 2021, il primo con l'Alpine, dopo il podio conquistato nella Sprint nella precedente gara belga. Pérez termina quarto e perde il piazzamento sul podio in favore del francese per la velocità minima non rispettata in pit lane, durante una sosta. La quinta posizione di Sainz Jr., ora la stessa in classifica piloti, è il suo miglior piazzamento sul circuito di Zandvoort, mentre Hamilton termina sesto, avendo concluso solo una volta in stagione fuori dalle prime posizioni, nel Gran Premio d'Austria, ottavo. Norris termina settimo per la seconda gara consecutiva, così come nella precedente edizione della corsa. Con l'ottava posizione, Albon ottiene un piazzamento nei primi otto per la terza volta nelle ultime sei gare, mentre Piastri, nono, ottiene due punti nel giorno del quarantasettesimo compleanno del manager e connazionale Mark Webber. Ocon completa la zona punti, finendo per due volte nono e decimo in tre partecipazioni nella gara olandese. Per Max Verstappen, che ha concluso ogni Gran Premio della stagione in prima o seconda posizione, al novantesimo podio in carriera, è stata la nona vittoria consecutiva, eguagliando la striscia record di vittorie consecutive in stagione, iniziata nel Gran Premio di Miami, appannaggio di Sebastian Vettel della stagione 2013, sempre con il costruttore austriaco. Per Verstappen, vittorioso dopo aver effettuato per sei volte una sosta ai box, è stato il quattordicesimo podio consecutivo dal Gran Premio di Abu Dhabi 2022, a una lunghezza dalla terza striscia più lunga nella storia del mondiale appannaggio di Alonso. Per la dodicesima volta consecutiva, il leader della classifica piloti vince la gara partendo dalla pole position, eguagliando il record di Michael Schumacher stabilito tra il Gran Premio di San Marino 2003 e il Gran Premio del Giappone 2004. L'undicesima vittoria stagionale di Verstappen supera il totale ottenuto nel suo primo anno in cui conquistò il titolo nella stagione 2021, ed eguaglia il maggior numero di vittorie appannaggio di Hamilton in qualsiasi campionato. L'olandese ha condotto seicentoventotto giri in stagione, più di quelli condotti nel 2022 con seicentosedici, al settimo posto nella classifica di tutti i tempi e solamente centoundici in meno rispetto al record di Vettel con settecentotrentanove. Verstappen eguaglia il primato di Jenson Button, nel Gran Premio del Canada 2011, come il pilota vincitore di un Gran Premio con il più alto numero di pit stop, con sei. La Red Bull Racing vince tredici gare consecutive dall'inizio del campionato ed estende il proprio record con quattordici vittorie di fila, considerando il trionfo nel Gran Premio di Abu Dhabi 2022, ultima gara del campionato precedente. Alonso segna il giro più veloce in gara per la prima volta dal Gran Premio d'Ungheria 2017 con la McLaren, il ventiquattresimo in carriera, al pari di Niki Lauda, e al decimo posto nella classifica di tutti i tempi per il maggior numero di giri più veloci registrati. Lo spagnolo segna un nuovo record per il margine più ampio tra il primo giro veloce segnato in carriera, nel Gran Premio del Canada 2003, e l'ultimo in questa gara, con venti anni, due mesi e dodici giorni, con una differenza di trecentoottantasei Gran Premi tra i due appuntamenti. Con la seconda posizione, Alonso batte il record di Michael Schumacher per l'intervallo più lungo tra il primo e l'ultimo podio della carriera, con 7 399 giorni, dopo il primo conquistato nel Gran Premio della Malesia 2003. Con la seconda posizione e il giro più veloce, Alonso ottiene più punti con l'Aston Martin nelle prime tredici gare dell'anno, 168, di quelli ottenuti con l'Alpine nelle due precedenti stagioni, con 162. La scuderia britannica sigla il primo giro più veloce in gara da costruttore, il quarantatreesimo team diverso nella storia del mondiale, il primo dall'AlphaTauri, la quale registrò il giro più veloce nel Gran Premio d'Ungheria 2021 con Gasly. L'Aston Martin termina a podio sul circuito di Zandvoort per la prima volta, sessantaquattro anni dopo aver fatto il suo debutto nella categoria su questa pista con Roy Salvadori e Carroll Shelby. Il bottino di 15 punti ottenuto da Gasly con il terzo posto è quasi la metà di quello che ha ottenuto complessivamente nei dodici Gran Premi precedenti, con l'Alpine che riduce il divario con la McLaren a 38 punti nella lotta per la quinta posizione nel campionato costruttori. Per Leclerc è stato il terzo ritiro stagionale, il primo da quello nel Gran Premio d'Australia. L'Alfa Romeo non ottiene punti da cinque gare, mentre la Haas da otto. Il debuttante Lawson termina tredicesimo. Il neozelandese, Stroll e Russell eguagliano il primato di Alain Prost del Gran Premio d'Europa 1993 per il maggior numero di pit stop effettuati in gara, con sette. È stato il secondo Gran Premio della stagione caratterizzato dall'esposizione della bandiera rossa in gara, dopo il Gran Premio d'Australia, nonché il primo Gran Premio d'Olanda della storia oggetto di un'interruzione. È stato il Gran Premio oggetto del più alto numero di pit stop nella storia della Formula 1, con 89, battendo il precedente primato di 88 soste del Gran Premio d'Ungheria 2011, nonché del maggior numero di sorpassi in una singola gara con 186, dopo il primato dei 161 del Gran Premio di Cina 2016 e dei 147 su gara bagnata del Gran Premio del Brasile 2012, oltre al maggior numero di sorpassi sul giro singolo, con 63. Tutti i piloti arrivati al traguardo sono classificati a pieni giri, senza che nessuno sia stato doppiato, per la seconda gara consecutiva.

### Gran Premio d'Italia
Carlos Sainz Jr., partito in pole position, resiste all'attacco di Verstappen, al via, mentre Leclerc si avvicina al campione del mondo, senza essere capace di attaccarlo. Alle spalle dei primi tre ci sono Russell, Pérez e Piastri. L'australiano viene passato alla Roggia da Alexander Albon. I due piloti della Red Bull Racing cercano, nei primi giri, di superare i loro avversari diretti. In varie occasioni sia Verstappen che Pérez attaccano, alla prima variante, rispettivamente, Sainz Jr. e Russell. Al quattordicesimo giro il messicano sorpassa il pilota della Mercedes, tagliando però la seconda curva, essendo così costretto a restituire la posizione. Il giro successivo Sainz Jr. blocca in frenata, alla prima staccata; questo consente a Verstappen di affiancare lo spagnolo. I due proseguono appaiati fino alla Variante della Roggia, dove l'olandese ha la meglio, portandosi al comando.
Al sedicesimo giro anche Sergio Pérez prende la posizione a Russell. Quest'ultimo, e Sainz Jr., effettuano la sosta al ventesimo giro, seguiti, nel giro successivo, da Verstappen e Leclerc. Si trova così al comando Pérez. Leclerc rientra in pista al sopraggiungere di Sainz Jr.: lo spagnolo tiene la posizione. Dopo la sosta di Pérez, va al comando Piastri, e dopo il pit stop del pilota della McLaren, si trova primo Lewis Hamilton, uno dei pochi piloti ad essere partito con gomme dure. Al venticinquesimo passaggio Max Verstappen supera l'ex campione del mondo, e si riporta al comando. Poco prima della sosta il pilota della Mercedes è passato anche dal duo della Ferrari.
Al trentesimo giro Verstappen conduce con 5"8 su Sainz Jr., 6"8 su Leclerc e 7"5 su Pérez. Due giri dopo il messicano della Red Bull Racing supera Leclerc, alla prima variante. In seguito si mette a caccia di Sainz Jr., senza però riuscire a distanziare Leclerc. Al quarantaduesimo giro Hamilton ha un contatto con Oscar Piastri alla Roggia, nella lotta per l'ottava posizione. I due vanno nella via di fuga. Il pilota della McLaren ha l'ala danneggiata, tanto che Hamilton viene penalizzato di cinque secondi sul tempo di gara. Hamilton, però, nei giri successivi, passa sia Lando Norris, che Albon, salendo in sesta posizione. La lotta tra Sainz Jr. e Pérez, per il secondo posto, si protrae per diversi giri. Solo al quarantaseiesimo giro Pérez avrà la meglio sul ferrarista, passandolo alla prima variante. Negli ultimi giri Sainz Jr. dovrà difendersi, a più riprese, da Leclerc che, senza successo, tenterà di prendergli la terza posizione.
Max Verstappen vince il quarantasettesimo Gran Premio in carriera, la dodicesima gara in stagione, la decima consecutiva, nonché il secondo successo consecutivo nel Gran Premio d'Italia, bissando il trionfo dell'edizione del 2022. Per la Red Bull Racing è la quattordicesima vittoria consecutiva in stagione su altrettante gare, la centoseiesima della propria storia e la quarta complessiva all'Autodromo nazionale di Monza, la seconda consecutiva dopo il successo proprio con Verstappen nel 2022, nonché la sesta doppietta in stagione grazie al secondo posto di Pérez, la ventottesima della propria storia, e la prima da quella ottenuta nel Gran Premio del Belgio. Per Pérez la seconda posizione è stato il primo podio a Monza dalla stessa ottenuta nell'edizione del 2012 alla guida della scuderia allora denominata Sauber. Sainz Jr. è terzo e ottiene il primo podio stagionale. Lo spagnolo termina con un distacco di 11"193 dal vincitore Verstappen, il divario più basso per un pilota diverso dalla Red Bull Racing in un Gran Premio completato interamente sotto la bandiera verde. Il pilota della Ferrari ha condotto quattordici giri, il margine più ampio in cui un pilota non alla guida della Red Bull Racing ha condotto una gara in campionato. Con la quarta posizione di Leclerc, la scuderia di Maranello, che supera l'Aston Martin per la terza posizione nel mondiale costruttori, presenta due vetture nelle prime quattro posizioni per la prima volta in stagione. Russell, quinto, termina nei primi cinque per la prima volta dal Gran Premio di Gran Bretagna, mentre Hamilton, sesto, conclude nella stessa posizione del precedente Gran Premio d'Olanda. Hamilton non è salito sul podio a Monza a partire dall'edizione del 2020. Con la settima posizione, Albon eguaglia il suo miglior risultato stagionale e della Williams, appannaggio del Gran Premio del Canada. Il thailandese ottiene punti per la seconda gara di fila per la prima volta da quando corre per il costruttore britannico. Norris è ottavo a mantiene il record di punti conquistati in tutte le cinque apparizioni nel Gran Premio d'Italia. Alonso, nono, ottiene punti a Monza solamente per la seconda volta negli ultimi dieci anni, dopo l'ottava posizione con l'Alpine nell'edizione del 2021. Bottas completa la zona punti, dopo averne ottenuto solamente uno nelle ultime dodici gare, grazie alla decima posizione del Gran Premio del Canada, gara in cui l'Alfa Romeo aveva ottenuto punti per l'ultima in campionato. Lawson conquista l'undicesima piazza, al miglior risultato per qualsiasi pilota che ha guidato questa vettura in stagione, dopo il dodicesimo posto di De Vries nel Gran Premio di Monaco e il tredicesimo del subentrante Ricciardo nel Gran Premio d'Ungheria. Con Hülkenberg diciassettesimo e Magnussen diciottesimo entrambe le Haas sono state le uniche due vetture doppiate. Tsunoda subisce un guasto meccanico prima di iniziare la gara per la seconda volta in tre apparizioni a Monza, dopo quanto accaduto nel 2021. Con Alonso nono e Stroll sedicesimo, per l'Aston Martin è il peggior risultato in stagione. Per Max Verstappen, che ha concluso ogni Gran Premio della stagione in prima o seconda posizione, è stata la decima vittoria consecutiva, stabilendo il nuovo primato nella storia della Formula 1 per il maggior numero di vittorie consecuive, imbattuto dal 7 maggio, giorno del Gran Premio di Miami, e battendo il precedente record del tedesco Sebastian Vettel di nove vittorie consecutive registrate nella stagione 2013, con lo stesso costruttore. Per il campione del mondo è stato il quindicesimo podio consecutivo dal Gran Premio di Abu Dhabi 2022, eguagliando la terza striscia più lunga nella storia del mondiale appannaggio di Alonso. Il leader della classifica piloti diventa il primo pilota nella storia del mondiale a trionfare nelle quattro gare classiche presenti in calendario fin dalla stagione inaugurale del 1950, dopo i successi nel Gran Premio di Monaco, nel Gran Premio di Gran Bretagna e nel Gran Premio del Belgio. Fin dall'inizio del campionato precedente, per Verstappen è stata la ventisettesima vittoria, pareggiando lo stesso numero di successi nel mondiale di Jackie Stewart, che fu il record di vittorie assolute nella categoria dal 1973 al 1987. L'olandese ha un margine di centoquarantacinque punti in classifica piloti sul secondo Pérez, ovvero più di sei vittorie con otto Gran Premi al termine. La Red Bull Racing vince quattordici gare consecutive dall'inizio del campionato ed estende il proprio record con quindici vittorie di fila, considerando il trionfo nel Gran Premio di Abu Dhabi 2022, ultima gara del campionato precedente. Il costruttore austriaco diventa il primo team nella storia della categoria a vincere quindici gare di fila, trionfando in ventiquattro delle ultime venticinque gare. La scuderia di Milton Keynes segna la sesta doppietta stagionale, la prima nel Gran Premio d'Italia, stabilendo il primato nella storia del costruttore per il maggior numero di doppiette in una singola stagione dopo le cinque messe a segno nel campionato precedente. Pérez ha il distacco di punti più alto che abbia mai avuto in tutta la stagione su Alonso, terzo in classifica, con 49. La Red Bull Racing non ha mai concluso un campionato presentando due piloti nelle prime due posizioni in classifica. Piastri segna il primo giro più veloce in carriera, diventando il centotrentasettesimo pilota differente nella storia del mondiale a ottenere questo riconoscimento, il primo da Daniil Kvjat nel Gran Premio di Spagna 2016. Il punto addizionale del giro più veloce non viene assegnato per la prima volta dal Gran Premio del Bahrein, gara inaugurale del campionato, per l'ottava volta complessiva dopo essere stato reintrodotto nella stagione 2019, in quanto ottenuto dall'australiano, dodicesimo all'arrivo, fuori dalle prime dieci posizioni. Alonso ha percorso un totale di 20 000 giri in carriera in Formula 1. È stato il Gran Premio oggetto della durata della distanza di gara più corta della storia della categoria, senza contare le gare terminate prematuramente, con 1h13'41"143, seppur percorrendo due giri in meno rispetto al precedente primato stabilito nell'edizione del 2003 dello stesso Gran Premio, con 1h14'19"838. Per la prima volta, il Gran Premio d'Italia non è stato coperto nell'attuale distanza di gara prevista valevole dall'edizione del 2003 di 53 giri, pari a 306,720 km, ma accorciato di due tornate per l'annullamento della procedura di partenza. È stato il primo Gran Premio della stagione a non aver coperto la distanza programmata prevista. Tutte le sessioni del Gran Premio si sono disputate su pista asciutta per la prima volta dal Gran Premio di Miami. La corsa non ha visto né l'utilizzo delle bandiere gialle, né della safety car e né della virtual safety car per la prima volta dal Gran Premio di Spagna.

### Gran Premio di Singapore
Alla partenza Sainz Jr. mantiene la testa, seguito da Leclerc, che passa Norris. Subito dietro Lewis Hamilton arriva lungo alla seconda curva, rientrando in gara davanti a Russell. L'ex campione del mondo cede poi, a causa della manovra, la posizione al compagno di scuderia e, qualche giro dopo, cederà anche la quarta posizione, a Norris. Seguono Alonso, Ocon, Magnussen e Hülkenberg. La classifica, almeno nella parte alta della graduatoria, rimane invariata per molti giri. Dopo dieci tornate Sainz Jr. comanda con otto decimi di margine su Leclerc, tre secondi su Russell, 4"4 su Norris. Risale invece Max Verstappen che, sempre dopo dieci giri, è ottavo. I tecnici della Ferrari invitano Leclerc a mantenere un divario da Sainz Jr. di tre secondi, per non rovinare le gomme.
Al diciannovesimo giro Logan Sargeant perde il controllo della sua monoposto e termina contro le barriere; il pilota della Williams riesce a rientrare ai box, anche se col musetto incastrato sotto la vettura. A causa dei detriti lasciati sul tracciato, la direzione di gara invia in pista la vettura di sicurezza. Vanno ai box le due Ferrari, le due Mercedes e le due McLaren. Leclerc, rientrato dopo Sainz Jr., perde alcuni secondi, per evitare il contatto con altre vetture, e rientra in pista alle spalle di Russell e Norris. Non si sono fermate le due Red Bull Racing: Verstappen è così secondo, alle spalle di Sainz Jr., mentre Pérez è quarto, tra Russell e Norris. Alonso, invece, arriva troppo veloce alla corsia di entrata ai box, esce dalla riga di delimitazione, prima di rientrare verso la sua piazzola. Viene così penalizzato di cinque secondi.
Alla ripartenza George Russell attacca presto Verstappen, recuperando, al ventiquattresimo giro, la piazza d'onore; nello stesso giro Hamilton passa Leclerc. Un giro dopo il campione del mondo cede anche a Norris e, in seguito, anche a Hamilton. Qualche tornata dopo anche Leclerc passerà il pilota olandese. Russell, nel frattempo, si avvicina a Sainz Jr.. Il ritmo dello spagnolo non è particolarmente veloce, nel tentativo di preservare le gomme, fino a fine gara. Al trentasettesimo giro Fernando Alonso cerca di passare Pérez, per il settimo posto, ma senza successo. La manovra favorisce però Ocon, che passa lo spagnolo. Le due Red Bull Racing attendono tra il trentanovesimo e quarantesimo giro per effettuare la loro sosta al cambio gomme.
La classifica vede sempre al comando Sainz Jr. che precede Russell, Norris, Hamilton e Leclerc. Al quarantatreesimo giro si ritira, per un guasto tecnico, Esteban Ocon. Il pilota francese lascia la sua Alpine nei pressi della zona di uscita dei box, costringendo la direzione di gara a determinare il regime di virtual safety car. La Mercedes fa rientrare ai box sia Russell che Lewis Hamilton, per fare montare loro gomme medie. La corsa riprende così, nella sua valenza agonistica, con Sainz Jr. davanti a Norris, Charles Leclerc e il duo della Mercedes. Le due vetture tedesche sono molto veloci e recuperano il gap verso il trio al comando. Al quarantanovesimo giro Russell ha un ritardo di undici secondi e mezzo sul leader di gara Sainz Jr., ma recupera più di un secondo al giro. A nove giri dal termine Russell e Hamilton passano Leclerc e si portano, molto presto, vicini a Lando Norris. Sainz Jr., per consentire al pilota della McLaren di resistere agli attacchi dei piloti della Mercedes e quindi rallentarli nella loro rimonta, comanda con meno di un secondo di margine, per consentirgli l'uso del DRS. Russell cerca di attaccare Norris, che però resiste. Vista la difficoltà di superare la McLaren, Hamilton chiede alla sua scuderia di poter passare Russell, a sua volta. Nell'ultimo giro Russell colpisce il muro e termina contro le barriere, in una staccata, consentendo a Sainz Jr. e Norris di chiudere la gara, senza pressione, ai primi due posti.
Il pilota spagnolo della Ferrari vince il secondo Gran Premio in carriera, la prima gara in stagione, nonché il primo successo dal Gran Premio di Gran Bretagna 2022, al secondo podio consecutivo del campionato. Per la scuderia di Maranello è il duecentoquarantatreesimo successo della propria storia, la prima vittoria in campionato, nonché la prima da quella ottenuta nel Gran Premio d'Austria 2022 con Leclerc, e il primo successo nel Gran Premio di Singapore dall'edizione del 2019 con Sebastian Vettel. La Ferrari diventa il costruttore con il maggior numero di successi in questo appuntamento, con cinque, considerando l'edizione del 1970, non valida per il campionato mondiale. Grazie al secondo posto di Norris, la McLaren ottiene il primo podio nel Gran Premio di Singapore dall'edizione del 2012 con Jenson Button. Per il britannico è il terzo podio stagionale, a una lunghezza dal maggior numero di podi conquistati in una singola stagione, quattro, nel 2021. Hamilton, terzo, ottiene il primo podio dal Gran Premio di Gran Bretagna. Egli supera Alonso per il terzo posto in classifica piloti, occupando questa piazza in classifica generale per la prima volta dal Gran Premio del Bahrein 2022, prima gara della stagione precedente. Leclerc termina quarto per la seconda gara consecutiva, mentre Verstappen, quinto, e che per la prima volta termina in stagione al di fuori delle prime due posizioni, termina una striscia di quindici podi consecutivi, la terza più lunga della storia della categoria, al pari di Alonso. Gasly, sesto, ottiene il miglior risultato sul circuito di Marina Bay. Per l'Alpine è il miglior risultato a Singapore dalla corsa del 2017 quando il costruttore correva sotto la denominazione di Renault. Piastri, settimo, ottiene punti nel suo primo Gran Premio di Singapore, per la sesta volta in campionato, dopo essere stato eliminato in Q1. Pérez, alla duecentocinquantesima partenza in un Gran Premio di Formula 1, e che ha condotto questa gara dal primo all'ultimo giro nell'edizione precedente, termina ottavo. Lawson, nono, ottiene i primi punti in carriera, al terzo Gran Premio. Egli è il trecentocinquantesimo pilota differente della storia della Formula 1 a ottenere punti, il primo neozelandese da Brendon Hartley nel Gran Premio degli Stati Uniti d'America 2018 con la scuderia allora denominata Toro Rosso. È stata anche la prima volta che questa vettura ottiene punti in stagione, senza che in precedenza Nyck de Vries o Daniel Ricciardo ci fossero riusciti. Magnussen, decimo, eguaglia la miglior prestazione dell'anno ottenuta nel Gran Premio d'Arabia Saudita e nel Gran Premio di Miami, entrambi sedi di circuiti cittadini. La Haas ottiene punti in gara per la prima volta proprio dalla gara in Florida, dopo quelli ottenuti nella Sprint del Gran Premio d'Austria. Alonso, quindicesimo, non ottiene punti per la prima volta in stagione. Nel corso del ventiseiesimo giro, lo spagnolo percorre 100 000 km in Formula 1. Alla trecentosettantesima partenza in un Gran Premio della massima categoria, Alonso ha partecipato a più di un terzo di tutte le gare della storia, per una media di 270 km a gara. Russell, classificato sedicesimo per aver completato il 90% della distanza di gara dopo l'incidente nell'ultimo giro, non conquista punti per la seconda volta nelle ultime tre gare. Ocon è ritirato nel giorno del suo ventisettesimo compleanno, per la seconda gara di fila, e al quarto ritiro nelle ultime sei gare. Tsunoda è ritirato, senza che abbia completato un giro per la seconda gara di fila, dopo non essere partito nel precedente Gran Premio d'Italia. Sainz Jr. è il sesto vincitore differente a Singapore e il secondo non campione del mondo dopo Pérez col trionfo nel 2022. Lo spagnolo conduce un Gran Premio dal primo all'ultimo giro per la prima volta in carriera, il cinquantanovesimo pilota a riuscirci nella storia del mondiale, diventando il terzo vincitore differente in stagione, dopo Verstappen e il messicano. Lo spagnolo è il primo vincitore diverso da un pilota della Red Bull Racing dal Gran Premio di San Paolo 2022. Sainz Jr. è il primo pilota di questa nazionalità a trionfare nel Gran Premio di Singapore da Alonso nell'edizione del 2010, sempre con la Ferrari. Egli termina una striscia record di dieci vittorie consecutive di Verstappen, iniziata nel Gran Premio di Miami, così come la Ferrari, il secondo costruttore diverso a trionfare in stagione dopo la Red Bull Racing, interrompe la striscia record di quindici vittorie consecutive da parte del team austriaco, considerando il successo nel Gran Premio di Abu Dhabi 2022, ultimo appuntamento del campionato precedente. La scuderia di Milton Keynes, che non riesce a vincere solamente per la seconda volta negli ultimi ventisei Gran Premi, termina una striscia di nove successi avvenuta su circuiti cittadini. Tutti i piloti arrivati al traguardo sono classificati a pieni giri, per la prima volta dal Gran Premio d'Olanda. Per la prima volta dal Gran Premio d'Austria 2020, il podio è appannaggio di un pilota della Ferrari, di uno della McLaren e di uno della Mercedes, e presenta due ex compagni di squadra alla McLaren. Su quattordici edizioni disputate della corsa, la safety car è sempre stata chiamata in causa almeno per una volta, per un totale di ventiquattro interventi. È stato il Gran Premio di Singapore più veloce della storia, corso a una media di 172,274 km/h, e completato interamente per la distanza prevista, quest'ultima nuova a partire da questa edizione per via del cambio di layout, per la prima volta dalla gara del 2019. Il Gran Premio viene vinto dal pilota partente in pole position per la nona volta su quattordici gare disputate. È stato il secondo Gran Premio della stagione, dopo quello d'Australia, in cui i primi due classificati sono separati dal margine più basso, con 0"812. Il tempo del giro più veloce di 1'35"867 di Hamilton rappresenta il rilievo cronometrico più rapido in gara sul circuito di Marina Bay, con la nuova configurazione, a una media di 185,507 km/h, la più alta mai registrata in gara sul tracciato cittadino. È anche il tempo più rapido in condizioni di gara fra tutte le cinque configurazioni utilizzate fin dal debutto del circuito nel calendario del campionato mondiale, nella stagione 2008. Il vincitore Sainz Jr. è stato il pilota più rapido in tutte le sessioni, solamente per il mancato giro più veloce, conquistato da Hamilton, della prima sessione di prove libere, in cui il più rapido è risultato il compagno di scuderia Leclerc, e in Q1, con Tsunoda in cima alla lista dei tempi.

### Gran Premio del Giappone
Verstappen resiste al via agli attacchi delle McLaren, restando al comando. Più dietro Pérez danneggia il musetto in un contatto con Hamilton mentre, nelle retrovie, c'è un incidente tra Alexander Albon e Valtteri Bottas; la necessità di pulire la pista dai detriti consiglia la direzione di gara a imporre la safety car. La gara vede Verstappen al comando, davanti a Norris, Piastri, Leclerc, Sainz Jr. e Alonso. Pérez è costretto a passare ai box, per cambiare il musetto; il messicano rientra in pista nelle retrovie. Subisce poi una penalità di cinque secondi per aver superato Alonso sotto il regime di vettura di sicurezza, prima di rientrare ai box.
Alla ripresa della gara nella sua valenza agonistica Alonso, su gomme soft, cerca di attaccare Sainz Jr., mentre George Russell passa Hamilton all'ultima chicane, con l'ex campione del mondo capace, comunque, di riprendere la posizione, nel giro seguente. Al settimo giro Bottas ha un nuovo incidente, questa volta con Logan Sargeant. Il pilota dell'Alfa Romeo è costretto, poco dopo, nuovamente ai box, ma, poco dopo il rientro in pista, deve abbandonare la gara. Al dodicesimo giro Fernando Alonso effettua la sua prima sosta, e passa alle gomme hard. Il giro dopo Pérez è nuovamente protagonista di un incidente, questa volta con Magnussen, al tornante: il messicano è costretto al ritiro, dopo essere rientrato ai box. Piastri si ferma per montare gomme dure, al quattordicesimo passaggio, mentre, poco dopo, si riavviva il duello tra Hamilton e Russell. Verstappen si ferma per la sosta, al diciassettesimo giro, ma resta con gomme medie. Si fermano anche Norris, Leclerc e Sainz Jr.. Il monegasco ripassa in pista Alonso, mentre Verstappen, che si trova davanti Russell, che non ha cambiato gomme, lo passa agevolmente e, complici le soste degli altri piloti, ritorna al comando. Alle loro spalle ci sono Piastri, Norris, Leclerc e Sainz Jr.. Al ventiduesimo giro Lewis Hamilton prende la settima posizione ad Alonso, passandolo alla curva 130R.
Russell attende il venticinquesimo giro per fermarsi: rientra in gara alle spalle del compagno di scuderia Hamilton. Un paio di giri dopo Oscar Piastri lascia la posizione a Norris, più veloce. Dopo 29 giri Verstappen ha un vantaggio di 14 secondi su Norris, 16"5 su Piastri, 20"5 su Leclerc e 22"5 su Sainz Jr.. Al trentacinquesimo giro si fermano, per la seconda volta, sia Leclerc che Hamilton. La McLaren richiama i suoi piloti, per difendersi dalla mossa della Ferrari. Verstappen sceglie il trentottesimo passaggio per montare gomme medie. Norris, che si era trovato alle spalle di Russell, lo passa facilmente. Sainz Jr. torna ai box solo al trentanovesimo giro, perdendo la posizione su Hamilton. La graduatoria vede sempre in testa Verstappen, seguito da Norris, Russell, Piastri, Leclerc, Hamilton e Sainz Jr.. Nel frattempo la Red Bull Racing rimanda in pista Sergio Pérez, per fargli scontare la seconda penalità, comminatagli per il contatto con Magnussen. Al quarantaduesimo giro Oscar Piastri passa Russell; tre giri dopo, alla seconda curva, all'esterno, anche Charles Leclerc ha la meglio sul pilota britannico. Su di lui piombano sia Hamilton che Sainz Jr.. La scuderia tedesca fa passare Hamilton, per difenderlo dall'attacco del ferrarista. Sainz Jr. è, comunque, capace, al cinquantesimo giro, di prendere la posizione a Russell, pur se aiutato dal DRS del compagno di team. Lo spagnolo si mette all'inseguimento di Hamilton, ma senza successo.
Max Verstappen vince il quarantottesimo Gran Premio in carriera, la tredicesima gara in stagione, la prima vittoria da quella ottenuta nel Gran Premio d'Italia, nonché il secondo successo consecutivo nel Gran Premio del Giappone, bissando il trionfo dell'edizione del 2022. Per la Red Bull Racing è la quindicesima vittoria in stagione, la prima da quella ottenuta nella gara italiana proprio con Verstappen, la centosettesima della propria storia e la sesta complessiva nella gara giapponese, eguagliando le vittorie della McLaren in questo appuntamento, e la seconda consecutiva sul circuito di Suzuka dopo il successo grazie a Verstappen nel 2022. Norris termina secondo per la quarta volta nelle ultime sette gare, mentre Leclerc quarto per la terza gara di fila. Hamilton conquista la quinta posizione, finendo sempre tra i primi cinque ogni volta che ha raggiunto la bandiera a scacchi sul circuito giapponese. Il britannico è ora a soli trentatré punti da Pérez per la lotta del secondo posto in classifica piloti, senza che la Red Bull Racing non è mai riuscita a presentare due piloti appannaggio delle prime due posizioni in graduatoria finale. Con Ocon nono e Gasly decimo l'Alpine termina a punti in questo appuntamento per il secondo anno di fila. Per il francese è stato solamente il secondo arrivo a punti a Suzuka in cinque apparizioni, dopo il settimo posto nell'edizione del 2019. Lawson ottiene l'undicesima piazza, terminando in questa posizione o facendo anche meglio negli ultimi tre consecutivi Gran Premi. Il compagno di scuderia Tsunoda termina dodicesimo dopo non aver completato un giro nelle ultime due gare. Con Hülkenberg quattordicesimo e Magnussen quindicesimo entrambe le Haas sono le ultime due vetture classificate per la seconda volta nelle ultime tre gare, dopo il Gran Premio d'Italia. Per Max Verstappen è il nono hat trick (pole position, giro veloce e vittoria), dopo il Gran Premio di Gran Bretagna, in carriera in Formula 1. Il campione del mondo, al novantaduesimo podio in carriera, vince la gara per la nona volta in stagione partendo dalla pole position, eguagliando il record stagionale di Nigel Mansell nel 1992 e di Sebastian Vettel nel 2011. È stata la tredicesima volta che l'olandese vince partendo dalla partenza al palo, battendo il precedente record di Michael Schumacher, nonché il tredicesimo successo in stagione, eguagliando la seconda striscia della storia del mondiale per il maggior numero di gare vinte in un singolo campionato appannaggio proprio del tedesco, nel 2004, e di Vettel, nel 2013, a due lunghezze dal proprio record della stagione precedente. Per il leader del campionato è stata la ventottesima vittoria fin dall'inizio del 2022. Il numero delle sue vittorie tra il 2022 e questa stagione sarebbe al nono posto nella lista dei successi di tutti i tempi. È stata la trentacinquesima gara portata al traguardo per l'olandese, la seconda striscia nella storia della Formula 1 dietro solo a Hamilton, con quarantotto gare. Verstappen, che non aveva mai condotto un giro sul circuito di Suzuka in condizioni di asciutto, è risultato come il pilota più rapido per tutto l'arco del weekend, salvo per la Q2, dove il più veloce è stato Leclerc. Il giro più veloce in gara dell'olandese è più veloce di 1"064 di quello di qualsiasi altro pilota. La Red Bull Racing conquista per la sesta volta nella propria storia il mondiale costruttori, il secondo consecutivo, a una lunghezza dai titoli conquistati dalla Lotus. Il team di Milton Keynes diventa il primo costruttore nella storia della Formula 1 a vincere il titolo con sei gare d'anticipo, battendo il primato precedente detenuto in coabitazione dalla McLaren, nel 1988, e dalla Ferrari, nel 2004, con cinque gare d'anticipo. Il titolo viene vinto con i motori ribattezzati Honda RBPT, sulla stessa pista proprietaria della casa giapponese. Norris ottiene il decimo podio in carriera, senza aver ancora ottenuto una vittoria. Solo altri quattro piloti hanno ottenuto lo stesso numero di podi, senza riuscire a vincere; Nick Heidfeld, Stefan Johansson, Chris Amon e Romain Grosjean. Piastri è il duecentosedicesimo pilota differente nella storia del mondiale che conquista il podio in gara, dopo essere stato conquistato durante la Sprint del Gran Premio del Belgio, l'undicesimo pilota diverso in stagione a figurare nei primi tre. Egli è il primo australiano presente nei primi tre classificati da Daniel Ricciardo nel Gran Premio d'Italia 2021, sempre con la McLaren, unendosi ai connazionali Jack Brabham, Tim Schenken, Alan Jones e Mark Webber come quelli saliti a podio della stessa nazionalità. Piastri è il primo debuttante a ottenere il podio nel suo primo anno nella massima categoria da Stroll nel Gran Premio d'Azerbaigian 2017 con la Williams, su un circuito che non aveva mai corso prima. Piastri è il quinto pilota a conquistare il primo podio sul circuito giapponese dopo Roberto Moreno e Aguri Suzuki, entrambi nel 1990, Mika Häkkinen, nel 1993, e Kamui Kobayashi, 2012. Solo Häkkinen è riuscito a conquistare altri cinque podi, ma vincendo i suoi due titoli mondiali nel 1998 e nel 1999. Entrambe le McLaren terminano a podio solamente per la seconda volta dalla fine del 2014, dopo la doppietta nel Gran Premio d'Italia 2021 con Ricciardo primo e Norris secondo. Norris scavalca Russell per la settima posizione in classifica piloti, la sua posizione più alta in graduatoria della stagione, mentre Piastri balza dall'undicesimo al nono posto, sopra Stroll e Gasly. Per la Williams è il primo doppio ritiro dal Gran Premio di Singapore 2022. Con il ritiro di Pérez, la Red Bull Racing pone fine al record di aver presentato entrambe le vetture al traguardo in tutte le gare del campionato. Il Gran Premio del Giappone consegna il titolo costruttori per la nona volta. La Red Bull Racing diventa il sesto costruttore differente a conquistare il titolo in questo appuntamento, dopo la McLaren, che vinse il titolo costruttori per due volte, nel 1990 e nel 1998, seguita dalla Benetton nel 1995, dalla Williams nel 1997, e dalla Ferrari e dalla Mercedes, anch'esse per due volte; nel 1999 e 2003 per la scuderia di Maranello, e nel 2016 e 2019 per la scuderia tedesca. Per la prima volta dall'edizione del 2018, la gara viene completata nella distanza prevista. È stato il Gran Premio con il maggior numero di ritiri in stagione, con cinque. Verstappen può laurearsi campione del mondo piloti, per la terza volta consecutiva, durante la Sprint del successivo Gran Premio del Qatar, il quale diventerebbe il primo pilota nella storia della categoria a ottenere il titolo iridato durante la gara veloce, e per la settima volta nella storia della Formula 1 un titolo si assegnerebbe prima della domenica. L'olandese vincerebbe il titolo in un altro stato asiatico, dopo gli Emirati Arabi Uniti nel 2021 e il Giappone l'anno precedente, diventando uno degli undici piloti nella storia ad aver vinto almeno tre titoli iridati e uno dei cinque piloti nella storia ad aver vinto tre titoli consecutivi dopo Juan Manuel Fangio, Schumacher, Vettel e Hamilton. Vincendo il titolo nella Sprint e non la domenica, Verstappen può eguagliare il record di Schumacher che nel 2002 conquistò il titolo con sei Gran Premi d'anticipo.

### Gran Premio del Qatar
Il poleman Verstappen viene subito attaccato dalle due Mercedes; Russell affianca il campione del mondo, ma viene stretto da Hamilton. Quest'ultimo, dopo la collisione, esce di pista e deve ritirarsi. La direzione di gara utilizza subito la vettura di sicurezza. Poco dopo la gara riprende, nella sua valenza agonistica, con Verstappen che conduce su Oscar Piastri, Alonso, Leclerc, Ocon, Norris e Gasly. Nico Hülkenberg viene penalizzato di dieci secondi, per essere partito dalla piazzola sbagliata, sulla griglia, quella lasciata libera da Sainz Jr.. Alonso e Gasly si fermano, per la prima volta, al dodicesimo giro. Il giro dopo è il turno per Leclerc e Piastri. Ancora un giro, ed è il turno per Lando Norris. Verstappen può attendere fino al diciottesimo passaggio per effettuare la prima sosta. Il giro seguente Norris passa Leclerc, per il sesto posto.
Dopo venti giri Verstappen conduce con 7"5 su Piastri, 11"3 su Alonso, 12"5 su Bottas, che ha cambiato gomme nella fase di safety car, e 13"8 su Stroll. Al ventunesimo giro Norris passa anche Stroll. Bottas di ferma al ventitreesimo giro; nello stesso giro Russell ha la meglio su Pierre Gasly, dopo una dura lotta, e sale settimo. Piastri, Charles Leclerc e Ocon effettuano la seconda sosta, al ventiseiesimo giro. Successivamente si fermano anche Alonso e Norris. Anche dopo la seconda tornata di soste Verstappen comanda il Gran Premio, davanti a Russell, che però attende il trentatreesimo giro per la seconda sosta. Piastri è salito in terza posizione, davanti a Norris, Alonso, le due Alfa Romeo, che si fermeranno, poco dopo, per la sosta, e Leclerc. Fernando Alonso, penalizzato da un grande calore che proviene dal sedile, commette un errore, e viene superato da Leclerc. Al quarantesimo giro Logan Sargeant è costretto all'abbandono per la spossatezza dovuta alle difficili condizioni di guida. Al quarantaquattresimo giro vanno ai box, per la terza volta, Piastri, Leclerc ed Esteban Ocon. Il giro successivo si fermano anche Piastri, Alonso e Gasly. Leclerc si ferma al quarantaseiesimo giro. Verstappen, che si ferma solo al cinquantaduesimo giro, precede George Russell, che si fermerà un giro prima e scalerà quarto. Seguono le due McLaren e Leclerc. Verstappen, al penultimo giro, coglie il giro veloce della gara.
Il campione del mondo vince il quarantanovesimo Gran Premio in carriera, la seconda gara consecutiva e la quattordicesima della stagione, dopo il terzo titolo piloti consecutivo ottenuto con la seconda posizione nella Sprint. Per la Red Bull Racing è la sedicesima vittoria in campionato, la seconda consecutiva, e la centottesima della propria storia. Per Verstappen e la scuderia austriaca è il primo successo nel Gran Premio del Qatar. La seconda posizione di Piastri è il miglior risultato dell'australiano in carriera in un Gran Premio dopo il successo ottenuto nella Sprint. Norris, terzo, segna il record personale del maggior numero di podi ottenuti in un singolo campionato con cinque. Russell chiude in quarta posizione dopo essere finito in testacoda a causa del contatto al via alla prima curva con il compagno di scuderia Hamilton. L'unico pilota della Mercedes al traguardo ha concluso sul podio solamente per una sola volta in stagione grazie al terzo posto nel Gran Premio di Spagna. Leclerc, quinto, termina nei primi cinque nelle ultime quattro gare consecutive, senza terminare a podio. Dopo aver conquistato il sesto posto, Alonso si porta a undici punti da Hamilton, terzo in classifica piloti. Ocon termina settimo ed è ora a soli due punti dal compagno di squadra Gasly in classifica generale. Entrambi i piloti dell'Alpine hanno un podio ciascuno a testa e lo stesso numero di piazzamenti a punti in stagione, con nove. Grazie all'ottava posizione, Bottas e l'Alfa Romeo eguagliano il miglior risultato del campionato ottenuto nel Gran Premio del Bahrein, gara inaugurale. Il compagno di scuderia Zhou, con la nona piazza, pareggia il miglior risultato in stagione ottenuto nel Gran Premio d'Australia e nel Gran Premio di Spagna. Entrambe le vetture della scuderia elvetica, ora ottava in classifica costruttori, ottengono punti nella stessa gara per la prima volta in campionato. Con il decimo posto, Pérez mantiene la seconda posizione nel campionato piloti, davanti a Hamilton di 30 punti. Il britannico è ritirato nel corso del primo giro per la sesta volta in carriera e per la prima dal Gran Premio del Belgio 2022. È stato anche il suo primo ritiro in stagione, ponendo fine alla sua serie di punti ottenuti in tutte le gare disputate. Per Max Verstappen è il quarto Grand Chelem (pole position, giro veloce e vittoria del Gran Premio conducendo tutti i giri in testa), dopo il Gran Premio di Spagna, al quinto posto nella classifica di tutti i tempi, e il decimo hat trick (pole position, giro veloce e vittoria), dopo il precedente Gran Premio del Giappone, al quarto posto in classifica generale, in carriera in Formula 1. L'olandese, che trionfa nel ventiquattresimo circuito differente, al secondo posto generale riguardo ai successi sul maggior numero di piste differenti, si porta a due lunghezze dalle vittorie ottenute dal mondiale da parte di Alain Prost, e a una lunghezza dal record assoluto di vittorie ottenute in una singola stagione che gli appartiene. Verstappen, che vince per la quattordicesima volta partendo dalla pole position, la striscia più lunga nella massima categoria, conduce un Gran Premio nella sua interezza per la dodicesima volta in carriera. Il tre volte campione del mondo, con cinque gare rimanenti, segna il nuovo record del maggior numero di giri condotti in testa in una singola stagione con settecentosessantanove, battendo il precedente record di Sebastian Vettel della stagione 2011, sempre con lo stesso costruttore. L'olandese estende a trentasei gare, la seconda striscia più lunga di tutti i tempi, nel quale ottiene punti consecutivamente, con la serie iniziata nel Gran Premio dell'Emilia-Romagna 2022. La Red Bull Racing si porta a una lunghezza dal record personale del maggior numero di vittorie conquistate in un campionato. Con il sedicesimo trionfo stagionale, il team di Milton Keynes eguaglia le vittorie della Mercedes ottenute nel 2014 e 2015. La McLaren, con Piastri secondo e Norris terzo, ottiene rispettivamente il cinquecentesimo e il cinquecentounesimo podio. La scuderia di Woking conquista un doppio podio consecutivo per la prima volta dal Gran Premio del Canada e il Gran Premio d'Europa della stagione 2010. Il bottino dei 41 punti di Piastri ottenuto nel precedente Gran Premio del Giappone e in questo appuntamento è quasi la metà del suo punteggio totale per l'intera stagione (83). La McLaren è distante solamente undici punti dalla quarta posizione in classifica piloti occupata dall'Aston Martin. Verstappen conduce la classifica piloti con un margine di 209 punti sul secondo, il compagno di scuderia Pérez. Il margine di vittoria più ampio di sempre alla fine di una stagione è di 155 punti di Vettel del campionato 2013. Il podio del Gran Premio presenta gli stessi partecipanti per la seconda gara consecutiva, con le posizioni dei due piloti della McLaren invertite. Il tempo del giro più veloce di 1'24"319 appannaggio di Verstappen rappresenta il rilievo cronometrico più rapido in gara sul circuito qatariota, con la nuova lunghezza del tracciato valevole da questa edizione. Complessivamente, è il secondo tempo più rapido in questa sessione dopo il giro più veloce di 1'23"196 stabilito da Hamilton nell'edizione inaugurale del 2021, registrato su una differente lunghezza. I meccanici della McLaren stabiliscono il primato mondiale di tempo per una sosta ai box durante un pit stop di Norris, con 1"80. Il precedente record apparteneva alla Red Bull Racing per una sosta ai box di Verstappen con 1"82 nel Gran Premio del Brasile 2019. Il tempo di 1"80 batte il precedente record stagionale di 1"98 della Red Bull Racing per un pit stop di Pérez nel Gran Premio d'Ungheria. Anche la Ferrari batte il tempo stabilito nel Gran Premio magiaro, con 1"93 per una sosta ai box di Leclerc.

### Gran Premio degli Stati Uniti
Lando Norris prende il comando al via, davanti alla coppia della Ferrari, Hamilton e Verstappen. Sainz Jr., che attacca senza successo Leclerc, per la seconda posizione, nel primo giro, cede, al quarto giro, la terza piazza a Hamilton e, nel giro seguente, subisce il sorpasso anche di Verstappen. Al sesto giro Lewis Hamilton prende la posizione anche a Leclerc. Al monegasco si avvicina anche Verstappen. Il campione del mondo passa all'undicesimo giro; Leclerc cerca di difendere, senza successo, la sua posizione. Dopo 13 giri Norris conduce con 2"3 di margine su Hamilton, 7"1 su Verstappen e 8" su Leclerc.
Al diciassettesimo giro Verstappen effettua la sua prima sosta, montando gomme medie, a differenza di tutti gli altri piloti che hanno già cambiato gli pneumatici, che hanno, invece, optato per gomme hard. Il giro successivo si ferma anche il leader della gara, Norris, che monta gomme dure. Hamilton passa al comando, fino al suo pit stop, programmato al ventunesimo passaggio. Si porta a condurre Leclerc, davanti a Norris, Russell, la cui sosta sarà al ventiduesimo giro, e Verstappen che, dopo la sosta, si trova davanti a Hamilton. Il pilota della Mercedes è stato penalizzato da un cambio gomme lento. Il monegasco della Ferrari attende il ventiquattresimo giro, per montare gomme dure.
Lando Norris torna primo, davanti a Verstappen, Hamilton, Sainz Jr., Pérez e Leclerc. Max Verstappen, sfruttando anche un errore di guida di Norris, si avvicina al pilota della McLaren, che passa al ventottesimo giro. Il pilota della Red Bull Racing non è capace, però, di allungare su Norris; al trentaduesimo giro il distacco, fra i due, è poco più di un secondo. Norris si ferma tre giri dopo, per la seconda volta. Al trentaseiesimo giro è il turno per Verstappen e Carlos Sainz Jr.. Ciò consente a Hamilton di tornare in vetta, seguito, a quasi otto secondi, da Sergio Pérez, mentre Leclerc è distante sei secondi dal messicano. Seguono Verstappen, Norris, Russell e Sainz Jr.. Hamilton si ferma al trentanovesimo giro, abbandonando l'ipotesi dell'unica sosta. Poco prima si era fermato anche Pérez.
Ora Verstappen è di nuovo primo, seguito da Norris e Leclerc. Al quarantatreesimo giro Hamilton raggiunge e passa, alla curva 12, Leclerc, che cerca di arrivare al traguardo senza effettuare il secondo pit stop. Hamilton, sfruttando le gomme più fresche, è capace di avvicinare Norris, fino a superarlo, al quarantanovesimo giro. Il giro successivo vede Leclerc cedere la posizione anche a Sainz Jr., con gomme più performanti. A tre giri dal termine Leclerc è costretto a lasciare la posizione anche a Pérez. Negli ultimi giri Hamilton avvicina anche Verstappen, ma resta troppo distante per cercare di impensierirlo. Il britannico e Leclerc, giunti rispettivamente secondo e sesto, saranno poi squalificati a causa delle irregolarità trovate al fondo delle vetture.
Max Verstappen vince il cinquantesimo Gran Premio in carriera nella duecentesima gara del campionato mondiale dell'era turbo-ibrida iniziata nella stagione 2014, il terzo appuntamento consecutivo e il quindicesimo della stagione, nonché il terzo successo consecutivo nel Gran Premio degli Stati Uniti d'America, portandosi a una lunghezza dal numero di trionfi nel mondiale di Alain Prost, dopo la vittoria nella Sprint. Per la Red Bull Racing è la diciassettesima vittoria in campionato, la terza consecutiva, la centonovesima della propria storia e la quarta complessiva in questo appuntamento, di cui le ultime tre consecutive. Il secondo posto di Norris, al centesimo Gran Premio con la McLaren, permette alla scuderia britannica di superare l'Aston Martin per il quarto posto in classifica costruttori. Per Norris è il quarto podio consecutivo, la serie attuale più lunga per qualsiasi pilota. Per la scuderia di Woking è il primo podio a Austin da quando Hamilton vinse l'edizione inaugurale del 2012. Norris, che ora detiene dodici podi senza ancora aver vinto una gara, a una lunghezza dal record di Nick Heidfeld, vince il premio del pilota del giorno per la terza volta in stagione. Con il premio vinto da Piastri nel Gran Premio del Giappone, i piloti della McLaren vincono il riconoscimento per tre gare consecutive. La terza posizione di Sainz Jr. è il miglior risultato per lo spagnolo a Austin in otto apparizioni, mentre Pérez, quarto, termina nelle prime quattro posizioni per la prima volta dal Gran Premio d'Italia. Senza considerare la sua squalifica, per Leclerc la sesta posizione sarebbe stato il suo quinto piazzamento consecutivo tra i primi sei, nessuno dei quali a podio. Il monegasco, che non prende punti per la quinta volta in stagione, dopo il terzo posto nella Sprint, viene superato da Norris in classifica generale, per la sesta piazza. Russell, quinto, al centesimo Gran Premio con la Mercedes, ha solo ottenuto un podio stagionale grazie al terzo posto del Gran Premio di Spagna. Gasly e Stroll, rispettivamente alla quinta e sesta apparizione sul circuito delle Americhe, ottengono i primi punti su questo tracciato grazie rispettivamente al sesto e settimo posto. Per il canadese è il primo piazzamento a punti dalla pausa estiva, e per la prima volta in stagione ottiene punti quando il suo compagno di squadra Alonso non ci è riuscito. L'ottavo posto per Tsunoda è il miglior risultato stagionale. Il pilota giapponese ottiene il primo giro più veloce in carriera, il centotrentottesimo pilota differente nella storia del mondiale, il terzo complessivo di questa nazionalità nella categoria, dopo Satoru Nakajima nel Gran Premio d'Australia 1989 e Kamui Kobayashi nel Gran Premio di Cina 2012. Tsunoda è il secondo pilota differente, in un singolo campionato, a ottenere il primo giro più veloce in carriera dopo Piastri nel Gran Premio d'Italia. Per l'AlphaTauri è il secondo giro più veloce dal Gran Premio d'Ungheria 2021 con Gasly. Per Albon, nono, è il sesto arrivo in campionato nei primi dieci, mentre il compagno di scuderia Sargeant, al debutto in campionato, ottiene i primi punti in carriera grazie alla promozione dalla dodicesima posizione alla decima per via delle squalifiche di Hamilton e Leclerc, nel Gran Premio di casa. Entrambe le Williams ottengono punti per la prima volta in stagione. Sargeant è il trecentocinquantunesimo pilota differente nella storia del mondiale, il primo statunitense da Michael Andretti nel Gran Premio d'Italia 1993. Sargeant è il terzo pilota differente, in un singolo campionato, a ottenere i primi punti in carriera dopo Piastri nel Gran Premio d'Australia e Liam Lawson nel Gran Premio di Singapore. Verstappen, che vince per la trentesima volta negli ultimi quaranta Gran Premi, eguaglia il record personale della stagione precedente del maggior numero di vittorie ottenute in un singolo campionato, con quindici. Per Verstappen è anche la trentesima vittoria con la vettura numero 1, superando il totale di Sebastian Vettel con lo stesso numero e dietro solo al totale di Michael Schumacher. L'olandese è il primo pilota a trionfare per cinque volte consecutive in un Gran Premio disputato negli Stati Uniti d'America. Egli estende a trentasette gare, la seconda striscia più lunga di tutti i tempi, nel quale ottiene punti consecutivamente, con la serie iniziata nel Gran Premio dell'Emilia-Romagna 2022. Verstappen si unisce a Hamilton, Schumacher, Vettel e Prost come i piloti artefici di cinquanta successi in carriera. Il leader della classifica piloti può ora diventare il primo pilota della storia a vincere tre volte nello stesso Paese in una sola stagione se dovesse trionfare nel Gran Premio di Las Vegas. Verstappen batte il suo precedente record per il maggior numero di punti segnati in una stagione, 454 nel 2022, con quattro gare al termine. Il totale dei punti fin qui ottenuti dell'olandese è superiore alla somma dei punti di Pérez e Hamilton messi insieme, rispettivamente secondo e terzo in classifica generale. Senza considerare la squalifica di Hamilton, Verstappen e il britannico terminano in prima e seconda posizione sia nella Sprint che nella gara domenicale. La Red Bull Racing eguaglia il proprio record personale del maggior numero di vittorie conquistate in un campionato, con diciassette, ottenute nella passata stagione. Leclerc, qualificatosi in pole position, è il primo pilota a essere squalificato dopo essere partito davanti a tutti da Ralf Schumacher nel Gran Premio del Canada 2004. Il pilota monegasco, al centesimo Gran Premio con la Ferrari, non arriva al traguardo, non parte o viene squalificato in almeno una gara in cui è partito in pole position. Per Alonso è il primo ritiro come pilota Aston Martin. Piastri è ritirato per la terza volta in stagione. Tutti i ritiri dell'australiano sono arrivati prima del tredicesimo giro. Per Ocon è il sesto ritiro stagionale, più di qualsiasi altro pilota. Per Hamilton è stata la seconda squalifica in carriera dopo quella ricevuta nel Gran Premio d'Australia 2009 con la McLaren. Il Gran Premio degli Stati Uniti d'America è stato disputato con il titolo piloti già assegnato per la terza volta dopo il 2013, con Vettel, e nel 2022, con Verstappen. Il Gran Premio ha figurato il maggior numero di piloti partenti dalla pit lane in stagione, con quattro, oltre a due piloti squalificati per la prima volta dal Gran Premio del Giappone 2019 con Ricciardo e Hülkenberg, all'epoca partecipanti per la stessa scuderia. La corsa non ha visto né l'utilizzo delle bandiere gialle, né della safety car e né della virtual safety car per la prima volta dal Gran Premio d'Italia.

### Gran Premio di Città del Messico
Al via le due Ferrari sono infilate da Verstappen che si porta al comando. Alla prima staccata Sergio Pérez tenta di passare Leclerc dall'esterno, ma le due vetture vanno a contatto. Ha la peggio il messicano che è costretto al ritiro, dopo essere rientrato ai box. Alle spalle del monegasco, che ha la vettura danneggiata nell'alettone anteriore, e di Sainz Jr., c'è Ricciardo, seguito da Hamilton, Piastri e Russell. I detriti lasciati dalla Red Bull Racing del pilota di casa, e da Leclerc, impongono la virtual safety car, nel corso del quinto giro. La graduatoria resta immutata fino all'undicesimo passaggio, quando Hamilton passa Daniel Ricciardo. Al ventesimo giro Verstappen si ferma, per passare alle gomme dure. Il campione del mondo rientra in gara settimo, ma supera presto Russell, Piastri e Ricciardo. Nel frattempo, al venticinquesimo giro, Lewis Hamilton effettua la sua sosta, passando anche lui a gomme a mescola hard. Nei giri successivi si fermano anche Piastri e Russell.
Al ventinovesimo giro Verstappen prende la seconda posizione a Carlos Sainz Jr.. Tra il trentunesimo e trentaduesimo giro si fermano le due Ferrari. Dopo le soste Hamilton si trova davanti a Sainz Jr.. Poco dopo Kevin Magnussen perde il controllo della sua Haas nella parte mista del tracciato a causa del cedimento della sospensione della gomma posteriore sinistra. La direzione di gara prima invia in gara la safety car, poi decide di interrompere la gara con bandiera rossa. Nel frattempo Verstappen aveva approfittato del regime di vettura di sicurezza, per effettuare la sua seconda sosta. Per la seconda partenza, che avviene da fermo, scelgono le gomme medie Hamilton, Piastri, Russell, Nico Hülkenberg, Norris, Albon, Ocon e Sargeant; gli altri ripartono con le dure. Verstappen mantiene il comando, davanti a Leclerc, Hamilton, Sainz Jr. e Ricciardo. Russell è capace subito di superare Piastri e Ricciardo. Al quarantesimo giro Hamilton ha la meglio su Charles Leclerc.
George Russell prova, senza successo, ad attaccare Sainz Jr., così come Yuki Tsunoda insidia Oscar Piastri. Il giapponese, al quarantanovesimo giro, va lungo alla prima curva, dopo un attacco senza successo, e sprofonda in classifica. Al cinquantaseiesimo giro Piastri cede la posizione al più veloce Lando Norris, suo compagno di scuderia, che in pochi giri è risalito dal quattordicesimo al settimo posto. Quattro giri dopo Norris supera anche Ricciardo. A cinque giri dal termine il pilota della McLaren prende la quinta piazza al connazionale Russell. All'ultimo giro Hamilton coglie il giro veloce.
Max Verstappen vince il cinquantunesimo Gran Premio in carriera, il quarto appuntamento consecutivo e il sedicesimo della stagione, nonché il terzo successo consecutivo nel Gran Premio di Città del Messico, e il quinto totale all'Autodromo Hermanos Rodríguez. Il tre volte campione del mondo eguaglia i successi nella storia della categoria di Alain Prost, al quarto posto nella classifica di tutti i tempi, portandosi a due lunghezze dalle vittorie di Sebastian Vettel. Per la Red Bull Racing è la diciottesima vittoria in campionato, la quarta consecutiva, la centodecima della propria storia e la terza consecutiva in questo appuntamento. La scuderia di Milton Keynes diventa il costruttore con il maggior numero di successi in Messico, con cinque. Hamilton, secondo per il terzo appuntamento consecutivo in Messico, ottiene il giro più veloce nel corso dell'ultimo giro, ora distante venti punti da Pérez nel duello per il secondo posto in classifica piloti. Per il britannico, al sesto podio in stagione, è stato solo il secondo podio ufficiale nelle ultime nove gare, dopo la squalifica dalla seconda posizione nel precedente Gran Premio degli Stati Uniti d'America. Il terzo posto di Leclerc, per il quarto podio in stagione, e alla centesima partenza in Gran Premio con la Ferrari, è stato il suo primo podio nel formato tradizionale del weekend di gara in stagione. Il monegasco conquista il primo podio dal Gran Premio del Belgio. Sainz Jr. è quarto e ha concluso sesto, quinto e quarto negli ultimi tre Gran Premi corsi in Messico. Lo spagnolo supera il connazionale Alonso per il quarto posto in classifica piloti, a pari punti. Norris, dopo essere partito diciassettesimo, chiude in quinta posizione, per il maggior numero di posizioni che abbia mai guadagnato in gara, dopo il suo miglior risultato precedente di nove posizioni guadagnate nel Gran Premio di Sakhir 2020. Il britannico vince il premio del pilota del giorno per la seconda gara di fila, nonché il quarto Gran Premio consecutivo in cui il riconoscimento è assegnato ai piloti della McLaren, per due volte ciascuno. La sesta posizione di Russell gli permette di ottenere punti per la quindicesima volta in stagione, nel quale solo in un'occasione è arrivato il piazzamento a podio. La settima posizione di Ricciardo è stato il miglior risultato in stagione per l'AlphaTauri, la quale balza dal fondo della classifica costruttori all'ottavo posto, a pari punti con l'Alfa Romeo. L'australiano, che ottiene i primi punti in stagione, ha completato più giri nelle prime cinque posizioni di quanti la scuderia di Faenza fosse riuscita a completarne in tutte le altre gare messe insieme. Piastri ottiene l'ottavo posto e per la prima volta in carriera conquista punti nella stessa posizione per due volte, dopo quanto accaduto nel Gran Premio d'Australia. Albon termina nono come nel precedente Gran Premio degli Stati Uniti d'America per il settimo piazzamento a punti dell'anno. Ocon chiude decimo, ottenendo il suo decimo piazzamento a punti della stagione. Per Pérez, ritirato nel Gran Premio di casa, è il secondo ritiro nelle ultime quattro gare, mentre per Alonso è il secondo ritiro consecutivo. L'Aston Martin non ottiene punti con entrambe le vetture solamente per la seconda volta in stagione. Verstappen vince il Gran Premio dopo essere partito dalla terza posizione, come nell'edizione del 2021, annata in cui conquistò il primo titolo iridato. Egli stabilisce il nuovo record quale pilota con il maggior numero di successi in una singola stagione, con sedici. L'olandese estende a trentotto gare, la seconda striscia più lunga di tutti i tempi, nel quale ottiene punti consecutivamente, con la serie iniziata nel Gran Premio dell'Emilia-Romagna 2022. Il leader del campionato trionfa per la quinta volta all'Autodromo Hermanos Rodríguez, diventando la pista, insieme al circuito del Red Bull Ring, dove ha ottenuto più successi. Verstappen vince per la decima volta un Gran Premio in cui l'autore della pole position è stato Leclerc, e per la trentunesima volta dall'inizio del 2022, pari al totale delle vittorie in carriera di Nigel Mansell. L'ultima curva del tracciato che è stata guidata da Verstappen è intitolata proprio al britannico. L'olandese eguaglia il proprio record stagionale del campionato 2021 del maggior numero di podi conquistati, con diciotto. Verstappen e Hamilton estendono a cinquantotto il numero record di volte in cui hanno condiviso il podio. Il tre volte campione del mondo supera Alain Prost portandosi al quinto posto nella classifica di tutti i tempi per il maggior numero di giri condotti in testa, con 2 709. La Red Bull Racing, con il diciottesimo trionfo in stagione e il duecentosessantesimo podio, si porta a una lunghezza dal record detenuto dalla Mercedes della stagione 2021. Il costruttore austriaco ottiene trentaquattro vittorie dall'inizio del campionato precedente. Nelle sue ultime undici pole position Leclerc non è riuscito poi a vincere il Gran Premio, il quale è sempre stato vinto dalla Red Bull Racing, per la seconda serie più lunga della storia, dietro a René Arnoux, il quale non è riuscito a vincere dopo tredici pole position tra il 1979 e il 1982. Verstappen conduce la classifica piloti con 251 punti sul secondo classificato, il compagno di scuderia Pérez, un divario maggiore del distacco che separa tutti gli altri piloti in campionato. Sul messicano, Verstappen ha un margine di più del doppio dei punti fin qui ottenuti dal secondo pilota della Red Bull Racing. Verstappen, primo, e Hamilton, secondo, tagliano il traguardo nelle stesse posizioni del precedente Gran Premio degli Stati Uniti d'America, nel quale successivamente il britannico fu squalificato. I due terminano primo e secondo, in qualsiasi ordine, per la trentaseiesima volta, estendendo il loro record attuale nella categoria. Hamilton ottiene il sessantacinquesimo giro più veloce in carriera, a dodici lunghezze dal record di tutti i tempi appartenente a Michael Schumacher. Per la Gran Bretagna è il settecentocinquantesimo podio nella storia del mondiale. È stato il terzo Gran Premio della stagione, l'ottantaquattresimo in totale nella storia della categoria, oggetto dell'interruzione con bandiera rossa, dopo quello d'Australia, sospeso per tre volte durante la gara, e quello d'Olanda. Per il terzo Gran Premio di Città del Messico consecutivo, il podio vede gli stessi primi due piloti classificati. Per la prima volta dal 2015, stagione in cui la categoria è tornata a gareggiare in Messico, si è trattato del Gran Premio con il tempo di durata maggiore, il quinto complessivo dopo le corse nel Paese dal 1963, quella inaugurale, al 1966.

### Gran Premio di San Paolo
Charles Leclerc esce di pista, per un problema idraulico, nel giro di formazione. La sua piazzola di partenza rimane vuota, al via. Verstappen mantiene il comando, seguito da Norris, partito sesto. Alle spalle del pilota della McLaren si porta Hamilton, seguito, a sua volta, dalle due Aston Martin. Nella parte finale del gruppo Alexander Albon, chiuso tra le due Haas, colpisce la vettura di Kevin Magnussen. I due terminano fuori pista, mentre una ruota della Williams finisce sull'alettone posteriore dell'AlphaTauri di Daniel Ricciardo. Anche l'altro pilota australiano, Oscar Piastri, vede la sua vettura danneggiata. La direzione di gara invia in pista la safety car, che passa, nei giri seguenti, nella corsia dei box, per consentire la pulizia del tracciato. Dopo un giro la direzione di gara espone la bandiera rossa, per permettere la risistemazione delle barriere, nel punto dell'impatto delle vetture protagoniste dell'incidente al via. Ciò consente alle scuderie di Ricciardo e Piastri di sistemare le monoposto, tanto da permettere ai due di partecipare alla ripartenza, ma solo dalla pit lane e con un giro di ritardo. La gara viene ripresa alle 14:31.
Verstappen mantiene, ancora, il comando, davanti a Norris, Hamilton e Alonso. Lo spagnolo dell'Aston Martin passa il pilota della Mercedes, al termine della Reta Oposta. Alle loro spalle Stroll viene passato da Russell e Pérez. Per qualche giro Lando Norris sembra poter insidiare il primo posto, ma Verstappen è capace di allungare. Tra il tredicesimo e quattordicesimo giro s'infiamma il duello tra Sergio Pérez e George Russell, per il quinto posto. Il messicano, al diciottesimo giro, supera anche Hamilton. Un giro dopo l'ex campione del mondo effettua la sua sosta, in cui passa alle gomme medie, così come Russell, un giro dopo. La medesima scelta è fatta da Pérez, al ventunesimo giro. L'undercut di Lewis Hamilton consente al britannico di risuperare Pérez.
Al ventitreesimo giro il messicano della Red Bull Racing è nuovamente capace di prendere la posizione a Hamilton. Al ventiseiesimo passaggio si ferma Alonso, seguito da Russell, che effettua la seconda sosta. Due giri dopo c'è la sosta per Verstappen e Norris. L'olandese e il britannico mantengono il primo e secondo posto. Alle loro spalle si trovano Fernando Alonso, Pérez, Stroll e le due Mercedes. Sainz Jr. riesce ad avvicinarsi a Russell, che chiede al team di poter passare il suo compagno di scuderia. Tra il trentaquattresimo e il trentasettesimo giro il pilota della Ferrari passa le due vetture tedesche. Al quarantatreesimo giro Russell cede anche a Pierre Gasly, e si ferma, dopo pochi giri, per un nuovo cambio delle gomme. Al quarantasettesimo giro effettuano il pit stop Pérez, Hamilton e Gasly. Il giro successivo passa ai box anche Alonso.
Hamilton cede a Gasly, al cinquantunesimo passaggio. Negli ultimi giri Pérez si avvicina ad Alonso, mentre passano alla sosta anche Verstappen e Norris, senza che questo incida sulla classifica. Alonso riesce, con traiettorie diverse, a resistere all'attacco del pilota della Red Bull Racing, che non supera lo spagnolo, nemmeno con l'uso del DRS. Pérez è capace di passare al penultimo giro, alla prima curva, ma viene risuperato dall'iberico, all'ultimo giro, alla curva 4. I due restano vicini, col pilota dell'Aston Martin che conserva il terzo posto in volata.
Max Verstappen vince il cinquantaduesimo Gran Premio in carriera, dopo la vittoria nella Sprint, il quinto appuntamento consecutivo e il diciassettesimo della stagione, nonché il secondo successo sul circuito di Interlagos dopo il trionfo nel 2019. Il tre volte campione del mondo è al quarto posto nella classifica di tutti i tempi per il maggior numero di vittorie, a una lunghezza dai successi di Sebastian Vettel. Per la Red Bull Racing è la diciannovesima vittoria in campionato, la quinta consecutiva, la centoundicesima della propria storia e la prima a Interlagos dal 2019 proprio con Verstappen. La scuderia di Milton Keynes eguaglia il numero dei trionfi in Brasile della Williams e della Mercedes, con sei. Il costruttore austriaco vince per la seconda volta in Brasile nell'era turbo-ibrida iniziata nella stagione 2014. Norris, secondo, ottiene il tredicesimo podio in carriera, pareggiando Nick Heidfeld quale pilota con il maggior numeri di podi senza successi. Patrick Depailler, Jean Alesi, Mika Häkkinen e Eddie Irvine ottennero quindici podi prima di vincere la prima gara. Per il britannico è il settimo arrivo in seconda posizione senza vittorie, ad una distanza dal record di tutti i tempi di Heidfeld. Norris segna anche sette podi stagionali, al miglior risultato per un pilota della McLaren dalla stagione 2012 con Hamilton. Alonso è terzo ed eguaglia il numero dei podi di Alain Prost con 106, al quarto posto nella classifica di tutti i tempi. Lo spagnolo, che arriva davanti a Pérez per 0"053, termina a podio sul circuito di Interlagos per la nona volta senza vincere, segnando un nuovo record e battendo quello precedente di Kimi Räikkönen con otto podi senza trionfi sul circuito di Manama. Per il pilota dell'Aston Martin, all'ottavo podio in stagione, il primo da quello nel Gran Premio d'Olanda, è solamente il secondo podio nelle ultimi dodici gare, dopo aver ottenuto sei podi nelle prime otto gare in stagione. Per Alonso è il primo podio in Brasile dal terzo posto nella gara del 2013 con la Ferrari. Lo spagnolo riconquista la quarta posizione nel campionato piloti, precedendo Norris di tre punti e Sainz Jr. di sei. Con l'ottenimento del quarto posto, Pérez ora ha un vantaggio di trentadue punti su Hamilton nella lotta per il secondo posto in classifica generale. Il messicano può teoricamente conquistare il secondo posto nel successivo Gran Premio di Las Vegas. Il pilota della Red Bull Racing ha corso sul circuito brasiliano più volte che in qualunque altro circuito senza mai salire sul podio. Pérez ha ottenuto diciotto punti complessivi in questo Gran Premio, dopo aver segnato solo ventuno punti nelle cinque precedenti gare messe insieme. Il quinto posto di Stroll è stato il suo secondo piazzamento nei primi cinque della stagione e il primo dal Gran Premio d'Australia. Stroll terminò nei primi cinque anche nella Sprint del Gran Premio d'Austria. Il miglior risultato precedente del canadese sul circuito di Interlagos è stato il decimo posto nell'edizione 2022. Dopo aver concluso al sesto posto, Sainz Jr. è ora dietro ad Alonso e Norris in classifica generale. Per Gasly, settimo, è il quarto arrivo nelle prime sette posizioni negli ultimi otto Gran Premi. Per Hamilton, ottavo, è il peggior risultato sulla pista brasiliana nell'era turbo-ibrida. Grazie al nono posto, Tsunoda ottiene il suo primo piazzamento a punti in un Gran Premio a Interlagos. Il giapponese ha conquistato dieci punti nelle ultime tre gare, dopo averne segnati solo tre nelle prime diciassette gare. L'AlphaTauri è ora distante sette punti dalla Williams nella lotta per il settimo posto in classifica costruttori. Ocon termina decimo per la seconda gara di fila. Verstappen rafforza il proprio record personale quale pilota con il maggior numero di successi in una singola stagione, con diciassette, e vince per la quindicesima volta partendo dalla pole position, la striscia più lunga nella massima categoria. L'olandese estende a trentanove gare, la seconda striscia più lunga di tutti i tempi, nel quale ottiene punti consecutivamente, con la serie iniziata nel Gran Premio dell'Emilia-Romagna 2022. L'olandese, che è stato solamente battuto una volta negli ultimi sedici Gran Premi, in quello di Singapore, stabilisce il nuovo record del maggior numero di podi conquistati in un singolo campionato, con diciannove, oltre a segnare la nuova percentuale più alta di successi, dopo il precedente record detenuto da Alberto Ascari con sei vittorie su otto appuntamenti della stagione 1952. Verstappen è il primo pilota nella storia del mondiale a superare la soglia dei 500 punti. La Red Bull Racing, con il diciannovesimo trionfo in stagione, eguaglia il record della Mercedes della stagione 2016, primato allora stabilito con una gara in meno. Il team di Milton Keynes batte il record del costruttore tedesco, sempre della stessa stagione, del maggior numero di giri condotti in un singolo campionato, con 1 055. Il costruttore austriaco ottiene trentacinque vittorie dall'inizio del campionato precedente. Verstappen, primo, e Norris, secondo, tagliano il traguardo nelle stesse posizioni della Sprint. Il vantaggio di Verstappen sul pilota secondo in classifica, il compagno di scuderia Pérez, è ora maggiore del totale dei punti complessivi di Vettel quando il tedesco vinse il primo titolo iridato con il costruttore austriaco nel 2010 (256 punti). Leclerc non parte, è ritirato oppure viene squalificato per la sesta volta dopo la qualificazione in prima fila. In tutte le occasioni, la vittoria è stata conquistata da Verstappen. Per la sesta volta da quando corre per la Ferrari, il monegasco percorre meno di cinque giri in gara. Leclerc non ottiene punti in due delle ultime tre gare, dopo la squalifica nel Gran Premio degli Stati Uniti d'America, ma ne ottiene quattro nella Sprint. Per la seconda volta negli ultimi quattro Gran Premi, la Ferrari non schiera una vettura prima della partenza. L'Alfa Romeo registra il primo doppio ritiro in stagione, non ottenendo punti per la terza gara di fila. Norris è nominato pilota del giorno per la terza gara consecutiva, eguagliando il primato di Verstappen del 2016, stagione in cui il riconoscimento è stato istituito. A partire dal Gran Premio del Giappone, il premio è sempre stato assegnato ai piloti della McLaren. È stato il quarto Gran Premio della stagione, l'ottantacinquesimo in totale nella storia della categoria, nonché secondo consecutivo, oggetto dell'interruzione con bandiera rossa, dopo quello d'Australia, sospeso per tre volte durante la gara, quello d'Olanda e quello precedente di Città del Messico. La corsa ha figurato il maggior numero di piloti ritirati in stagione, con cinque, al pari del Gran Premio del Giappone. Senza la partenza di Leclerc, ben sei piloti non hanno visto la bandiera a scacchi, il numero più alto dell'intero campionato. Si è trattato del terzo Gran Premio della storia corso in Brasile con il tempo di durata maggiore, dopo la gara del 2016, corsa sempre a Interlagos, e quella del 1981, disputata sul circuito di Jacarepaguá.

### Gran Premio di Las Vegas
Max Verstappen chiude, alla prima curva, Leclerc, forzandolo fuori dal tracciato, e si porta al comando; nelle retrovie diverse vetture vanno a contatto, tanto che Pérez e Alonso sono costretti subito a fermarsi ai box, per delle riparazioni. Viene imposto il regime di virtual safety car fino al secondo giro. In seguito la direzione di gara penalizzerà Verstappen di cinque secondi, per la manovra sul pilota della Ferrari. Nel corso del terzo giro Lando Norris perde il controllo della sua monoposto che colpisce il muretto di protezione e termina nella via di fuga. La direzione di gara invia in pista la vettura di sicurezza. La gara riprende al settimo passaggio con Verstappen che conduce, davanti a Leclerc, Russell, Pierre Gasly, le due Williams e Kevin Magnussen.
Magnussen viene passato da Ocon prima, poi sia da Piastri che da Hamilton. La lotta tra Gasly e Russell si conclude col francese che passa il pilota della Mercedes, che effettua il cambio gomme. Nelle retrovie, Sainz Jr., che era rimasto coinvolto nei contatti iniziali, duella col connazionale Alonso per la diciassettesima piazza avendo la meglio all'undicesimo giro; l'iberico, in due tornate, riesce a issarsi in quattordicesima posizione. Verstappen mantiene un margine di sicurezza su Leclerc fino al sedicesimo giro, quando il monegasco riesce a sorpassare il pilota della Red Bull Racing in crisi con le gomme, salendo così al comando. Il campione del mondo passa ai box, per la prima sosta. Più dietro vi è un contatto tra Piastri e Hamilton, nel tentativo del britannico di superare il pilota della McLaren: i due piloti subiscono una foratura e sono costretti ai box; la sosta prematura penalizza Hamilton che montava gomme hard fin dalla partenza. Dopo venti giri Leclerc comanda su Sergio Pérez che, sfruttando le soste degli altri piloti e con diversi sorpassi, è risalito dal diciottesimo posto. Il monegasco si ferma un giro dopo, mentre Fernando Alonso cede a Russell la quinta posizione e, poco dopo, viene superato anche da Verstappen. Russell e Verstappen superano anche Sainz Jr., al venticinquesimo giro.
La lotta tra i succitati porta a un contatto, che lascia diversi detriti delle vetture sulla pista. La direzione di gara opta per un nuovo utilizzo della safety car. Approfittano della situazione, per effettuare la sosta, le due Red Bull Racing, Sainz Jr. e Alonso. Alla ripartenza della gara essa è guidata da Leclerc, davanti a Pérez, Gasly, Piastri, Verstappen ed Esteban Ocon. Piastri prende subito la terza piazza a Gasly. Il francese dell'Alpine cede, in seguito, anche a Verstappen. Pérez, sfruttando le gomme più fresche, ritorna al comando, al trentaduesimo giro, passando Leclerc. Il ferrarista, sfruttando la scia della Red Bull Racing, ritorna in vetta, quattro giri dopo. Anche Verstappen passa il suo compagno di scuderia e, un giro dopo, prende la vetta, ai danni ancora di Leclerc, che però riesce a restare vicino all'olandese.
Al quarantaduesimo giro Lance Stroll prende la sesta posizione a Gasly. Il giro dopo un errore di Leclerc favorisce ancora Pérez, che passa secondo. Nello stesso giro Oscar Piastri, quarto, è costretto a un nuovo pit stop per montare gomme medie, avendo usato, fino a quel momento, solo la mescola hard. Gasly subisce un improvviso calo della prestazione delle gomme, e deve cedere ben quattro posizioni, passando dal sesto al decimo posto. A tre giri dalla conclusione Lewis Hamilton prende ad Alonso l'ottavo posto. All'ultimo giro Leclerc prende la scia a Pérez e, con una profonda staccata, si riprende la seconda posizione.
Max Verstappen vince il cinquantatreesimo Gran Premio in carriera, il sesto appuntamento consecutivo e il diciottesimo della stagione, dopo aver scontato una penalità di cinque secondi. Il tre volte campione del mondo eguaglia il numero delle vittorie di Sebastian Vettel, al terzo posto nella classifica di tutti i tempi. Per la Red Bull Racing è la ventesima vittoria in campionato, la sesta consecutiva e la centododicesima della propria storia. Per Verstappen e la scuderia di Milton Keynes è il primo successo nel Gran Premio di Las Vegas. Leclerc, secondo, ottiene il ventinovesimo podio in carriera, il quinto della stagione. Il monegasco non vince la corsa per la dodicesima volta dopo essere partito dalla pole position, a una lunghezza dal record di René Arnoux dal 1979 al 1982. Per il Principato di Monaco è il trentesimo podio nella storia del mondiale. Pérez è terzo, al nono podio stagionale e il trentacinquesimo in carriera, eguagliando Juan Manuel Fangio e Emerson Fittipaldi al ventiseiesimo posto di tutti i tempi. Il messicano chiude la classifica piloti al secondo posto, al miglior risultato in carriera. Per Pérez è il primo podio in stagione dall'ultima doppietta della Red Bull Racing nel Gran Premio d'Italia. Il messicano perde una posizione nel giro finale per il secondo Gran Premio consecutivo. Ocon ottiene la quarta posizione dopo essere partito sedicesimo. Il francese ha concluso più in alto solo una volta in stagione grazie al terzo posto nel Gran Premio di Monaco. Stroll termina quinto dopo la partenza in diciannovesima posizione. Il canadese conclude al quinto posto per la seconda gara di fila. Con il sesto posto, Sainz Jr. scavalca Norris e Alonso in classifica generale, portandosi al quarto posto. Hamilton arriva settimo e chiude terzo nel mondiale piloti, per la prima volta in carriera. Al britannico rimane solo un Gran Premio per evitare una seconda stagione consecutiva senza vittorie. Russell, quarto all'arrivo, scala in ottava posizione per la penalità di cinque secondi per la collisione con Verstappen. Russell conclude ottavo nel campionato piloti, la posizione più bassa per un pilota Mercedes dal 2012, quando Nico Rosberg fu nono e Michael Schumacher tredicesimo. Alonso, che chiude nono, è ancora l'unico pilota in attività dall'ultima volta che la categoria corse a Las Vegas, nel 1982. Piastri chiude decimo, ottenendo il secondo giro più veloce in carriera e il punto addizionale. I due punti ottenuti dall'australiano sono gli unici della McLaren, il minor numero dal Gran Premio del Canada, dove il costruttore britannico non ne ottenne con entrambe le vetture. Per Norris è il primo ritiro dal Gran Premio di San Paolo 2022. Fino a prima di questa gara, il britannico aveva concluso ogni Gran Premio per la seconda striscia più lunga dietro a Verstappen. Il tre volte campione del mondo, al novantasettesimo podio in carriera, rafforza il proprio record personale quale pilota con il maggior numero di successi in una singola stagione, con diciotto. L'olandese, che vince per l'undicesima volta quando Leclerc parte dalla pole position, estende a quaranta gare, la seconda striscia più lunga di tutti i tempi, nel quale ottiene punti consecutivamente, con la serie iniziata nel Gran Premio dell'Emilia-Romagna 2022. L'olandese, che è stato solamente battuto una volta negli ultimi diciassette Gran Premi, in quello di Singapore, aggiorna il proprio record del maggior numero di podi conquistati in un singolo campionato, con venti. Verstappen vince per la sesta volta consecutiva negli Stati Uniti d'America e diventa il primo pilota a vincere per tre volte nello stesso Paese in un singolo campionato. Il leader della classifica piloti eguaglia Alan Jones quale pilota vincitore su tre diversi circuiti statunitensi. Verstappen vince nel ventinovesimo Gran Premio differente e nel venticinquesimo circuito diverso. L'olandese è il terzo vincitore diverso in altrettante edizioni della gara corse a Las Vegas, dopo Alan Jones e Michele Alboreto. La Red Bull Racing, con il ventesimo trionfo in stagione, stabilisce il nuovo record quale costruttore con il maggior numero di vittorie in una stagione. Il costruttore austriaco ottiene trentasei vittorie dall'inizio del campionato precedente e per la prima volta nella propria storia figura i suoi due piloti nelle prime due posizioni in classifica generale. La Red Bull Racing si unisce alla Mercedes, per sei volte, alla Ferrari, con cinque, alla Williams, con quattro, alla McLaren, con tre, all'Alfa Romeo, alla Maserati, alla Cooper, alla Brabham e alla Lotus, per una volta a testa, quale costruttore a realizzare una doppietta in classifica piloti. Il team di Milton Keynes trionfa nel trentacinquesimo Gran Premio diverso e nel trentaduesimo tracciato differente ed è il terzo costruttore diverso in altrettante corse a vincere a Las Vegas, dopo la Williams e la Tyrrell. Si è trattato di un Gran Premio corso a Las Vegas con il tempo di durata minore. Tutti i piloti arrivati al traguardo hanno concluso la corsa a pieni giri, per la prima volta dal Gran Premio di Città del Messico. Il Gran Premio ha registrato il record stagionale di sorpassi su gara totalmente asciutta, con 99. Il pilota che ha messo a segno più sorpassi è stato Hamilton, autore di 15 manovre, mentre il più sorpassato Zhou, per 13 volte. Tenendo conto solo delle gare completamente asciutte, la corsa si piazza sul podio dietro al Gran Premio di Cina 2016 con 161 sorpassi e al Gran Premio di Turchia 2011 con 129. Verstappen e la Red Bull Racing trionfano nel 1 100º Gran Premio nella storia del mondiale.

### Gran Premio di Abu Dhabi
Il poleman Max Verstappen si difende, al via, con successo, dagli attacchi di Leclerc. Seguono le due McLaren, poi George Russell, Tsunoda e Alonso. Al quarto giro Norris prende la terza posizione al suo compagno di team Piastri. All'undicesimo passaggio l'australiano, dopo alcuni giri sotto pressione, cede anche la quarta piazza, a Russell. Piastri si ferma al quattordicesimo giro, per montare gomme hard, così come aveva fatto Fernando Alonso, nel giro precedente. Al quindicesimo giro vanno ai box sia Norris che Russell: il pilota della Mercedes sfrutta il pit stop, più lento, del suo connazionale, per prendergli la posizione.
Al diciassettesimo giro si ferma Verstappen, mentre Leclerc attende il giro successivo. Al comando va così Yuki Tsunoda, che precede Stroll e Verstappen. Il campione del mondo passa presto il pilota dell'Aston Martin. Tsunoda e Stroll attendono il ventitreesimo giro per la sosta: ciò riporta al comando Verstappen, davanti a Leclerc, Russell, il duo della McLaren e Alonso. Poco dopo il pilota spagnolo viene passato da Sergio Pérez. Il messicano della Red Bull Racing, al ventinovesimo passaggio, supera Piastri, per il quinto posto. L'altro pilota della McLaren, Lando Norris, cinque giri dopo, si ferma per la seconda volta, mantenendo la scelta delle gomme dure. Un giro dopo è il turno per Russell, che rimane davanti a Norris. Seguono le soste per Leclerc e Hamilton. Il ferrarista resta davanti a Stroll, Russell e Norris. Il canadese viene passato dai due britannici, con Russell che cerca di ridurre il margine da Leclerc. Al comando si trovano le due Red Bull Racing di Verstappen e Pérez, col secondo che passa ai box, al quarantatreesimo giro, seguito, dopo un giro, dall'olandese.
Verstappen permane al comando, davanti a Charles Leclerc, Russell, Norris, Tsunoda e Pérez. Il nipponico viene passato da Pérez che, al quarantasettesimo giro, prova il sorpasso anche su Norris. La manovra però porta a una collisione, che costa al pilota della Red Bull Racing una penalizzazione di cinque secondi, sul tempo di gara. Solo due giri dopo Pérez avrà definitivamente la meglio sul pilota della McLaren. A cinque giri dal termine Pérez passa anche Russell, e allunga nel tentativo di mettere, fra lui e il pilota della Mercedes, i cinque secondi necessari, dovuti alla penalizzazione. Leclerc, nell'ottica di portare via punti alla Mercedes, per la classifica costruttori, gli cede la seconda posizione, sperando di agevolarlo nella ricerca del margine di cinque secondi su Russell. A due giri dal termine Alonso prende la settima posizione a Tsunoda che, negli ultimi giri, resiste al ritorno di Hamilton.
Max Verstappen vince il cinquantaquattresimo Gran Premio in carriera, il settimo appuntamento consecutivo, il diciannovesimo e ultimo della stagione. Il tre volte campione del mondo stacca di una lunghezza le vittorie di Sebastian Vettel nella storia del mondiale, posizionandosi al terzo posto nella classifica di tutti i tempi, dietro solamente a Michael Schumacher (91) e Hamilton (103). Per Verstappen è la quarta vittoria nel Gran Premio di Abu Dhabi, nonché consecutiva. Per la Red Bull Racing è la ventunesima e ultima vittoria in campionato, la settima consecutiva e la centotredicesima della propria storia, a una lunghezza dai successi della Williams, al quarto posto di sempre. Il costruttore di Milton Keynes diventa il team più vittorioso sul circuito di Yas Marina, con sette affermazioni, di cui le ultime quattro consecutive proprio con l'olandese. Leclerc, secondo per la seconda gara consecutiva, al trentesimo podio in carriera, il sesto della stagione, è senza vittorie in tre delle sue ultime quattro stagioni con la Ferrari. Il monegasco guadagna due posizioni in graduatoria e termina quinto nella classifica piloti. Russell, terzo, ottiene l'undicesimo podio in carriera, il secondo del campionato dopo quello del Gran Premio di Spagna, nello stesso piazzamento. Con il risultato di Russell, la Mercedes termina seconda nel mondiale costruttori con tre punti di vantaggio sulla Ferrari. Pérez taglia il traguardo in seconda posizione, ma scala in quarta per via della penalità di cinque secondi sul tempo di gara comminatagli per la collisione con Norris. Il messicano ha perso posizioni anche nell'ultimo giro delle due gare precedenti. Con il quinto posto, Norris conclude sesto in classifica generale, con un punto di distacco dal quarto piazzamento finale, mentre con il sesto posto di Piastri, la McLaren conclude quarta nei costruttori, una posizione in più rispetto al 2022. Alonso è settimo e termina quarto in classifica piloti, al suo primo piazzamento tra i primi cinque dal secondo posto nel 2012 e nel 2013 con la Ferrari. Tsunoda è ottavo e termina a punti in tre delle ultime cinque gare. Hamilton è nono e segna solo due punti ad Abu Dhabi nelle ultime due edizioni della corsa. Stroll è decimo, così come termina in questa posizione in classifica piloti. L'Aston Martin termina quinta nei costruttori, due posizioni più in alto rispetto alla scorsa stagione, mentre la Williams settima, al miglior piazzamento dal 2017. Per Verstappen è l'undicesimo hat trick (pole position, giro veloce e vittoria), dopo il Gran Premio del Qatar, in carriera in Formula 1, ed eguaglia Jim Clark, al terzo posto nella classifica di tutti i tempi, dietro solamente a Hamilton (19) e Schumacher (22). Per l'olandese è il sesto hat trick stagionale, per un nuovo record per il maggior numero segnati in un singolo campionato. Il pilota della Red Bull Racing, al trentesimo giro più veloce in carriera, rafforza il proprio record personale quale pilota con il maggior numero di successi in una singola stagione, con diciannove, e segna la percentuale record di vittorie di 86,6 in un singolo campionato. L'olandese estende a quarantuno gare, la seconda striscia più lunga di tutti i tempi, nel quale ottiene punti consecutivamente, con la serie iniziata nel Gran Premio dell'Emilia-Romagna 2022. L'olandese, che è stato solamente battuto una volta negli ultimi diciotto Gran Premi, in quello di Singapore, dove a trionfare fu la Ferrari per il solo costruttore diverso dalla Red Bull Racing a vincere in stagione, aggiorna il proprio record del maggior numero di podi conquistati in un singolo campionato, con ventuno. Il Gran Premio di Abu Dhabi diventa l'appuntamento dove Verstappen ha trionfato il maggior numero di volte, quattro, insieme a quello d'Austria. Il leader della classifica piloti, che non aveva mai trionfato per quattro volte consecutive sullo stesso tracciato, è il primo pilota della storia della categoria a completare più di 1 000 giri condotti da leader di gara in una singola stagione. Il numero totale dei giri condotto in campionato dal tre volte campione del mondo è 1 003, il quale equivalgono al totale dalla McLaren nella stagione 1988 con Alain Prost e Ayrton Senna. Verstappen stabilisce il nuovo primato di punti conquistati in una stagione (575), battendo quello precedente di 454 risalente al campionato precedente, nonché con il maggior margine sul secondo (290), battendo quello precedente di Sebastian Vettel (155) risalente al 2013. Verstappen, l'unico pilota a completare ogni giro di gara in stagione, il terzo della storia dopo Michael Schumacher nel 2002 e Hamilton nel 2019, si aggiudica, per il secondo anno di fila e con nove giri più veloci in campionato, il DHL Fastest Lap Award, riconoscimento introdotto nella stagione 2007. La Red Bull Racing, con il ventunesimo trionfo in stagione, rafforza il proprio record quale costruttore con il maggior numero di vittorie in una stagione, e segna la percentuale record di vittorie di 95,4 in un singolo campionato, battendo quello della McLaren risalente al 1988. Il costruttore austriaco ottiene trentasette vittorie dall'inizio del campionato precedente. Nel Gran Premio di Abu Dhabi e sul circuito di Yas Marina il team austriaco trionfa il maggior numero di volte, sette, al pari del Gran Premio di Monaco e sul circuito di Monte Carlo. La Red Bull Racing stabilisce il nuovo primato di punti conquistati in una stagione (860), battendo quello precedente della Mercedes (765) risalente al 2016, nonché con il maggior margine sul secondo (451), battendo quello precedente dello stesso costruttore tedesco (297) dello stesso campionato. La squadra di Milton Keynes si aggiudica, per il sesto anno di fila, con 543 punti e nove pit stop più rapidi, il DHL Fastest Pit Stop Award, riconoscimento introdotto nella stagione 2015. La sosta più rapida del campionato è appannaggio della McLaren per un pit stop di Norris nel Gran Premio del Qatar, con 1"80, il quale rappresenta un record mondiale. Leclerc conquista l'Overtake Award, premio introdotto nel corso del campionato della stagione 2021, per il miglior sorpasso della stagione votato tra tutti quelli scelti mensilmente, grazie alla manovra su Pérez nel precedente Gran Premio di Las Vegas. Tsunoda è il centoottantunesimo pilota differente nella storia del mondiale, il secondo del campionato dopo Piastri nel Gran Premio d'Italia, a condurre un Gran Premio, il primo giapponese da Takuma Satō nel Gran Premio d'Europa 2004 e solamente il secondo in generale di questa nazionalità. L'AlphaTauri ha condotto un Gran Premio per la prima volta da Gasly in quello d'Italia nella stagione 2020, dove ottenne l'unico successo. Tsunoda è premiato pilota del giorno per la prima volta, il terzo diverso partecipante al campionato a essere premiato con tale riconoscimento per la prima volta dopo Ocon e Piastri. Il pilota giapponese è il venticinquesimo pilota diverso a vincere il premio accessorio introdotto nel 2016, con il Giappone che diventa la quattordicesima diversa nazione premiata. Hamilton non vince un Gran Premio per la seconda stagione di fila, mentre per la prima volta dal 2005 nessun pilota britannico riesce a vincere una gara. La Mercedes manca il trionfo in un singolo campionato per la prima volta dal 2011. Il costruttore tedesco non vince in stagione per la prima volta nell'era turbo-ibrida iniziata nel 2014. Verstappen e Leclerc tagliano il traguardo nelle stesse posizioni del precedente Gran Premio di Las Vegas. L'olandese precede il monegasco per la seconda edizione consecutiva della gara. Per la sedicesima volta nella storia della massima categoria, di cui le ultime dodici gare a partire dal 2015, non si sono verificati ritiri, occorrenza verificatasi per l'ultima volta nel Gran Premio di Spagna, nonostante Sainz Jr. sia stato l'unico pilota a non tagliare il traguardo, comunque classificato per aver coperto il 90% della distanza di gara. È stato il primo Gran Premio conclusivo dell'anno di sempre terminato senza un singolo ritiro. La corsa non ha visto né l'utilizzo delle bandiere gialle, né della safety car e né della virtual safety car per la prima volta dal Gran Premio degli Stati Uniti d'America. Si è trattato del Gran Premio di Abu Dhabi più veloce della storia sul tempo della distanza di gara, dopo il debutto della corsa nella stagione 2009. La gara ha visto pilota vincitore quello partito dalla pole position per la nona edizione consecutiva a partire dal 2015. Il Gran Premio segna l'ultima gara in Formula 1 per l'Alfa Romeo e per l'AlphaTauri, con queste denominazioni, dopo rispettivamente duecentoquattordici e ottantatré gare disputate.

## Risultati

### Risultato dei Gran Premi
| Nº | Gran Premio                      | Circuito          | Pole position    | Giro veloce     | Pilota vincitore | Scuderia vincitrice        | Resoconto |
| -- | -------------------------------- | ----------------- | ---------------- | --------------- | ---------------- | -------------------------- | --------- |
| 1  | Gran Premio del Bahrein          | Sakhir            | Max Verstappen   | Zhou Guanyu     | Max Verstappen   | Red Bull Racing-Honda RBPT | Resoconto |
| 2  | Gran Premio d'Arabia Saudita     | Gedda             | Sergio Pérez     | Max Verstappen  | Sergio Pérez     | Red Bull Racing-Honda RBPT | Resoconto |
| 3  | Gran Premio d'Australia          | Melbourne         | Max Verstappen   | Sergio Pérez    | Max Verstappen   | Red Bull Racing-Honda RBPT | Resoconto |
| 4  | Gran Premio d'Azerbaigian        | Baku              | Charles Leclerc  | George Russell  | Sergio Pérez     | Red Bull Racing-Honda RBPT | Resoconto |
| 5  | Gran Premio di Miami             | Miami             | Sergio Pérez     | Max Verstappen  | Max Verstappen   | Red Bull Racing-Honda RBPT | Resoconto |
| 6  | Gran Premio di Monaco            | Monaco            | Max Verstappen   | Lewis Hamilton  | Max Verstappen   | Red Bull Racing-Honda RBPT | Resoconto |
| 7  | Gran Premio di Spagna            | Montmeló          | Max Verstappen   | Max Verstappen  | Max Verstappen   | Red Bull Racing-Honda RBPT | Resoconto |
| 8  | Gran Premio del Canada           | Montréal          | Max Verstappen   | Sergio Pérez    | Max Verstappen   | Red Bull Racing-Honda RBPT | Resoconto |
| 9  | Gran Premio d'Austria            | Spielberg         | Max Verstappen   | Max Verstappen  | Max Verstappen   | Red Bull Racing-Honda RBPT | Resoconto |
| 10 | Gran Premio di Gran Bretagna     | Silverstone       | Max Verstappen   | Max Verstappen  | Max Verstappen   | Red Bull Racing-Honda RBPT | Resoconto |
| 11 | Gran Premio d'Ungheria           | Mogyoród          | Lewis Hamilton   | Max Verstappen  | Max Verstappen   | Red Bull Racing-Honda RBPT | Resoconto |
| 12 | Gran Premio del Belgio           | Spa-Francorchamps | Charles Leclerc  | Lewis Hamilton  | Max Verstappen   | Red Bull Racing-Honda RBPT | Resoconto |
| 13 | Gran Premio d'Olanda             | Zandvoort         | Max Verstappen   | Fernando Alonso | Max Verstappen   | Red Bull Racing-Honda RBPT | Resoconto |
| 14 | Gran Premio d'Italia             | Monza             | Carlos Sainz Jr. | Oscar Piastri   | Max Verstappen   | Red Bull Racing-Honda RBPT | Resoconto |
| 15 | Gran Premio di Singapore         | Singapore         | Carlos Sainz Jr. | Lewis Hamilton  | Carlos Sainz Jr. | Ferrari                    | Resoconto |
| 16 | Gran Premio del Giappone         | Suzuka            | Max Verstappen   | Max Verstappen  | Max Verstappen   | Red Bull Racing-Honda RBPT | Resoconto |
| 17 | Gran Premio del Qatar            | Lusail            | Max Verstappen   | Max Verstappen  | Max Verstappen   | Red Bull Racing-Honda RBPT | Resoconto |
| 18 | Gran Premio degli Stati Uniti    | Austin            | Charles Leclerc  | Yuki Tsunoda    | Max Verstappen   | Red Bull Racing-Honda RBPT | Resoconto |
| 19 | Gran Premio di Città del Messico | Città del Messico | Charles Leclerc  | Lewis Hamilton  | Max Verstappen   | Red Bull Racing-Honda RBPT | Resoconto |
| 20 | Gran Premio di San Paolo         | Interlagos        | Max Verstappen   | Lando Norris    | Max Verstappen   | Red Bull Racing-Honda RBPT | Resoconto |
| 21 | Gran Premio di Las Vegas         | Las Vegas         | Charles Leclerc  | Oscar Piastri   | Max Verstappen   | Red Bull Racing-Honda RBPT | Resoconto |
| 22 | Gran Premio di Abu Dhabi         | Yas Marina        | Max Verstappen   | Max Verstappen  | Max Verstappen   | Red Bull Racing-Honda RBPT | Resoconto |

### Risultato delle qualifiche
| Nº | Pilota           |    |       |    |    |    |     |      |      |    |    |    |      |      |     |     |     |     |    |       |      |       |    |
| -- | ---------------- | -- | ----- | -- | -- | -- | --- | ---- | ---- | -- | -- | -- | ---- | ---- | --- | --- | --- | --- | -- | ----- | ---- | ----- | -- |
| 1  | Max Verstappen   | 1  | 15    | 1  | 2  | 9  | 1   | 1    | 1    | 1  | 1  | 2  | 6+5  | 1    | 2   | 11  | 1   | 1   | 6  | 3     | 1    | 2     | 1  |
| 2  | Logan Sargeant   | 16 | 20    | 18 | 14 | 20 | 16  | P    | 18   | 18 | 14 | 20 | 18   | 10   | 15  | 18  | P   | 15  | 16 | 19+10 | 19   | 6     | 20 |
| 3  | Daniel Ricciardo |    |       |    |    |    |     |      |      |    |    | 13 | 19   | INF  | INF | INF | INF | INF | 14 | 4     | 17   | 14    | 15 |
| 4  | Lando Norris     | 11 | 19    | 13 | 7  | 16 | 10  | 3    | 7    | 4  | 2  | 3  | 7    | 2    | 9   | 4   | 3   | 10  | 2  | 17    | 6    | 15    | 5  |
| 10 | Pierre Gasly     | 20 | 9     | 9  | 17 | 5  | 7   | 10+6 | 15   | 9  | 10 | 15 | 12   | 12   | 17  | 12  | 12  | 7   | 7  | 11    | 15+2 | 4     | 10 |
| 11 | Sergio Pérez     | 2  | 1     | P  | 3  | 1  | 20  | 11   | 12   | 15 | 15 | 9  | 2    | 7    | 5   | 13  | 5   | P   | 9  | 5     | 9    | 11    | 9  |
| 14 | Fernando Alonso  | 5  | 2     | 4  | 6  | 2  | 2   | 8    | 2    | 7  | 9  | 8  | 9    | 5    | 10  | 7   | 10  | 4   | P  | 13    | 4    | 9     | 7  |
| 16 | Charles Leclerc  | 3  | 12+10 | 7  | 1  | 7  | 6+3 | P    | 10   | 2  | 4  | 6  | 1    | 9    | 3   | 3   | 4   | 5   | 1  | 1     | 2    | 1     | 2  |
| 18 | Lance Stroll     | 8  | 5     | 6  | 9  | 18 | 14  | 5    | 16+3 | 6  | 12 | 14 | 10   | 11   | 20  | –   | 17  | 16  | P  | P     | 3    | 19+5  | 13 |
| 20 | Kevin Magnussen  | 17 | 13    | 14 | 16 | 4  | 17  | 17   | 13   | P  | 19 | 19 | 16+3 | P    | 19  | 6   | 15  | 18  | P  | 16    | 12   | 8     | 17 |
| 21 | Nyck de Vries    | 19 | 18    | 15 | 18 | 15 | 12  | 14   | 17   | P  | 18 |    |      |      |     |     |     |     |    |       |      |       |    |
| 22 | Yuki Tsunoda     | 14 | 16    | 12 | 8  | 17 | 9   | 15   | 19+3 | 16 | 16 | 17 | 11   | 17+3 | 11  | 15  | 9   | 11  | 11 | 18+40 | 16   | 20    | 6  |
| 23 | Alexander Albon  | 15 | 17    | 8  | 12 | 11 | 13  | 18   | 9    | 10 | 8  | 16 | 15   | 4    | 6   | 14  | 13  | 13  | 15 | 14    | 13   | 5     | 14 |
| 24 | Zhou Guanyu      | 13 | 11    | 17 | 15 | 14 | 19  | 13   | 20   | 17 | 17 | 5  | 17   | 15   | 16  | P   | 19  | 19  | 12 | 10    | 20   | 17    | 19 |
| 27 | Nico Hülkenberg  | 10 | 10    | 10 | P  | 12 | 18  | 7    | 5+3  | 8  | 11 | 10 | P    | 14   | 13  | 9   | 18  | 14  | P  | 12    | 11   | 13    | 8  |
| 31 | Esteban Ocon     | 9  | 6     | 11 | P  | 8  | 3   | 6    | 6    | 12 | 13 | 12 | 14   | 16   | 18  | 8   | 14  | 8   | 8  | 15    | 14+2 | 16    | 12 |
| 40 | Liam Lawson      |    |       |    |    |    |     |      |      |    |    |    |      | 19   | 12  | 10  | 11  | 17  |    |       |      |       |    |
| 44 | Lewis Hamilton   | 7  | 7     | 3  | 5  | 13 | 5   | 4    | 3    | 5  | 7  | 1  | 3    | 13   | 8   | 5   | 7   | 3   | 3  | 6     | 5    | 10    | 11 |
| 55 | Carlos Sainz Jr. | 4  | 4     | 5  | 4  | 3  | 4   | 2    | 11+3 | 3  | 5  | 11 | 4    | 6    | 1   | 1   | 6   | 12  | 4  | 2     | 7    | 12+10 | 16 |
| 63 | George Russell   | 6  | 3     | 2  | 11 | 6  | 8   | 12   | 4    | 11 | 6  | 18 | 8    | 3    | 4   | 2   | 8   | 2   | 5  | 8     | 8+2  | 3     | 4  |
| 77 | Valtteri Bottas  | 12 | 14    | P  | 13 | 10 | 15  | 16   | 14   | 14 | 20 | 7  | 13   | 18   | 14  | 16  | 16  | 9   | 13 | 9     | 18   | 7     | 18 |
| 81 | Oscar Piastri    | 18 | 8     | 16 | 10 | 19 | 11  | 9    | 8    | 13 | 3  | 4  | 5    | 8    | 7   | 17  | 2   | 6   | 10 | 7     | 10   | 18    | 3  |
| Nº | Pilota           |    |       |    |    |    |     |      |      |    |    |    |      |      |     |     |     |     |    |       |      |       |    |

| Legenda | + – Precede il numero di posizioni di penalità sulla griglia di partenza. § – Indica quei piloti che per penalità sono stati retrocessi in fondo alla griglia di partenza. P – Indica quei piloti che hanno preso il via dalla pit lane. |

## Classifiche

### Sistema di punteggio
| Posizione | Posizione | 1ª | 2ª | 3ª | 4ª | 5ª | 6ª | 7ª | 8ª | 9ª | 10ª | GV |  |  |  |
| Gara      | Punti     | 25 | 18 | 15 | 12 | 10 | 8  | 6  | 4  | 2  | 1   | 1  |  |  |  |
| Sprint    | Punti     | 8  | 7  | 6  | 5  | 4  | 3  | 2  | 1  |    |     |    |  |  |  |

### Classifica piloti
| Pos. | Pilota           |     |     |     |     |    |     |    |     |      |     |     |      |     |     |     |     |      |     |     |      |     |     | Punti |
| ---- | ---------------- | --- | --- | --- | --- | -- | --- | -- | --- | ---- | --- | --- | ---- | --- | --- | --- | --- | ---- | --- | --- | ---- | --- | --- | ----- |
| 1    | Max Verstappen   | 1   | 2   | 1   | 23  | 1  | 1   | 1  | 1   | 1    | 1   | 1   | 1    | 1   | 1   | 5   | 1   | 12   | 1   | 1   | 1    | 1   | 1   | 575   |
| 2    | Sergio Pérez     | 2   | 1   | 5   | 1   | 2  | 16  | 4  | 6   | 32   | 6   | 3   | 2    | 4   | 2   | 8   | Rit | 10   | 45  | Rit | 43   | 3   | 4   | 285   |
| 3    | Lewis Hamilton   | 5   | 5   | 2   | 67  | 6  | 4   | 2  | 3   | 8    | 3   | 4   | 47   | 6   | 6   | 3   | 5   | Rit5 | SQ2 | 2   | 87   | 7   | 9   | 234   |
| 4    | Fernando Alonso  | 3   | 3   | 3   | 46  | 3  | 2   | 7  | 2   | 5    | 7   | 9   | 5    | 2   | 9   | 15  | 8   | 68   | Rit | Rit | 3    | 9   | 7   | 206   |
| 5    | Charles Leclerc  | Rit | 7   | Rit | 32  | 7  | 6   | 11 | 4   | 2    | 9   | 7   | 35   | Rit | 4   | 4   | 4   | 5    | SQ3 | 3   | NP5  | 2   | 2   | 206   |
| 6    | Lando Norris     | 17  | 17  | 6   | 9   | 17 | 9   | 17 | 13  | 4    | 2   | 2   | 76   | 7   | 8   | 2   | 2   | 3    | 24  | 5   | 2    | Rit | 5   | 205   |
| 7    | Carlos Sainz Jr. | 4   | 6   | 12  | 5   | 5  | 8   | 5  | 5   | 63   | 10  | 8   | Rit4 | 5   | 3   | 1   | 6   | NP6  | 36  | 4   | 68   | 6   | 18* | 200   |
| 8    | George Russell   | 7   | 4   | Rit | 84  | 4  | 5   | 3  | Rit | 78   | 5   | 6   | 68   | 17  | 5   | 16* | 7   | 4    | 58  | 6   | Rit4 | 8   | 3   | 175   |
| 9    | Oscar Piastri    | Rit | 15  | 8   | 11  | 19 | 10  | 13 | 11  | 16   | 4   | 5   | Rit2 | 9   | 12  | 7   | 3   | 21   | Rit | 8   | 14   | 10  | 6   | 97    |
| 10   | Lance Stroll     | 6   | Rit | 4   | 78  | 12 | Rit | 6  | 9   | 94   | 14  | 10  | 9    | 11  | 16  | NP  | Rit | 11   | 7   | 17* | 5    | 5   | 10  | 74    |
| 11   | Pierre Gasly     | 9   | 9   | 13* | 14  | 8  | 7   | 10 | 12  | 10   | 18* | Rit | 113  | 3   | 15  | 6   | 10  | 12   | 67  | 11  | 7    | 11  | 13  | 62    |
| 12   | Esteban Ocon     | Rit | 8   | 14* | 15  | 9  | 3   | 8  | 8   | 147  | Rit | Rit | 8    | 10  | Rit | Rit | 9   | 7    | Rit | 10  | 10   | 4   | 12  | 58    |
| 13   | Alexander Albon  | 10  | Rit | Rit | 12  | 14 | 14  | 16 | 7   | 11   | 8   | 11  | 14   | 8   | 7   | 11  | Rit | 137  | 9   | 9   | Rit  | 12  | 14  | 27    |
| 14   | Yuki Tsunoda     | 11  | 11  | 10  | 10  | 11 | 15  | 12 | 14  | 19   | 16  | 15  | 10   | 15  | NP  | Rit | 12  | 15   | 8   | 12  | 96   | 18* | 8   | 17    |
| 15   | Valtteri Bottas  | 8   | 18  | 11  | 18  | 13 | 11  | 19 | 10  | 15   | 12  | 12  | 12   | 14  | 10  | Rit | Rit | 8    | 12  | 15  | Rit  | 17  | 19  | 10    |
| 16   | Nico Hülkenberg  | 15  | 12  | 7   | 17  | 15 | 17  | 15 | 15  | Rit6 | 13  | 14  | 18   | 12  | 17  | 13  | 14  | 16   | 11  | 13  | 12   | 19* | 15  | 9     |
| 17   | Daniel Ricciardo |     |     |     |     |    |     |    |     |      |     | 13  | 16   | SP  | INF | INF | INF | INF  | 15  | 7   | 13   | 14  | 11  | 6     |
| 18   | Zhou Guanyu      | 16  | 13  | 9   | Rit | 16 | 13  | 9  | 16  | 12   | 15  | 16  | 13   | Rit | 14  | 12  | 13  | 9    | 13  | 14  | Rit  | 15  | 17  | 6     |
| 19   | Kevin Magnussen  | 13  | 10  | 17* | 13  | 10 | 19* | 18 | 17  | 18   | Rit | 17  | 15   | 16  | 18  | 10  | 15  | 14   | 14  | Rit | Rit  | 13  | 20  | 3     |
| 20   | Liam Lawson      |     |     |     |     |    |     |    |     |      |     |     |      | 13  | 11  | 9   | 11  | 17   |     |     |      |     |     | 2     |
| 21   | Logan Sargeant   | 12  | 16  | 16* | 16  | 20 | 18  | 20 | Rit | 13   | 11  | 18* | 17   | Rit | 13  | 14  | Rit | Rit  | 10  | 16* | 11   | 16  | 16  | 1     |
| 22   | Nyck de Vries    | 14  | 14  | 15* | Rit | 18 | 12  | 14 | 18  | 17   | 17  |     |      |     |     |     |     |      |     |     |      |     |     | 0     |
| Pos. | Pilota           |     |     |     |     |    |     |    |     |      |     |     |      |     |     |     |     |      |     |     |      |     |     | Punti |

| Legenda | 1º posto     | 2º posto | 3º posto    | A punti         | Senza punti/Non class.  | Grassetto – Pole position Corsivo – Giro più veloce Apice – Risultato Sprint (A punti) |
| Legenda | Squalificato | Ritirato | Non partito | Non qualificato | Solo prove/Terzo pilota | Grassetto – Pole position Corsivo – Giro più veloce Apice – Risultato Sprint (A punti) |

* – Indica i piloti ritirati ma ugualmente classificati avendo coperto, come previsto dal regolamento, almeno il 90% della distanza di gara.

### Classifica costruttori
| Pos. | Costruttore                  | Pilota     |     |     |     |     |    |     |    |     |      |     |     |      |     |     |     |     |      |     |     |      |     |     | Punti |
| ---- | ---------------------------- | ---------- | --- | --- | --- | --- | -- | --- | -- | --- | ---- | --- | --- | ---- | --- | --- | --- | --- | ---- | --- | --- | ---- | --- | --- | ----- |
| 1    | Red Bull Racing-Honda RBPT   | Verstappen | 1   | 2   | 1   | 23  | 1  | 1   | 1  | 1   | 1    | 1   | 1   | 1    | 1   | 1   | 5   | 1   | 12   | 1   | 1   | 1    | 1   | 1   | 860   |
| 1    | Red Bull Racing-Honda RBPT   | Pérez      | 2   | 1   | 5   | 1   | 2  | 16  | 4  | 6   | 32   | 6   | 3   | 2    | 4   | 2   | 8   | Rit | 10   | 45  | Rit | 43   | 3   | 4   | 860   |
| 2    | Mercedes                     | Russell    | 7   | 4   | Rit | 84  | 4  | 5   | 3  | Rit | 78   | 5   | 6   | 68   | 17  | 5   | 16* | 7   | 4    | 58  | 6   | Rit4 | 8   | 3   | 409   |
| 2    | Mercedes                     | Hamilton   | 5   | 5   | 2   | 67  | 6  | 4   | 2  | 3   | 8    | 3   | 4   | 47   | 6   | 6   | 3   | 5   | Rit5 | SQ2 | 2   | 87   | 7   | 9   | 409   |
| 3    | Ferrari                      | Leclerc    | Rit | 7   | Rit | 32  | 7  | 6   | 11 | 4   | 2    | 9   | 7   | 35   | Rit | 4   | 4   | 4   | 5    | SQ3 | 3   | NP5  | 2   | 2   | 406   |
| 3    | Ferrari                      | Sainz Jr.  | 4   | 6   | 12  | 5   | 5  | 8   | 5  | 5   | 63   | 10  | 8   | Rit4 | 5   | 3   | 1   | 6   | NP6  | 36  | 4   | 68   | 6   | 18* | 406   |
| 4    | McLaren-Mercedes             | Piastri    | Rit | 15  | 8   | 11  | 19 | 10  | 13 | 11  | 16   | 4   | 5   | Rit2 | 9   | 12  | 7   | 3   | 21   | Rit | 8   | 14   | 10  | 6   | 302   |
| 4    | McLaren-Mercedes             | Norris     | 17  | 17  | 6   | 9   | 17 | 9   | 17 | 13  | 4    | 2   | 2   | 76   | 7   | 8   | 2   | 2   | 3    | 24  | 5   | 2    | Rit | 5   | 302   |
| 5    | Aston Martin Aramco-Mercedes | Stroll     | 6   | Rit | 4   | 78  | 12 | Rit | 6  | 9   | 94   | 14  | 10  | 9    | 11  | 16  | NP  | Rit | 11   | 7   | 17* | 5    | 5   | 10  | 280   |
| 5    | Aston Martin Aramco-Mercedes | Alonso     | 3   | 3   | 3   | 46  | 3  | 2   | 7  | 2   | 5    | 7   | 9   | 5    | 2   | 9   | 15  | 8   | 68   | Rit | Rit | 3    | 9   | 7   | 280   |
| 6    | Alpine-Renault               | Ocon       | Rit | 8   | 14* | 15  | 9  | 3   | 8  | 8   | 147  | Rit | Rit | 8    | 10  | Rit | Rit | 9   | 7    | Rit | 10  | 10   | 4   | 12  | 120   |
| 6    | Alpine-Renault               | Gasly      | 9   | 9   | 13* | 14  | 8  | 7   | 10 | 12  | 10   | 18* | Rit | 113  | 3   | 15  | 6   | 10  | 12   | 67  | 11  | 7    | 11  | 13  | 120   |
| 7    | Williams-Mercedes            | Albon      | 10  | Rit | Rit | 12  | 14 | 14  | 16 | 7   | 11   | 8   | 11  | 14   | 8   | 7   | 11  | Rit | 137  | 9   | 9   | Rit  | 12  | 14  | 28    |
| 7    | Williams-Mercedes            | Sargeant   | 12  | 16  | 16* | 16  | 20 | 18  | 20 | Rit | 13   | 11  | 18* | 17   | Rit | 13  | 14  | Rit | Rit  | 10  | 16* | 11   | 16  | 16  | 28    |
| 8    | AlphaTauri-Honda RBPT        | De Vries   | 14  | 14  | 15* | Rit | 18 | 12  | 14 | 18  | 17   | 17  |     |      |     |     |     |     |      |     |     |      |     |     | 25    |
| 8    | AlphaTauri-Honda RBPT        | Ricciardo  |     |     |     |     |    |     |    |     |      |     | 13  | 16   | SP  | INF | INF | INF | INF  | 15  | 7   | 13   | 14  | 11  | 25    |
| 8    | AlphaTauri-Honda RBPT        | Lawson     |     |     |     |     |    |     |    |     |      |     |     |      | 13  | 11  | 9   | 11  | 17   |     |     |      |     |     | 25    |
| 8    | AlphaTauri-Honda RBPT        | Tsunoda    | 11  | 11  | 10  | 10  | 11 | 15  | 12 | 14  | 19   | 16  | 15  | 10   | 15  | NP  | Rit | 12  | 15   | 8   | 12  | 96   | 18* | 8   | 25    |
| 9    | Alfa Romeo-Ferrari           | Bottas     | 8   | 18  | 11  | 18  | 13 | 11  | 19 | 10  | 15   | 12  | 12  | 12   | 14  | 10  | Rit | Rit | 8    | 12  | 15  | Rit  | 17  | 19  | 16    |
| 9    | Alfa Romeo-Ferrari           | Zhou       | 16  | 13  | 9   | Rit | 16 | 13  | 9  | 16  | 12   | 15  | 16  | 13   | Rit | 14  | 12  | 13  | 9    | 13  | 14  | Rit  | 15  | 17  | 16    |
| 10   | Haas-Ferrari                 | Magnussen  | 13  | 10  | 17* | 13  | 10 | 19* | 18 | 17  | 18   | Rit | 17  | 15   | 16  | 18  | 10  | 15  | 14   | 14  | Rit | Rit  | 13  | 20  | 12    |
| 10   | Haas-Ferrari                 | Hülkenberg | 15  | 12  | 7   | 17  | 15 | 17  | 15 | 15  | Rit6 | 13  | 14  | 18   | 12  | 17  | 13  | 14  | 16   | 11  | 13  | 12   | 19* | 15  | 12    |
| Pos. | Costruttore                  | Pilota     |     |     |     |     |    |     |    |     |      |     |     |      |     |     |     |     |      |     |     |      |     |     | Punti |

| Legenda | 1º posto     | 2º posto | 3º posto    | A punti         | Senza punti/Non class.  | Grassetto – Pole position Corsivo – Giro più veloce Apice – Risultato Sprint (A punti) |
| Legenda | Squalificato | Ritirato | Non partito | Non qualificato | Solo prove/Terzo pilota | Grassetto – Pole position Corsivo – Giro più veloce Apice – Risultato Sprint (A punti) |

 * – Indica i piloti ritirati ma ugualmente classificati avendo coperto, come previsto dal regolamento, almeno il 90% della distanza di gara.